# Капабланка, Хосе Рауль
Хосе́ Рау́ль Капабла́нка-и-Граупе́ра (исп. José Raúl Capablanca y Graupera, 19 ноября 1888, Гавана, Генерал-капитанство Куба, Испанская империя — 8 марта 1942[…], Нью-Йорк, Нью-Йорк) — кубинский шахматист, 3-й чемпион мира (1921—1927), шахматный литератор и дипломат.
В апреле 1901 года стал чемпионом Кубы. Участник турнира Сан-Себастьян 1911, который выиграл, опередив Акибу Рубинштейна, Арона Нимцовича и Зигберта Тарраша. В течение следующих лет Капабланка выиграл множество турниров.
В 1921 году после длительных переговоров состоялся матч за звание чемпиона мира с Эмануилом Ласкером, который Капабланка выиграл. В 1927 году он проиграл корону в Буэнос-Айресе Александру Алехину.
Был одним из сильнейших шахматистов мира в 1910—1930-х годах, победитель многих международных турниров. В годы расцвета Капабланка приобрёл славу «шахматного автомата», одинаково виртуозно ведущего партию в миттельшпиле и эндшпиле и практически не допускающего ошибок. В официальных встречах на высоком уровне (с 1909 года) Капабланка проиграл всего 34 партии, а с 1916 по 1924 год оставался непобеждённым.

## Биография

### Детство и юность

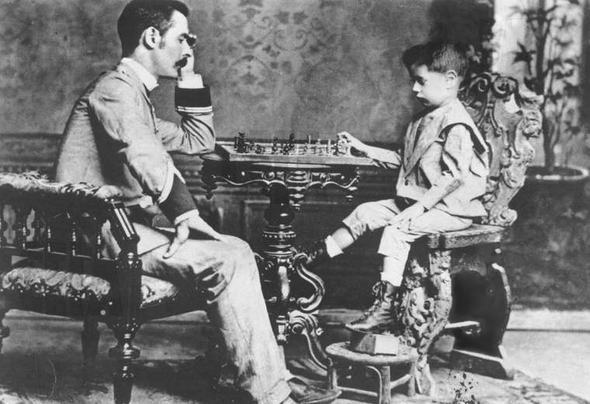
Отец играет с четырёхлетним сыном

Капабланка родился 19 ноября 1888 года в Гаване, в то время административном центре испанской колонии (Куба получила независимость через десять лет в результате войны с Испанией), в семье офицера испанской армии Хосе Марии Капабланки и Марии Граупера. В автобиографии Капабланка позднее рассказывал, что научился играть в шахматы в четырёхлетнем возрасте, наблюдая за игрой своего отца с сослуживцем. На третий день он выучил, как ходят фигуры, и во время одной из партий обратил внимание отца, что тот сделал ход не по правилам. В тот же день он сыграл с отцом партию и обыграл его. Эту же историю с небольшими отличиями Капабланка однажды описал в журнальной статье. При этом биографы Капабланки Макс Эйве и Лодевейк Принс, также ссылаясь на слова самого кубинца, называют всю историю вымышленной.
Вскоре отец и его друзья отвели ребёнка в шахматный клуб в Гаване. Сохранилась запись партии, которую пятилетний Капабланка выиграл у мастера Иглесиаса, получив ферзя в качестве форы. Тогда же Капабланка, снова получив фору в виде ферзя, дважды сыграл с известным европейским мастером Жаном Таубенгаузом, который гастролировал на Кубе, и выиграл обе партии. Позднее Таубенгауз с гордостью вспоминал, не зная, очевидно, истории с Иглесиасом: «Я единственный в мире шахматист, который давал вперёд ферзя Капабланке!» В возрасте восьми лет Капабланка несколько месяцев посещал по выходным шахматный клуб, затем его семья на три года покинула Гавану. Когда Капабланка вернулся, были организованы его встречи из двух партий со всеми сильнейшими шахматистами страны. Капабланка показал, что он уступает только действующему чемпиону страны Хуану Корсо, который выиграл обе партии.
В ноябре — декабре 1901 года состоялся матч между двенадцатилетним Капабланкой и Корсо. Примечательно, что до этого момента Капабланка не изучал теорию и не был знаком с шахматными учебниками. По регламенту матч игрался до четырёх побед. Корсо выиграл первые две партии, но затем шесть закончились вничью, а четыре выиграл Капабланка. Поражение Корсо, как правило, объясняется превосходством Капабланки в эндшпиле: Капабланка дважды переиграл Корсо в равных окончаниях и ещё несколько раз свёл вничью вероятно проигранные позиции. В следующем году Капабланка в первый и последний раз играл в чемпионате Кубы, который проходил в два круга, но занял лишь четвёртое место из шести, а победил Корсо, выигравший у Капабланки обе партии.
В 1904 году Капабланка переехал в Нью-Йорк, чтобы посещать частную школу и учить английский язык для поступления в Колумбийский университет. Он стал частым посетителем Манхэттенского шахматного клуба, где всегда появлялся в периоды жизни в Нью-Йорке, не меняя этой привычки до конца жизни. В 1906 году Капабланка поступил в университет, где изучал химическое машиностроение. Одновременно он играл в бейсбол; по распространённой версии, он отдал предпочтение Колумбийскому университету, потому что там была сильная бейсбольная команда. В 1906 году Капабланка занял первое место в блицтурнире с участием чемпиона мира Эмануила Ласкера и в дальнейшем периодически играл в клубе. Через два года он покинул университет, чтобы сосредоточиться на шахматной карьере.
Зимой 1908—1909 годов Капабланка совершил поездку по США с сеансами одновременной игры. Затем был организован матч Капабланки с чемпионом страны и одним из сильнейших шахматистов мира — Фрэнком Маршаллом. Матч до восьми побед проходил с апреля по июнь в разных городах США. Маршалл был явным фаворитом, и тем неожиданнее оказался результат: победа Капабланки с разгромным счётом +8 −1 =14.

### Претендент на звание чемпиона мира
|   | a | b | c | d | e | f | g | h |   |
| - | --- | --- | --- | --- | --- | --- | --- | --- | - |
| 8 | d8 чёрная ладья · g8 чёрный король · a7 чёрная пешка · f7 чёрная пешка · g7 чёрная пешка · h7 чёрная пешка · b6 чёрный ферзь · c3 белая ладья · e3 белая пешка · a2 белая пешка · e2 белый ферзь · f2 белая пешка · g2 белая пешка · h2 белая пешка · g1 белый король | d8 чёрная ладья · g8 чёрный король · a7 чёрная пешка · f7 чёрная пешка · g7 чёрная пешка · h7 чёрная пешка · b6 чёрный ферзь · c3 белая ладья · e3 белая пешка · a2 белая пешка · e2 белый ферзь · f2 белая пешка · g2 белая пешка · h2 белая пешка · g1 белый король | d8 чёрная ладья · g8 чёрный король · a7 чёрная пешка · f7 чёрная пешка · g7 чёрная пешка · h7 чёрная пешка · b6 чёрный ферзь · c3 белая ладья · e3 белая пешка · a2 белая пешка · e2 белый ферзь · f2 белая пешка · g2 белая пешка · h2 белая пешка · g1 белый король | d8 чёрная ладья · g8 чёрный король · a7 чёрная пешка · f7 чёрная пешка · g7 чёрная пешка · h7 чёрная пешка · b6 чёрный ферзь · c3 белая ладья · e3 белая пешка · a2 белая пешка · e2 белый ферзь · f2 белая пешка · g2 белая пешка · h2 белая пешка · g1 белый король | d8 чёрная ладья · g8 чёрный король · a7 чёрная пешка · f7 чёрная пешка · g7 чёрная пешка · h7 чёрная пешка · b6 чёрный ферзь · c3 белая ладья · e3 белая пешка · a2 белая пешка · e2 белый ферзь · f2 белая пешка · g2 белая пешка · h2 белая пешка · g1 белый король | d8 чёрная ладья · g8 чёрный король · a7 чёрная пешка · f7 чёрная пешка · g7 чёрная пешка · h7 чёрная пешка · b6 чёрный ферзь · c3 белая ладья · e3 белая пешка · a2 белая пешка · e2 белый ферзь · f2 белая пешка · g2 белая пешка · h2 белая пешка · g1 белый король | d8 чёрная ладья · g8 чёрный король · a7 чёрная пешка · f7 чёрная пешка · g7 чёрная пешка · h7 чёрная пешка · b6 чёрный ферзь · c3 белая ладья · e3 белая пешка · a2 белая пешка · e2 белый ферзь · f2 белая пешка · g2 белая пешка · h2 белая пешка · g1 белый король | d8 чёрная ладья · g8 чёрный король · a7 чёрная пешка · f7 чёрная пешка · g7 чёрная пешка · h7 чёрная пешка · b6 чёрный ферзь · c3 белая ладья · e3 белая пешка · a2 белая пешка · e2 белый ферзь · f2 белая пешка · g2 белая пешка · h2 белая пешка · g1 белый король | 8 |
| 7 | d8 чёрная ладья · g8 чёрный король · a7 чёрная пешка · f7 чёрная пешка · g7 чёрная пешка · h7 чёрная пешка · b6 чёрный ферзь · c3 белая ладья · e3 белая пешка · a2 белая пешка · e2 белый ферзь · f2 белая пешка · g2 белая пешка · h2 белая пешка · g1 белый король | d8 чёрная ладья · g8 чёрный король · a7 чёрная пешка · f7 чёрная пешка · g7 чёрная пешка · h7 чёрная пешка · b6 чёрный ферзь · c3 белая ладья · e3 белая пешка · a2 белая пешка · e2 белый ферзь · f2 белая пешка · g2 белая пешка · h2 белая пешка · g1 белый король | d8 чёрная ладья · g8 чёрный король · a7 чёрная пешка · f7 чёрная пешка · g7 чёрная пешка · h7 чёрная пешка · b6 чёрный ферзь · c3 белая ладья · e3 белая пешка · a2 белая пешка · e2 белый ферзь · f2 белая пешка · g2 белая пешка · h2 белая пешка · g1 белый король | d8 чёрная ладья · g8 чёрный король · a7 чёрная пешка · f7 чёрная пешка · g7 чёрная пешка · h7 чёрная пешка · b6 чёрный ферзь · c3 белая ладья · e3 белая пешка · a2 белая пешка · e2 белый ферзь · f2 белая пешка · g2 белая пешка · h2 белая пешка · g1 белый король | d8 чёрная ладья · g8 чёрный король · a7 чёрная пешка · f7 чёрная пешка · g7 чёрная пешка · h7 чёрная пешка · b6 чёрный ферзь · c3 белая ладья · e3 белая пешка · a2 белая пешка · e2 белый ферзь · f2 белая пешка · g2 белая пешка · h2 белая пешка · g1 белый король | d8 чёрная ладья · g8 чёрный король · a7 чёрная пешка · f7 чёрная пешка · g7 чёрная пешка · h7 чёрная пешка · b6 чёрный ферзь · c3 белая ладья · e3 белая пешка · a2 белая пешка · e2 белый ферзь · f2 белая пешка · g2 белая пешка · h2 белая пешка · g1 белый король | d8 чёрная ладья · g8 чёрный король · a7 чёрная пешка · f7 чёрная пешка · g7 чёрная пешка · h7 чёрная пешка · b6 чёрный ферзь · c3 белая ладья · e3 белая пешка · a2 белая пешка · e2 белый ферзь · f2 белая пешка · g2 белая пешка · h2 белая пешка · g1 белый король | d8 чёрная ладья · g8 чёрный король · a7 чёрная пешка · f7 чёрная пешка · g7 чёрная пешка · h7 чёрная пешка · b6 чёрный ферзь · c3 белая ладья · e3 белая пешка · a2 белая пешка · e2 белый ферзь · f2 белая пешка · g2 белая пешка · h2 белая пешка · g1 белый король | 7 |
| 6 | d8 чёрная ладья · g8 чёрный король · a7 чёрная пешка · f7 чёрная пешка · g7 чёрная пешка · h7 чёрная пешка · b6 чёрный ферзь · c3 белая ладья · e3 белая пешка · a2 белая пешка · e2 белый ферзь · f2 белая пешка · g2 белая пешка · h2 белая пешка · g1 белый король | d8 чёрная ладья · g8 чёрный король · a7 чёрная пешка · f7 чёрная пешка · g7 чёрная пешка · h7 чёрная пешка · b6 чёрный ферзь · c3 белая ладья · e3 белая пешка · a2 белая пешка · e2 белый ферзь · f2 белая пешка · g2 белая пешка · h2 белая пешка · g1 белый король | d8 чёрная ладья · g8 чёрный король · a7 чёрная пешка · f7 чёрная пешка · g7 чёрная пешка · h7 чёрная пешка · b6 чёрный ферзь · c3 белая ладья · e3 белая пешка · a2 белая пешка · e2 белый ферзь · f2 белая пешка · g2 белая пешка · h2 белая пешка · g1 белый король | d8 чёрная ладья · g8 чёрный король · a7 чёрная пешка · f7 чёрная пешка · g7 чёрная пешка · h7 чёрная пешка · b6 чёрный ферзь · c3 белая ладья · e3 белая пешка · a2 белая пешка · e2 белый ферзь · f2 белая пешка · g2 белая пешка · h2 белая пешка · g1 белый король | d8 чёрная ладья · g8 чёрный король · a7 чёрная пешка · f7 чёрная пешка · g7 чёрная пешка · h7 чёрная пешка · b6 чёрный ферзь · c3 белая ладья · e3 белая пешка · a2 белая пешка · e2 белый ферзь · f2 белая пешка · g2 белая пешка · h2 белая пешка · g1 белый король | d8 чёрная ладья · g8 чёрный король · a7 чёрная пешка · f7 чёрная пешка · g7 чёрная пешка · h7 чёрная пешка · b6 чёрный ферзь · c3 белая ладья · e3 белая пешка · a2 белая пешка · e2 белый ферзь · f2 белая пешка · g2 белая пешка · h2 белая пешка · g1 белый король | d8 чёрная ладья · g8 чёрный король · a7 чёрная пешка · f7 чёрная пешка · g7 чёрная пешка · h7 чёрная пешка · b6 чёрный ферзь · c3 белая ладья · e3 белая пешка · a2 белая пешка · e2 белый ферзь · f2 белая пешка · g2 белая пешка · h2 белая пешка · g1 белый король | d8 чёрная ладья · g8 чёрный король · a7 чёрная пешка · f7 чёрная пешка · g7 чёрная пешка · h7 чёрная пешка · b6 чёрный ферзь · c3 белая ладья · e3 белая пешка · a2 белая пешка · e2 белый ферзь · f2 белая пешка · g2 белая пешка · h2 белая пешка · g1 белый король | 6 |
| 5 | d8 чёрная ладья · g8 чёрный король · a7 чёрная пешка · f7 чёрная пешка · g7 чёрная пешка · h7 чёрная пешка · b6 чёрный ферзь · c3 белая ладья · e3 белая пешка · a2 белая пешка · e2 белый ферзь · f2 белая пешка · g2 белая пешка · h2 белая пешка · g1 белый король | d8 чёрная ладья · g8 чёрный король · a7 чёрная пешка · f7 чёрная пешка · g7 чёрная пешка · h7 чёрная пешка · b6 чёрный ферзь · c3 белая ладья · e3 белая пешка · a2 белая пешка · e2 белый ферзь · f2 белая пешка · g2 белая пешка · h2 белая пешка · g1 белый король | d8 чёрная ладья · g8 чёрный король · a7 чёрная пешка · f7 чёрная пешка · g7 чёрная пешка · h7 чёрная пешка · b6 чёрный ферзь · c3 белая ладья · e3 белая пешка · a2 белая пешка · e2 белый ферзь · f2 белая пешка · g2 белая пешка · h2 белая пешка · g1 белый король | d8 чёрная ладья · g8 чёрный король · a7 чёрная пешка · f7 чёрная пешка · g7 чёрная пешка · h7 чёрная пешка · b6 чёрный ферзь · c3 белая ладья · e3 белая пешка · a2 белая пешка · e2 белый ферзь · f2 белая пешка · g2 белая пешка · h2 белая пешка · g1 белый король | d8 чёрная ладья · g8 чёрный король · a7 чёрная пешка · f7 чёрная пешка · g7 чёрная пешка · h7 чёрная пешка · b6 чёрный ферзь · c3 белая ладья · e3 белая пешка · a2 белая пешка · e2 белый ферзь · f2 белая пешка · g2 белая пешка · h2 белая пешка · g1 белый король | d8 чёрная ладья · g8 чёрный король · a7 чёрная пешка · f7 чёрная пешка · g7 чёрная пешка · h7 чёрная пешка · b6 чёрный ферзь · c3 белая ладья · e3 белая пешка · a2 белая пешка · e2 белый ферзь · f2 белая пешка · g2 белая пешка · h2 белая пешка · g1 белый король | d8 чёрная ладья · g8 чёрный король · a7 чёрная пешка · f7 чёрная пешка · g7 чёрная пешка · h7 чёрная пешка · b6 чёрный ферзь · c3 белая ладья · e3 белая пешка · a2 белая пешка · e2 белый ферзь · f2 белая пешка · g2 белая пешка · h2 белая пешка · g1 белый король | d8 чёрная ладья · g8 чёрный король · a7 чёрная пешка · f7 чёрная пешка · g7 чёрная пешка · h7 чёрная пешка · b6 чёрный ферзь · c3 белая ладья · e3 белая пешка · a2 белая пешка · e2 белый ферзь · f2 белая пешка · g2 белая пешка · h2 белая пешка · g1 белый король | 5 |
| 4 | d8 чёрная ладья · g8 чёрный король · a7 чёрная пешка · f7 чёрная пешка · g7 чёрная пешка · h7 чёрная пешка · b6 чёрный ферзь · c3 белая ладья · e3 белая пешка · a2 белая пешка · e2 белый ферзь · f2 белая пешка · g2 белая пешка · h2 белая пешка · g1 белый король | d8 чёрная ладья · g8 чёрный король · a7 чёрная пешка · f7 чёрная пешка · g7 чёрная пешка · h7 чёрная пешка · b6 чёрный ферзь · c3 белая ладья · e3 белая пешка · a2 белая пешка · e2 белый ферзь · f2 белая пешка · g2 белая пешка · h2 белая пешка · g1 белый король | d8 чёрная ладья · g8 чёрный король · a7 чёрная пешка · f7 чёрная пешка · g7 чёрная пешка · h7 чёрная пешка · b6 чёрный ферзь · c3 белая ладья · e3 белая пешка · a2 белая пешка · e2 белый ферзь · f2 белая пешка · g2 белая пешка · h2 белая пешка · g1 белый король | d8 чёрная ладья · g8 чёрный король · a7 чёрная пешка · f7 чёрная пешка · g7 чёрная пешка · h7 чёрная пешка · b6 чёрный ферзь · c3 белая ладья · e3 белая пешка · a2 белая пешка · e2 белый ферзь · f2 белая пешка · g2 белая пешка · h2 белая пешка · g1 белый король | d8 чёрная ладья · g8 чёрный король · a7 чёрная пешка · f7 чёрная пешка · g7 чёрная пешка · h7 чёрная пешка · b6 чёрный ферзь · c3 белая ладья · e3 белая пешка · a2 белая пешка · e2 белый ферзь · f2 белая пешка · g2 белая пешка · h2 белая пешка · g1 белый король | d8 чёрная ладья · g8 чёрный король · a7 чёрная пешка · f7 чёрная пешка · g7 чёрная пешка · h7 чёрная пешка · b6 чёрный ферзь · c3 белая ладья · e3 белая пешка · a2 белая пешка · e2 белый ферзь · f2 белая пешка · g2 белая пешка · h2 белая пешка · g1 белый король | d8 чёрная ладья · g8 чёрный король · a7 чёрная пешка · f7 чёрная пешка · g7 чёрная пешка · h7 чёрная пешка · b6 чёрный ферзь · c3 белая ладья · e3 белая пешка · a2 белая пешка · e2 белый ферзь · f2 белая пешка · g2 белая пешка · h2 белая пешка · g1 белый король | d8 чёрная ладья · g8 чёрный король · a7 чёрная пешка · f7 чёрная пешка · g7 чёрная пешка · h7 чёрная пешка · b6 чёрный ферзь · c3 белая ладья · e3 белая пешка · a2 белая пешка · e2 белый ферзь · f2 белая пешка · g2 белая пешка · h2 белая пешка · g1 белый король | 4 |
| 3 | d8 чёрная ладья · g8 чёрный король · a7 чёрная пешка · f7 чёрная пешка · g7 чёрная пешка · h7 чёрная пешка · b6 чёрный ферзь · c3 белая ладья · e3 белая пешка · a2 белая пешка · e2 белый ферзь · f2 белая пешка · g2 белая пешка · h2 белая пешка · g1 белый король | d8 чёрная ладья · g8 чёрный король · a7 чёрная пешка · f7 чёрная пешка · g7 чёрная пешка · h7 чёрная пешка · b6 чёрный ферзь · c3 белая ладья · e3 белая пешка · a2 белая пешка · e2 белый ферзь · f2 белая пешка · g2 белая пешка · h2 белая пешка · g1 белый король | d8 чёрная ладья · g8 чёрный король · a7 чёрная пешка · f7 чёрная пешка · g7 чёрная пешка · h7 чёрная пешка · b6 чёрный ферзь · c3 белая ладья · e3 белая пешка · a2 белая пешка · e2 белый ферзь · f2 белая пешка · g2 белая пешка · h2 белая пешка · g1 белый король | d8 чёрная ладья · g8 чёрный король · a7 чёрная пешка · f7 чёрная пешка · g7 чёрная пешка · h7 чёрная пешка · b6 чёрный ферзь · c3 белая ладья · e3 белая пешка · a2 белая пешка · e2 белый ферзь · f2 белая пешка · g2 белая пешка · h2 белая пешка · g1 белый король | d8 чёрная ладья · g8 чёрный король · a7 чёрная пешка · f7 чёрная пешка · g7 чёрная пешка · h7 чёрная пешка · b6 чёрный ферзь · c3 белая ладья · e3 белая пешка · a2 белая пешка · e2 белый ферзь · f2 белая пешка · g2 белая пешка · h2 белая пешка · g1 белый король | d8 чёрная ладья · g8 чёрный король · a7 чёрная пешка · f7 чёрная пешка · g7 чёрная пешка · h7 чёрная пешка · b6 чёрный ферзь · c3 белая ладья · e3 белая пешка · a2 белая пешка · e2 белый ферзь · f2 белая пешка · g2 белая пешка · h2 белая пешка · g1 белый король | d8 чёрная ладья · g8 чёрный король · a7 чёрная пешка · f7 чёрная пешка · g7 чёрная пешка · h7 чёрная пешка · b6 чёрный ферзь · c3 белая ладья · e3 белая пешка · a2 белая пешка · e2 белый ферзь · f2 белая пешка · g2 белая пешка · h2 белая пешка · g1 белый король | d8 чёрная ладья · g8 чёрный король · a7 чёрная пешка · f7 чёрная пешка · g7 чёрная пешка · h7 чёрная пешка · b6 чёрный ферзь · c3 белая ладья · e3 белая пешка · a2 белая пешка · e2 белый ферзь · f2 белая пешка · g2 белая пешка · h2 белая пешка · g1 белый король | 3 |
| 2 | d8 чёрная ладья · g8 чёрный король · a7 чёрная пешка · f7 чёрная пешка · g7 чёрная пешка · h7 чёрная пешка · b6 чёрный ферзь · c3 белая ладья · e3 белая пешка · a2 белая пешка · e2 белый ферзь · f2 белая пешка · g2 белая пешка · h2 белая пешка · g1 белый король | d8 чёрная ладья · g8 чёрный король · a7 чёрная пешка · f7 чёрная пешка · g7 чёрная пешка · h7 чёрная пешка · b6 чёрный ферзь · c3 белая ладья · e3 белая пешка · a2 белая пешка · e2 белый ферзь · f2 белая пешка · g2 белая пешка · h2 белая пешка · g1 белый король | d8 чёрная ладья · g8 чёрный король · a7 чёрная пешка · f7 чёрная пешка · g7 чёрная пешка · h7 чёрная пешка · b6 чёрный ферзь · c3 белая ладья · e3 белая пешка · a2 белая пешка · e2 белый ферзь · f2 белая пешка · g2 белая пешка · h2 белая пешка · g1 белый король | d8 чёрная ладья · g8 чёрный король · a7 чёрная пешка · f7 чёрная пешка · g7 чёрная пешка · h7 чёрная пешка · b6 чёрный ферзь · c3 белая ладья · e3 белая пешка · a2 белая пешка · e2 белый ферзь · f2 белая пешка · g2 белая пешка · h2 белая пешка · g1 белый король | d8 чёрная ладья · g8 чёрный король · a7 чёрная пешка · f7 чёрная пешка · g7 чёрная пешка · h7 чёрная пешка · b6 чёрный ферзь · c3 белая ладья · e3 белая пешка · a2 белая пешка · e2 белый ферзь · f2 белая пешка · g2 белая пешка · h2 белая пешка · g1 белый король | d8 чёрная ладья · g8 чёрный король · a7 чёрная пешка · f7 чёрная пешка · g7 чёрная пешка · h7 чёрная пешка · b6 чёрный ферзь · c3 белая ладья · e3 белая пешка · a2 белая пешка · e2 белый ферзь · f2 белая пешка · g2 белая пешка · h2 белая пешка · g1 белый король | d8 чёрная ладья · g8 чёрный король · a7 чёрная пешка · f7 чёрная пешка · g7 чёрная пешка · h7 чёрная пешка · b6 чёрный ферзь · c3 белая ладья · e3 белая пешка · a2 белая пешка · e2 белый ферзь · f2 белая пешка · g2 белая пешка · h2 белая пешка · g1 белый король | d8 чёрная ладья · g8 чёрный король · a7 чёрная пешка · f7 чёрная пешка · g7 чёрная пешка · h7 чёрная пешка · b6 чёрный ферзь · c3 белая ладья · e3 белая пешка · a2 белая пешка · e2 белый ферзь · f2 белая пешка · g2 белая пешка · h2 белая пешка · g1 белый король | 2 |
| 1 | d8 чёрная ладья · g8 чёрный король · a7 чёрная пешка · f7 чёрная пешка · g7 чёрная пешка · h7 чёрная пешка · b6 чёрный ферзь · c3 белая ладья · e3 белая пешка · a2 белая пешка · e2 белый ферзь · f2 белая пешка · g2 белая пешка · h2 белая пешка · g1 белый король | d8 чёрная ладья · g8 чёрный король · a7 чёрная пешка · f7 чёрная пешка · g7 чёрная пешка · h7 чёрная пешка · b6 чёрный ферзь · c3 белая ладья · e3 белая пешка · a2 белая пешка · e2 белый ферзь · f2 белая пешка · g2 белая пешка · h2 белая пешка · g1 белый король | d8 чёрная ладья · g8 чёрный король · a7 чёрная пешка · f7 чёрная пешка · g7 чёрная пешка · h7 чёрная пешка · b6 чёрный ферзь · c3 белая ладья · e3 белая пешка · a2 белая пешка · e2 белый ферзь · f2 белая пешка · g2 белая пешка · h2 белая пешка · g1 белый король | d8 чёрная ладья · g8 чёрный король · a7 чёрная пешка · f7 чёрная пешка · g7 чёрная пешка · h7 чёрная пешка · b6 чёрный ферзь · c3 белая ладья · e3 белая пешка · a2 белая пешка · e2 белый ферзь · f2 белая пешка · g2 белая пешка · h2 белая пешка · g1 белый король | d8 чёрная ладья · g8 чёрный король · a7 чёрная пешка · f7 чёрная пешка · g7 чёрная пешка · h7 чёрная пешка · b6 чёрный ферзь · c3 белая ладья · e3 белая пешка · a2 белая пешка · e2 белый ферзь · f2 белая пешка · g2 белая пешка · h2 белая пешка · g1 белый король | d8 чёрная ладья · g8 чёрный король · a7 чёрная пешка · f7 чёрная пешка · g7 чёрная пешка · h7 чёрная пешка · b6 чёрный ферзь · c3 белая ладья · e3 белая пешка · a2 белая пешка · e2 белый ферзь · f2 белая пешка · g2 белая пешка · h2 белая пешка · g1 белый король | d8 чёрная ладья · g8 чёрный король · a7 чёрная пешка · f7 чёрная пешка · g7 чёрная пешка · h7 чёрная пешка · b6 чёрный ферзь · c3 белая ладья · e3 белая пешка · a2 белая пешка · e2 белый ферзь · f2 белая пешка · g2 белая пешка · h2 белая пешка · g1 белый король | d8 чёрная ладья · g8 чёрный король · a7 чёрная пешка · f7 чёрная пешка · g7 чёрная пешка · h7 чёрная пешка · b6 чёрный ферзь · c3 белая ладья · e3 белая пешка · a2 белая пешка · e2 белый ферзь · f2 белая пешка · g2 белая пешка · h2 белая пешка · g1 белый король | 1 |
|   | a | b | c | d | e | f | g | h |   |

Только что чёрные позволили белым забрать проходную пешку на c3, разменяв несколько фигур. Но выясняется, что Бернштейн просмотрел решающий тактический удар 29…Фb2! Белые сдались.
Дебют Капабланки в Европе должен был состояться в 1910 году на сильном турнире в Гамбурге, но кубинец не смог приехать на него из-за болезни. Капабланка реабилитировался в следующем году на крупном международном турнире в Сан-Себастьяне, где играли почти все сильнейшие шахматисты того времени, кроме Ласкера: условием участия были призовые места в значительных турнирах последних лет. Против участия Капабланки возражали Нимцович и Бернштейн, поскольку тот не имел достаточных результатов, а известен был только благодаря победе над Маршаллом, так что Капабланка был приглашён в виде исключения. В итоге Капабланка занял первое место, опередив на пол-очка Рубинштейна и Видмара, а его победа над Бернштейном в первом туре получила первый приз за красоту. Это позволило Капабланке вызвать Ласкера на матч за мировое первенство. Местом проведения матча была предложена Гавана, однако матч не состоялся: стороны по очереди выдвинули условия, которые оказались неприемлемыми для другой стороны, а когда Капабланка в переписке охарактеризовал одно из выдвинутых Ласкером условий как «очевидно несправедливое» (obviously unfair), Ласкер через прессу потребовал извинений. Это стало началом конфликта, который продолжался до петербургского турнира 1914 года.

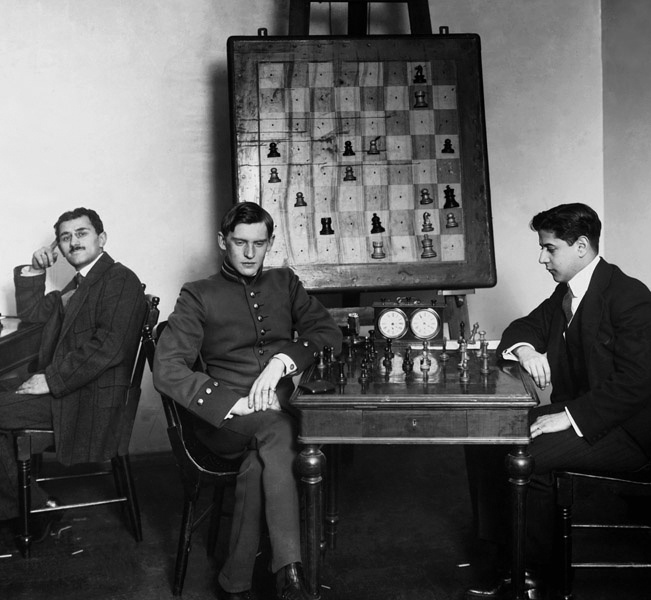
А. Алехин и Х. Р. Капабланка на петербургском шахматном турнире 1914 года.

В 1913 году Капабланка выступил на 4 турнирах, трижды заняв 1-е место в Нью-Йорке и один раз — 2-е в Гаване. В сентябре того же года он поступил на дипломатическую службу в министерство иностранных дел Кубы в должности Чрезвычайного и полномочного посла правительства Кубы во всём мире, который позволял ему совмещать дипломатические поручения и поездки на турниры. Капабланка оставался на службе в МИДе до самой смерти. Получив назначение в кубинское консульство в Санкт-Петербурге, Капабланка по пути в Россию совершил турне по европейским столицам, проводя сеансы одновременной игры и выставочные партии. Среди соперников Капабланки были Рети, Тартаковер, Алехин, Бернштейн и другие сильные мастера. При этом в выставочных партиях Капабланка одержал 19 побед при четырёх ничьих и одном поражении от Аурбаха. В ходе выступлений в России кубинец выиграл по 2 партии у Дуз-Хотимирского и Алехина и обменялся победами со Зноско-Боровским, дал сеансы в Москве, Киеве, Риге, Либаве и других городах. Весной 1914 года он принял участие в очень сильном международном турнире в Петербурге. В предварительном турнире он занял первое место, на полтора очка опередив Ласкера и Тарраша. В финале, проходившем в два круга с участием пяти лучших шахматистов, Капабланка по разу проиграл Ласкеру и Таррашу и в итоге занял 2-е место, на пол-очка отстав от Ласкера (итоговый результат складывался из суммы очков в предварительном турнире и в финале). Третий призёр Алехин отстал от Капабланки на три очка. Примечательно, что во время этого турнира Капабланкой было дано несколько сеансов одновременной игры, в ходе одного из которых, 16 мая 1914, одну из партий выиграл у Капабланки молодой студент Петербургской консерватории Сергей Прокофьев. Перед возвращением из Европы на Кубу Капабланка выиграл у Ласкера в Берлине блиц-матч из 10 партий — 6½:3½.
В годы Первой мировой войны Капабланка жил в Нью-Йорке, где уверенно выиграл три турнира. В 1915 году из четырнадцати партий он не выиграл всего две, сведя их вничью с Маршаллом, который занял второе место с отставанием на очко. В 1916 году турнир проходил по схеме, аналогичной петербургскому турниру, — с финалом для пяти лучших шахматистов. Капабланка убедительно выиграл турнир, опередив Яновского на три очка, хотя и проиграл партию Хайесу. Турнир в 1918 году Капабланка выиграл с перевесом в полтора очка над Костичем. Этот турнир знаменателен партией Капабланка — Маршалл, которая стала одним из ярчайших примеров работы интуиции кубинского шахматиста. Маршалл применил острую домашнюю заготовку, над которой работал девять лет, но Капабланка за доской разобрался в позиции и переиграл сильного соперника. Вариант испанской партии, придуманный Маршаллом, сейчас известен как атака Маршалла и до сих пор сохраняет актуальность.
|   | a | b | c | d | e | f | g | h |   |
| - | --- | --- | --- | --- | --- | --- | --- | --- | - |
| 8 | a8 чёрная ладья · c8 чёрный слон · f8 чёрная ладья · g8 чёрный король · c7 чёрная пешка · f7 чёрная пешка · g7 чёрная пешка · h7 чёрная пешка · a6 чёрная пешка · d6 чёрный слон · b5 чёрная пешка · d4 белая пешка · h4 чёрный ферзь · b3 белый слон · c3 белая пешка · f3 белый ферзь · h3 белая пешка · a2 белая пешка · b2 белая пешка · f2 чёрный конь · g2 белая пешка · a1 белая ладья · b1 белый конь · c1 белый слон · e1 белая ладья · g1 белый король | a8 чёрная ладья · c8 чёрный слон · f8 чёрная ладья · g8 чёрный король · c7 чёрная пешка · f7 чёрная пешка · g7 чёрная пешка · h7 чёрная пешка · a6 чёрная пешка · d6 чёрный слон · b5 чёрная пешка · d4 белая пешка · h4 чёрный ферзь · b3 белый слон · c3 белая пешка · f3 белый ферзь · h3 белая пешка · a2 белая пешка · b2 белая пешка · f2 чёрный конь · g2 белая пешка · a1 белая ладья · b1 белый конь · c1 белый слон · e1 белая ладья · g1 белый король | a8 чёрная ладья · c8 чёрный слон · f8 чёрная ладья · g8 чёрный король · c7 чёрная пешка · f7 чёрная пешка · g7 чёрная пешка · h7 чёрная пешка · a6 чёрная пешка · d6 чёрный слон · b5 чёрная пешка · d4 белая пешка · h4 чёрный ферзь · b3 белый слон · c3 белая пешка · f3 белый ферзь · h3 белая пешка · a2 белая пешка · b2 белая пешка · f2 чёрный конь · g2 белая пешка · a1 белая ладья · b1 белый конь · c1 белый слон · e1 белая ладья · g1 белый король | a8 чёрная ладья · c8 чёрный слон · f8 чёрная ладья · g8 чёрный король · c7 чёрная пешка · f7 чёрная пешка · g7 чёрная пешка · h7 чёрная пешка · a6 чёрная пешка · d6 чёрный слон · b5 чёрная пешка · d4 белая пешка · h4 чёрный ферзь · b3 белый слон · c3 белая пешка · f3 белый ферзь · h3 белая пешка · a2 белая пешка · b2 белая пешка · f2 чёрный конь · g2 белая пешка · a1 белая ладья · b1 белый конь · c1 белый слон · e1 белая ладья · g1 белый король | a8 чёрная ладья · c8 чёрный слон · f8 чёрная ладья · g8 чёрный король · c7 чёрная пешка · f7 чёрная пешка · g7 чёрная пешка · h7 чёрная пешка · a6 чёрная пешка · d6 чёрный слон · b5 чёрная пешка · d4 белая пешка · h4 чёрный ферзь · b3 белый слон · c3 белая пешка · f3 белый ферзь · h3 белая пешка · a2 белая пешка · b2 белая пешка · f2 чёрный конь · g2 белая пешка · a1 белая ладья · b1 белый конь · c1 белый слон · e1 белая ладья · g1 белый король | a8 чёрная ладья · c8 чёрный слон · f8 чёрная ладья · g8 чёрный король · c7 чёрная пешка · f7 чёрная пешка · g7 чёрная пешка · h7 чёрная пешка · a6 чёрная пешка · d6 чёрный слон · b5 чёрная пешка · d4 белая пешка · h4 чёрный ферзь · b3 белый слон · c3 белая пешка · f3 белый ферзь · h3 белая пешка · a2 белая пешка · b2 белая пешка · f2 чёрный конь · g2 белая пешка · a1 белая ладья · b1 белый конь · c1 белый слон · e1 белая ладья · g1 белый король | a8 чёрная ладья · c8 чёрный слон · f8 чёрная ладья · g8 чёрный король · c7 чёрная пешка · f7 чёрная пешка · g7 чёрная пешка · h7 чёрная пешка · a6 чёрная пешка · d6 чёрный слон · b5 чёрная пешка · d4 белая пешка · h4 чёрный ферзь · b3 белый слон · c3 белая пешка · f3 белый ферзь · h3 белая пешка · a2 белая пешка · b2 белая пешка · f2 чёрный конь · g2 белая пешка · a1 белая ладья · b1 белый конь · c1 белый слон · e1 белая ладья · g1 белый король | a8 чёрная ладья · c8 чёрный слон · f8 чёрная ладья · g8 чёрный король · c7 чёрная пешка · f7 чёрная пешка · g7 чёрная пешка · h7 чёрная пешка · a6 чёрная пешка · d6 чёрный слон · b5 чёрная пешка · d4 белая пешка · h4 чёрный ферзь · b3 белый слон · c3 белая пешка · f3 белый ферзь · h3 белая пешка · a2 белая пешка · b2 белая пешка · f2 чёрный конь · g2 белая пешка · a1 белая ладья · b1 белый конь · c1 белый слон · e1 белая ладья · g1 белый король | 8 |
| 7 | a8 чёрная ладья · c8 чёрный слон · f8 чёрная ладья · g8 чёрный король · c7 чёрная пешка · f7 чёрная пешка · g7 чёрная пешка · h7 чёрная пешка · a6 чёрная пешка · d6 чёрный слон · b5 чёрная пешка · d4 белая пешка · h4 чёрный ферзь · b3 белый слон · c3 белая пешка · f3 белый ферзь · h3 белая пешка · a2 белая пешка · b2 белая пешка · f2 чёрный конь · g2 белая пешка · a1 белая ладья · b1 белый конь · c1 белый слон · e1 белая ладья · g1 белый король | a8 чёрная ладья · c8 чёрный слон · f8 чёрная ладья · g8 чёрный король · c7 чёрная пешка · f7 чёрная пешка · g7 чёрная пешка · h7 чёрная пешка · a6 чёрная пешка · d6 чёрный слон · b5 чёрная пешка · d4 белая пешка · h4 чёрный ферзь · b3 белый слон · c3 белая пешка · f3 белый ферзь · h3 белая пешка · a2 белая пешка · b2 белая пешка · f2 чёрный конь · g2 белая пешка · a1 белая ладья · b1 белый конь · c1 белый слон · e1 белая ладья · g1 белый король | a8 чёрная ладья · c8 чёрный слон · f8 чёрная ладья · g8 чёрный король · c7 чёрная пешка · f7 чёрная пешка · g7 чёрная пешка · h7 чёрная пешка · a6 чёрная пешка · d6 чёрный слон · b5 чёрная пешка · d4 белая пешка · h4 чёрный ферзь · b3 белый слон · c3 белая пешка · f3 белый ферзь · h3 белая пешка · a2 белая пешка · b2 белая пешка · f2 чёрный конь · g2 белая пешка · a1 белая ладья · b1 белый конь · c1 белый слон · e1 белая ладья · g1 белый король | a8 чёрная ладья · c8 чёрный слон · f8 чёрная ладья · g8 чёрный король · c7 чёрная пешка · f7 чёрная пешка · g7 чёрная пешка · h7 чёрная пешка · a6 чёрная пешка · d6 чёрный слон · b5 чёрная пешка · d4 белая пешка · h4 чёрный ферзь · b3 белый слон · c3 белая пешка · f3 белый ферзь · h3 белая пешка · a2 белая пешка · b2 белая пешка · f2 чёрный конь · g2 белая пешка · a1 белая ладья · b1 белый конь · c1 белый слон · e1 белая ладья · g1 белый король | a8 чёрная ладья · c8 чёрный слон · f8 чёрная ладья · g8 чёрный король · c7 чёрная пешка · f7 чёрная пешка · g7 чёрная пешка · h7 чёрная пешка · a6 чёрная пешка · d6 чёрный слон · b5 чёрная пешка · d4 белая пешка · h4 чёрный ферзь · b3 белый слон · c3 белая пешка · f3 белый ферзь · h3 белая пешка · a2 белая пешка · b2 белая пешка · f2 чёрный конь · g2 белая пешка · a1 белая ладья · b1 белый конь · c1 белый слон · e1 белая ладья · g1 белый король | a8 чёрная ладья · c8 чёрный слон · f8 чёрная ладья · g8 чёрный король · c7 чёрная пешка · f7 чёрная пешка · g7 чёрная пешка · h7 чёрная пешка · a6 чёрная пешка · d6 чёрный слон · b5 чёрная пешка · d4 белая пешка · h4 чёрный ферзь · b3 белый слон · c3 белая пешка · f3 белый ферзь · h3 белая пешка · a2 белая пешка · b2 белая пешка · f2 чёрный конь · g2 белая пешка · a1 белая ладья · b1 белый конь · c1 белый слон · e1 белая ладья · g1 белый король | a8 чёрная ладья · c8 чёрный слон · f8 чёрная ладья · g8 чёрный король · c7 чёрная пешка · f7 чёрная пешка · g7 чёрная пешка · h7 чёрная пешка · a6 чёрная пешка · d6 чёрный слон · b5 чёрная пешка · d4 белая пешка · h4 чёрный ферзь · b3 белый слон · c3 белая пешка · f3 белый ферзь · h3 белая пешка · a2 белая пешка · b2 белая пешка · f2 чёрный конь · g2 белая пешка · a1 белая ладья · b1 белый конь · c1 белый слон · e1 белая ладья · g1 белый король | a8 чёрная ладья · c8 чёрный слон · f8 чёрная ладья · g8 чёрный король · c7 чёрная пешка · f7 чёрная пешка · g7 чёрная пешка · h7 чёрная пешка · a6 чёрная пешка · d6 чёрный слон · b5 чёрная пешка · d4 белая пешка · h4 чёрный ферзь · b3 белый слон · c3 белая пешка · f3 белый ферзь · h3 белая пешка · a2 белая пешка · b2 белая пешка · f2 чёрный конь · g2 белая пешка · a1 белая ладья · b1 белый конь · c1 белый слон · e1 белая ладья · g1 белый король | 7 |
| 6 | a8 чёрная ладья · c8 чёрный слон · f8 чёрная ладья · g8 чёрный король · c7 чёрная пешка · f7 чёрная пешка · g7 чёрная пешка · h7 чёрная пешка · a6 чёрная пешка · d6 чёрный слон · b5 чёрная пешка · d4 белая пешка · h4 чёрный ферзь · b3 белый слон · c3 белая пешка · f3 белый ферзь · h3 белая пешка · a2 белая пешка · b2 белая пешка · f2 чёрный конь · g2 белая пешка · a1 белая ладья · b1 белый конь · c1 белый слон · e1 белая ладья · g1 белый король | a8 чёрная ладья · c8 чёрный слон · f8 чёрная ладья · g8 чёрный король · c7 чёрная пешка · f7 чёрная пешка · g7 чёрная пешка · h7 чёрная пешка · a6 чёрная пешка · d6 чёрный слон · b5 чёрная пешка · d4 белая пешка · h4 чёрный ферзь · b3 белый слон · c3 белая пешка · f3 белый ферзь · h3 белая пешка · a2 белая пешка · b2 белая пешка · f2 чёрный конь · g2 белая пешка · a1 белая ладья · b1 белый конь · c1 белый слон · e1 белая ладья · g1 белый король | a8 чёрная ладья · c8 чёрный слон · f8 чёрная ладья · g8 чёрный король · c7 чёрная пешка · f7 чёрная пешка · g7 чёрная пешка · h7 чёрная пешка · a6 чёрная пешка · d6 чёрный слон · b5 чёрная пешка · d4 белая пешка · h4 чёрный ферзь · b3 белый слон · c3 белая пешка · f3 белый ферзь · h3 белая пешка · a2 белая пешка · b2 белая пешка · f2 чёрный конь · g2 белая пешка · a1 белая ладья · b1 белый конь · c1 белый слон · e1 белая ладья · g1 белый король | a8 чёрная ладья · c8 чёрный слон · f8 чёрная ладья · g8 чёрный король · c7 чёрная пешка · f7 чёрная пешка · g7 чёрная пешка · h7 чёрная пешка · a6 чёрная пешка · d6 чёрный слон · b5 чёрная пешка · d4 белая пешка · h4 чёрный ферзь · b3 белый слон · c3 белая пешка · f3 белый ферзь · h3 белая пешка · a2 белая пешка · b2 белая пешка · f2 чёрный конь · g2 белая пешка · a1 белая ладья · b1 белый конь · c1 белый слон · e1 белая ладья · g1 белый король | a8 чёрная ладья · c8 чёрный слон · f8 чёрная ладья · g8 чёрный король · c7 чёрная пешка · f7 чёрная пешка · g7 чёрная пешка · h7 чёрная пешка · a6 чёрная пешка · d6 чёрный слон · b5 чёрная пешка · d4 белая пешка · h4 чёрный ферзь · b3 белый слон · c3 белая пешка · f3 белый ферзь · h3 белая пешка · a2 белая пешка · b2 белая пешка · f2 чёрный конь · g2 белая пешка · a1 белая ладья · b1 белый конь · c1 белый слон · e1 белая ладья · g1 белый король | a8 чёрная ладья · c8 чёрный слон · f8 чёрная ладья · g8 чёрный король · c7 чёрная пешка · f7 чёрная пешка · g7 чёрная пешка · h7 чёрная пешка · a6 чёрная пешка · d6 чёрный слон · b5 чёрная пешка · d4 белая пешка · h4 чёрный ферзь · b3 белый слон · c3 белая пешка · f3 белый ферзь · h3 белая пешка · a2 белая пешка · b2 белая пешка · f2 чёрный конь · g2 белая пешка · a1 белая ладья · b1 белый конь · c1 белый слон · e1 белая ладья · g1 белый король | a8 чёрная ладья · c8 чёрный слон · f8 чёрная ладья · g8 чёрный король · c7 чёрная пешка · f7 чёрная пешка · g7 чёрная пешка · h7 чёрная пешка · a6 чёрная пешка · d6 чёрный слон · b5 чёрная пешка · d4 белая пешка · h4 чёрный ферзь · b3 белый слон · c3 белая пешка · f3 белый ферзь · h3 белая пешка · a2 белая пешка · b2 белая пешка · f2 чёрный конь · g2 белая пешка · a1 белая ладья · b1 белый конь · c1 белый слон · e1 белая ладья · g1 белый король | a8 чёрная ладья · c8 чёрный слон · f8 чёрная ладья · g8 чёрный король · c7 чёрная пешка · f7 чёрная пешка · g7 чёрная пешка · h7 чёрная пешка · a6 чёрная пешка · d6 чёрный слон · b5 чёрная пешка · d4 белая пешка · h4 чёрный ферзь · b3 белый слон · c3 белая пешка · f3 белый ферзь · h3 белая пешка · a2 белая пешка · b2 белая пешка · f2 чёрный конь · g2 белая пешка · a1 белая ладья · b1 белый конь · c1 белый слон · e1 белая ладья · g1 белый король | 6 |
| 5 | a8 чёрная ладья · c8 чёрный слон · f8 чёрная ладья · g8 чёрный король · c7 чёрная пешка · f7 чёрная пешка · g7 чёрная пешка · h7 чёрная пешка · a6 чёрная пешка · d6 чёрный слон · b5 чёрная пешка · d4 белая пешка · h4 чёрный ферзь · b3 белый слон · c3 белая пешка · f3 белый ферзь · h3 белая пешка · a2 белая пешка · b2 белая пешка · f2 чёрный конь · g2 белая пешка · a1 белая ладья · b1 белый конь · c1 белый слон · e1 белая ладья · g1 белый король | a8 чёрная ладья · c8 чёрный слон · f8 чёрная ладья · g8 чёрный король · c7 чёрная пешка · f7 чёрная пешка · g7 чёрная пешка · h7 чёрная пешка · a6 чёрная пешка · d6 чёрный слон · b5 чёрная пешка · d4 белая пешка · h4 чёрный ферзь · b3 белый слон · c3 белая пешка · f3 белый ферзь · h3 белая пешка · a2 белая пешка · b2 белая пешка · f2 чёрный конь · g2 белая пешка · a1 белая ладья · b1 белый конь · c1 белый слон · e1 белая ладья · g1 белый король | a8 чёрная ладья · c8 чёрный слон · f8 чёрная ладья · g8 чёрный король · c7 чёрная пешка · f7 чёрная пешка · g7 чёрная пешка · h7 чёрная пешка · a6 чёрная пешка · d6 чёрный слон · b5 чёрная пешка · d4 белая пешка · h4 чёрный ферзь · b3 белый слон · c3 белая пешка · f3 белый ферзь · h3 белая пешка · a2 белая пешка · b2 белая пешка · f2 чёрный конь · g2 белая пешка · a1 белая ладья · b1 белый конь · c1 белый слон · e1 белая ладья · g1 белый король | a8 чёрная ладья · c8 чёрный слон · f8 чёрная ладья · g8 чёрный король · c7 чёрная пешка · f7 чёрная пешка · g7 чёрная пешка · h7 чёрная пешка · a6 чёрная пешка · d6 чёрный слон · b5 чёрная пешка · d4 белая пешка · h4 чёрный ферзь · b3 белый слон · c3 белая пешка · f3 белый ферзь · h3 белая пешка · a2 белая пешка · b2 белая пешка · f2 чёрный конь · g2 белая пешка · a1 белая ладья · b1 белый конь · c1 белый слон · e1 белая ладья · g1 белый король | a8 чёрная ладья · c8 чёрный слон · f8 чёрная ладья · g8 чёрный король · c7 чёрная пешка · f7 чёрная пешка · g7 чёрная пешка · h7 чёрная пешка · a6 чёрная пешка · d6 чёрный слон · b5 чёрная пешка · d4 белая пешка · h4 чёрный ферзь · b3 белый слон · c3 белая пешка · f3 белый ферзь · h3 белая пешка · a2 белая пешка · b2 белая пешка · f2 чёрный конь · g2 белая пешка · a1 белая ладья · b1 белый конь · c1 белый слон · e1 белая ладья · g1 белый король | a8 чёрная ладья · c8 чёрный слон · f8 чёрная ладья · g8 чёрный король · c7 чёрная пешка · f7 чёрная пешка · g7 чёрная пешка · h7 чёрная пешка · a6 чёрная пешка · d6 чёрный слон · b5 чёрная пешка · d4 белая пешка · h4 чёрный ферзь · b3 белый слон · c3 белая пешка · f3 белый ферзь · h3 белая пешка · a2 белая пешка · b2 белая пешка · f2 чёрный конь · g2 белая пешка · a1 белая ладья · b1 белый конь · c1 белый слон · e1 белая ладья · g1 белый король | a8 чёрная ладья · c8 чёрный слон · f8 чёрная ладья · g8 чёрный король · c7 чёрная пешка · f7 чёрная пешка · g7 чёрная пешка · h7 чёрная пешка · a6 чёрная пешка · d6 чёрный слон · b5 чёрная пешка · d4 белая пешка · h4 чёрный ферзь · b3 белый слон · c3 белая пешка · f3 белый ферзь · h3 белая пешка · a2 белая пешка · b2 белая пешка · f2 чёрный конь · g2 белая пешка · a1 белая ладья · b1 белый конь · c1 белый слон · e1 белая ладья · g1 белый король | a8 чёрная ладья · c8 чёрный слон · f8 чёрная ладья · g8 чёрный король · c7 чёрная пешка · f7 чёрная пешка · g7 чёрная пешка · h7 чёрная пешка · a6 чёрная пешка · d6 чёрный слон · b5 чёрная пешка · d4 белая пешка · h4 чёрный ферзь · b3 белый слон · c3 белая пешка · f3 белый ферзь · h3 белая пешка · a2 белая пешка · b2 белая пешка · f2 чёрный конь · g2 белая пешка · a1 белая ладья · b1 белый конь · c1 белый слон · e1 белая ладья · g1 белый король | 5 |
| 4 | a8 чёрная ладья · c8 чёрный слон · f8 чёрная ладья · g8 чёрный король · c7 чёрная пешка · f7 чёрная пешка · g7 чёрная пешка · h7 чёрная пешка · a6 чёрная пешка · d6 чёрный слон · b5 чёрная пешка · d4 белая пешка · h4 чёрный ферзь · b3 белый слон · c3 белая пешка · f3 белый ферзь · h3 белая пешка · a2 белая пешка · b2 белая пешка · f2 чёрный конь · g2 белая пешка · a1 белая ладья · b1 белый конь · c1 белый слон · e1 белая ладья · g1 белый король | a8 чёрная ладья · c8 чёрный слон · f8 чёрная ладья · g8 чёрный король · c7 чёрная пешка · f7 чёрная пешка · g7 чёрная пешка · h7 чёрная пешка · a6 чёрная пешка · d6 чёрный слон · b5 чёрная пешка · d4 белая пешка · h4 чёрный ферзь · b3 белый слон · c3 белая пешка · f3 белый ферзь · h3 белая пешка · a2 белая пешка · b2 белая пешка · f2 чёрный конь · g2 белая пешка · a1 белая ладья · b1 белый конь · c1 белый слон · e1 белая ладья · g1 белый король | a8 чёрная ладья · c8 чёрный слон · f8 чёрная ладья · g8 чёрный король · c7 чёрная пешка · f7 чёрная пешка · g7 чёрная пешка · h7 чёрная пешка · a6 чёрная пешка · d6 чёрный слон · b5 чёрная пешка · d4 белая пешка · h4 чёрный ферзь · b3 белый слон · c3 белая пешка · f3 белый ферзь · h3 белая пешка · a2 белая пешка · b2 белая пешка · f2 чёрный конь · g2 белая пешка · a1 белая ладья · b1 белый конь · c1 белый слон · e1 белая ладья · g1 белый король | a8 чёрная ладья · c8 чёрный слон · f8 чёрная ладья · g8 чёрный король · c7 чёрная пешка · f7 чёрная пешка · g7 чёрная пешка · h7 чёрная пешка · a6 чёрная пешка · d6 чёрный слон · b5 чёрная пешка · d4 белая пешка · h4 чёрный ферзь · b3 белый слон · c3 белая пешка · f3 белый ферзь · h3 белая пешка · a2 белая пешка · b2 белая пешка · f2 чёрный конь · g2 белая пешка · a1 белая ладья · b1 белый конь · c1 белый слон · e1 белая ладья · g1 белый король | a8 чёрная ладья · c8 чёрный слон · f8 чёрная ладья · g8 чёрный король · c7 чёрная пешка · f7 чёрная пешка · g7 чёрная пешка · h7 чёрная пешка · a6 чёрная пешка · d6 чёрный слон · b5 чёрная пешка · d4 белая пешка · h4 чёрный ферзь · b3 белый слон · c3 белая пешка · f3 белый ферзь · h3 белая пешка · a2 белая пешка · b2 белая пешка · f2 чёрный конь · g2 белая пешка · a1 белая ладья · b1 белый конь · c1 белый слон · e1 белая ладья · g1 белый король | a8 чёрная ладья · c8 чёрный слон · f8 чёрная ладья · g8 чёрный король · c7 чёрная пешка · f7 чёрная пешка · g7 чёрная пешка · h7 чёрная пешка · a6 чёрная пешка · d6 чёрный слон · b5 чёрная пешка · d4 белая пешка · h4 чёрный ферзь · b3 белый слон · c3 белая пешка · f3 белый ферзь · h3 белая пешка · a2 белая пешка · b2 белая пешка · f2 чёрный конь · g2 белая пешка · a1 белая ладья · b1 белый конь · c1 белый слон · e1 белая ладья · g1 белый король | a8 чёрная ладья · c8 чёрный слон · f8 чёрная ладья · g8 чёрный король · c7 чёрная пешка · f7 чёрная пешка · g7 чёрная пешка · h7 чёрная пешка · a6 чёрная пешка · d6 чёрный слон · b5 чёрная пешка · d4 белая пешка · h4 чёрный ферзь · b3 белый слон · c3 белая пешка · f3 белый ферзь · h3 белая пешка · a2 белая пешка · b2 белая пешка · f2 чёрный конь · g2 белая пешка · a1 белая ладья · b1 белый конь · c1 белый слон · e1 белая ладья · g1 белый король | a8 чёрная ладья · c8 чёрный слон · f8 чёрная ладья · g8 чёрный король · c7 чёрная пешка · f7 чёрная пешка · g7 чёрная пешка · h7 чёрная пешка · a6 чёрная пешка · d6 чёрный слон · b5 чёрная пешка · d4 белая пешка · h4 чёрный ферзь · b3 белый слон · c3 белая пешка · f3 белый ферзь · h3 белая пешка · a2 белая пешка · b2 белая пешка · f2 чёрный конь · g2 белая пешка · a1 белая ладья · b1 белый конь · c1 белый слон · e1 белая ладья · g1 белый король | 4 |
| 3 | a8 чёрная ладья · c8 чёрный слон · f8 чёрная ладья · g8 чёрный король · c7 чёрная пешка · f7 чёрная пешка · g7 чёрная пешка · h7 чёрная пешка · a6 чёрная пешка · d6 чёрный слон · b5 чёрная пешка · d4 белая пешка · h4 чёрный ферзь · b3 белый слон · c3 белая пешка · f3 белый ферзь · h3 белая пешка · a2 белая пешка · b2 белая пешка · f2 чёрный конь · g2 белая пешка · a1 белая ладья · b1 белый конь · c1 белый слон · e1 белая ладья · g1 белый король | a8 чёрная ладья · c8 чёрный слон · f8 чёрная ладья · g8 чёрный король · c7 чёрная пешка · f7 чёрная пешка · g7 чёрная пешка · h7 чёрная пешка · a6 чёрная пешка · d6 чёрный слон · b5 чёрная пешка · d4 белая пешка · h4 чёрный ферзь · b3 белый слон · c3 белая пешка · f3 белый ферзь · h3 белая пешка · a2 белая пешка · b2 белая пешка · f2 чёрный конь · g2 белая пешка · a1 белая ладья · b1 белый конь · c1 белый слон · e1 белая ладья · g1 белый король | a8 чёрная ладья · c8 чёрный слон · f8 чёрная ладья · g8 чёрный король · c7 чёрная пешка · f7 чёрная пешка · g7 чёрная пешка · h7 чёрная пешка · a6 чёрная пешка · d6 чёрный слон · b5 чёрная пешка · d4 белая пешка · h4 чёрный ферзь · b3 белый слон · c3 белая пешка · f3 белый ферзь · h3 белая пешка · a2 белая пешка · b2 белая пешка · f2 чёрный конь · g2 белая пешка · a1 белая ладья · b1 белый конь · c1 белый слон · e1 белая ладья · g1 белый король | a8 чёрная ладья · c8 чёрный слон · f8 чёрная ладья · g8 чёрный король · c7 чёрная пешка · f7 чёрная пешка · g7 чёрная пешка · h7 чёрная пешка · a6 чёрная пешка · d6 чёрный слон · b5 чёрная пешка · d4 белая пешка · h4 чёрный ферзь · b3 белый слон · c3 белая пешка · f3 белый ферзь · h3 белая пешка · a2 белая пешка · b2 белая пешка · f2 чёрный конь · g2 белая пешка · a1 белая ладья · b1 белый конь · c1 белый слон · e1 белая ладья · g1 белый король | a8 чёрная ладья · c8 чёрный слон · f8 чёрная ладья · g8 чёрный король · c7 чёрная пешка · f7 чёрная пешка · g7 чёрная пешка · h7 чёрная пешка · a6 чёрная пешка · d6 чёрный слон · b5 чёрная пешка · d4 белая пешка · h4 чёрный ферзь · b3 белый слон · c3 белая пешка · f3 белый ферзь · h3 белая пешка · a2 белая пешка · b2 белая пешка · f2 чёрный конь · g2 белая пешка · a1 белая ладья · b1 белый конь · c1 белый слон · e1 белая ладья · g1 белый король | a8 чёрная ладья · c8 чёрный слон · f8 чёрная ладья · g8 чёрный король · c7 чёрная пешка · f7 чёрная пешка · g7 чёрная пешка · h7 чёрная пешка · a6 чёрная пешка · d6 чёрный слон · b5 чёрная пешка · d4 белая пешка · h4 чёрный ферзь · b3 белый слон · c3 белая пешка · f3 белый ферзь · h3 белая пешка · a2 белая пешка · b2 белая пешка · f2 чёрный конь · g2 белая пешка · a1 белая ладья · b1 белый конь · c1 белый слон · e1 белая ладья · g1 белый король | a8 чёрная ладья · c8 чёрный слон · f8 чёрная ладья · g8 чёрный король · c7 чёрная пешка · f7 чёрная пешка · g7 чёрная пешка · h7 чёрная пешка · a6 чёрная пешка · d6 чёрный слон · b5 чёрная пешка · d4 белая пешка · h4 чёрный ферзь · b3 белый слон · c3 белая пешка · f3 белый ферзь · h3 белая пешка · a2 белая пешка · b2 белая пешка · f2 чёрный конь · g2 белая пешка · a1 белая ладья · b1 белый конь · c1 белый слон · e1 белая ладья · g1 белый король | a8 чёрная ладья · c8 чёрный слон · f8 чёрная ладья · g8 чёрный король · c7 чёрная пешка · f7 чёрная пешка · g7 чёрная пешка · h7 чёрная пешка · a6 чёрная пешка · d6 чёрный слон · b5 чёрная пешка · d4 белая пешка · h4 чёрный ферзь · b3 белый слон · c3 белая пешка · f3 белый ферзь · h3 белая пешка · a2 белая пешка · b2 белая пешка · f2 чёрный конь · g2 белая пешка · a1 белая ладья · b1 белый конь · c1 белый слон · e1 белая ладья · g1 белый король | 3 |
| 2 | a8 чёрная ладья · c8 чёрный слон · f8 чёрная ладья · g8 чёрный король · c7 чёрная пешка · f7 чёрная пешка · g7 чёрная пешка · h7 чёрная пешка · a6 чёрная пешка · d6 чёрный слон · b5 чёрная пешка · d4 белая пешка · h4 чёрный ферзь · b3 белый слон · c3 белая пешка · f3 белый ферзь · h3 белая пешка · a2 белая пешка · b2 белая пешка · f2 чёрный конь · g2 белая пешка · a1 белая ладья · b1 белый конь · c1 белый слон · e1 белая ладья · g1 белый король | a8 чёрная ладья · c8 чёрный слон · f8 чёрная ладья · g8 чёрный король · c7 чёрная пешка · f7 чёрная пешка · g7 чёрная пешка · h7 чёрная пешка · a6 чёрная пешка · d6 чёрный слон · b5 чёрная пешка · d4 белая пешка · h4 чёрный ферзь · b3 белый слон · c3 белая пешка · f3 белый ферзь · h3 белая пешка · a2 белая пешка · b2 белая пешка · f2 чёрный конь · g2 белая пешка · a1 белая ладья · b1 белый конь · c1 белый слон · e1 белая ладья · g1 белый король | a8 чёрная ладья · c8 чёрный слон · f8 чёрная ладья · g8 чёрный король · c7 чёрная пешка · f7 чёрная пешка · g7 чёрная пешка · h7 чёрная пешка · a6 чёрная пешка · d6 чёрный слон · b5 чёрная пешка · d4 белая пешка · h4 чёрный ферзь · b3 белый слон · c3 белая пешка · f3 белый ферзь · h3 белая пешка · a2 белая пешка · b2 белая пешка · f2 чёрный конь · g2 белая пешка · a1 белая ладья · b1 белый конь · c1 белый слон · e1 белая ладья · g1 белый король | a8 чёрная ладья · c8 чёрный слон · f8 чёрная ладья · g8 чёрный король · c7 чёрная пешка · f7 чёрная пешка · g7 чёрная пешка · h7 чёрная пешка · a6 чёрная пешка · d6 чёрный слон · b5 чёрная пешка · d4 белая пешка · h4 чёрный ферзь · b3 белый слон · c3 белая пешка · f3 белый ферзь · h3 белая пешка · a2 белая пешка · b2 белая пешка · f2 чёрный конь · g2 белая пешка · a1 белая ладья · b1 белый конь · c1 белый слон · e1 белая ладья · g1 белый король | a8 чёрная ладья · c8 чёрный слон · f8 чёрная ладья · g8 чёрный король · c7 чёрная пешка · f7 чёрная пешка · g7 чёрная пешка · h7 чёрная пешка · a6 чёрная пешка · d6 чёрный слон · b5 чёрная пешка · d4 белая пешка · h4 чёрный ферзь · b3 белый слон · c3 белая пешка · f3 белый ферзь · h3 белая пешка · a2 белая пешка · b2 белая пешка · f2 чёрный конь · g2 белая пешка · a1 белая ладья · b1 белый конь · c1 белый слон · e1 белая ладья · g1 белый король | a8 чёрная ладья · c8 чёрный слон · f8 чёрная ладья · g8 чёрный король · c7 чёрная пешка · f7 чёрная пешка · g7 чёрная пешка · h7 чёрная пешка · a6 чёрная пешка · d6 чёрный слон · b5 чёрная пешка · d4 белая пешка · h4 чёрный ферзь · b3 белый слон · c3 белая пешка · f3 белый ферзь · h3 белая пешка · a2 белая пешка · b2 белая пешка · f2 чёрный конь · g2 белая пешка · a1 белая ладья · b1 белый конь · c1 белый слон · e1 белая ладья · g1 белый король | a8 чёрная ладья · c8 чёрный слон · f8 чёрная ладья · g8 чёрный король · c7 чёрная пешка · f7 чёрная пешка · g7 чёрная пешка · h7 чёрная пешка · a6 чёрная пешка · d6 чёрный слон · b5 чёрная пешка · d4 белая пешка · h4 чёрный ферзь · b3 белый слон · c3 белая пешка · f3 белый ферзь · h3 белая пешка · a2 белая пешка · b2 белая пешка · f2 чёрный конь · g2 белая пешка · a1 белая ладья · b1 белый конь · c1 белый слон · e1 белая ладья · g1 белый король | a8 чёрная ладья · c8 чёрный слон · f8 чёрная ладья · g8 чёрный король · c7 чёрная пешка · f7 чёрная пешка · g7 чёрная пешка · h7 чёрная пешка · a6 чёрная пешка · d6 чёрный слон · b5 чёрная пешка · d4 белая пешка · h4 чёрный ферзь · b3 белый слон · c3 белая пешка · f3 белый ферзь · h3 белая пешка · a2 белая пешка · b2 белая пешка · f2 чёрный конь · g2 белая пешка · a1 белая ладья · b1 белый конь · c1 белый слон · e1 белая ладья · g1 белый король | 2 |
| 1 | a8 чёрная ладья · c8 чёрный слон · f8 чёрная ладья · g8 чёрный король · c7 чёрная пешка · f7 чёрная пешка · g7 чёрная пешка · h7 чёрная пешка · a6 чёрная пешка · d6 чёрный слон · b5 чёрная пешка · d4 белая пешка · h4 чёрный ферзь · b3 белый слон · c3 белая пешка · f3 белый ферзь · h3 белая пешка · a2 белая пешка · b2 белая пешка · f2 чёрный конь · g2 белая пешка · a1 белая ладья · b1 белый конь · c1 белый слон · e1 белая ладья · g1 белый король | a8 чёрная ладья · c8 чёрный слон · f8 чёрная ладья · g8 чёрный король · c7 чёрная пешка · f7 чёрная пешка · g7 чёрная пешка · h7 чёрная пешка · a6 чёрная пешка · d6 чёрный слон · b5 чёрная пешка · d4 белая пешка · h4 чёрный ферзь · b3 белый слон · c3 белая пешка · f3 белый ферзь · h3 белая пешка · a2 белая пешка · b2 белая пешка · f2 чёрный конь · g2 белая пешка · a1 белая ладья · b1 белый конь · c1 белый слон · e1 белая ладья · g1 белый король | a8 чёрная ладья · c8 чёрный слон · f8 чёрная ладья · g8 чёрный король · c7 чёрная пешка · f7 чёрная пешка · g7 чёрная пешка · h7 чёрная пешка · a6 чёрная пешка · d6 чёрный слон · b5 чёрная пешка · d4 белая пешка · h4 чёрный ферзь · b3 белый слон · c3 белая пешка · f3 белый ферзь · h3 белая пешка · a2 белая пешка · b2 белая пешка · f2 чёрный конь · g2 белая пешка · a1 белая ладья · b1 белый конь · c1 белый слон · e1 белая ладья · g1 белый король | a8 чёрная ладья · c8 чёрный слон · f8 чёрная ладья · g8 чёрный король · c7 чёрная пешка · f7 чёрная пешка · g7 чёрная пешка · h7 чёрная пешка · a6 чёрная пешка · d6 чёрный слон · b5 чёрная пешка · d4 белая пешка · h4 чёрный ферзь · b3 белый слон · c3 белая пешка · f3 белый ферзь · h3 белая пешка · a2 белая пешка · b2 белая пешка · f2 чёрный конь · g2 белая пешка · a1 белая ладья · b1 белый конь · c1 белый слон · e1 белая ладья · g1 белый король | a8 чёрная ладья · c8 чёрный слон · f8 чёрная ладья · g8 чёрный король · c7 чёрная пешка · f7 чёрная пешка · g7 чёрная пешка · h7 чёрная пешка · a6 чёрная пешка · d6 чёрный слон · b5 чёрная пешка · d4 белая пешка · h4 чёрный ферзь · b3 белый слон · c3 белая пешка · f3 белый ферзь · h3 белая пешка · a2 белая пешка · b2 белая пешка · f2 чёрный конь · g2 белая пешка · a1 белая ладья · b1 белый конь · c1 белый слон · e1 белая ладья · g1 белый король | a8 чёрная ладья · c8 чёрный слон · f8 чёрная ладья · g8 чёрный король · c7 чёрная пешка · f7 чёрная пешка · g7 чёрная пешка · h7 чёрная пешка · a6 чёрная пешка · d6 чёрный слон · b5 чёрная пешка · d4 белая пешка · h4 чёрный ферзь · b3 белый слон · c3 белая пешка · f3 белый ферзь · h3 белая пешка · a2 белая пешка · b2 белая пешка · f2 чёрный конь · g2 белая пешка · a1 белая ладья · b1 белый конь · c1 белый слон · e1 белая ладья · g1 белый король | a8 чёрная ладья · c8 чёрный слон · f8 чёрная ладья · g8 чёрный король · c7 чёрная пешка · f7 чёрная пешка · g7 чёрная пешка · h7 чёрная пешка · a6 чёрная пешка · d6 чёрный слон · b5 чёрная пешка · d4 белая пешка · h4 чёрный ферзь · b3 белый слон · c3 белая пешка · f3 белый ферзь · h3 белая пешка · a2 белая пешка · b2 белая пешка · f2 чёрный конь · g2 белая пешка · a1 белая ладья · b1 белый конь · c1 белый слон · e1 белая ладья · g1 белый король | a8 чёрная ладья · c8 чёрный слон · f8 чёрная ладья · g8 чёрный король · c7 чёрная пешка · f7 чёрная пешка · g7 чёрная пешка · h7 чёрная пешка · a6 чёрная пешка · d6 чёрный слон · b5 чёрная пешка · d4 белая пешка · h4 чёрный ферзь · b3 белый слон · c3 белая пешка · f3 белый ферзь · h3 белая пешка · a2 белая пешка · b2 белая пешка · f2 чёрный конь · g2 белая пешка · a1 белая ладья · b1 белый конь · c1 белый слон · e1 белая ладья · g1 белый король | 1 |
|   | a | b | c | d | e | f | g | h |   |

1. e4 e5 2. Кf3 Кc6 3. Сb5 a6 4. Сa4 Кf6 5. 0-0 Сe7. 6. Лe1 b5 7. Сb3 0-0 8. c3 d5 Та самая новинка — атака Маршалла. Чёрные жертвуют пешку, но получают преимущество в развитии, хорошую фигурную игру и возможность атаки.
9. exd5 Кxd5 10. Кxe5 Кxe5 11. Лxe5 Кf6 (сейчас чаще всего играют 11…c6) 12. Лe1 Сd6 13. h3 Кg4!? 14. Фf3 (Угрожая одновременно 15. hxg4 и 15. Фxa8. На 14. hxg4 возможно 14…Фh4 15. Фf3 Сh2+ 16. Крf1 Сxg4 с очень опасной атакой) 14…Фh4 15. d4 Кxf2!? См. позицию на диаграмме. Другим возможным продолжением было 15…h5.
16. Лe2 [на 16. Лe8 могло последовать 16…Кxh3+ 17. gxh3 Сb7 18. Лxf8+ Лxf8 19. d5 Фe1+ 20. Фf1 Фg3+ 21. Фg2 Сc5+ 22. Крf1 Фd3+ 23. Фe2 Фxh3+, а на 16. Фxf2 — 16…Сh2+ 17. Крf1 Сg3 18. Фe2 Сxh3 19. gxh3 Лae8 20. Крg2 (20. Фxe8? Фf6+) 20…Лxe2+ 21. Лxe2 Сd6] 16…Сg4 17. hxg4 (если 17. Фxf2, то 17…Сg3 18. Фf1 Сxe2 19. Фxe2 Лae8 20. Сe3 Фe4 с выигрышем) 17…Сh2+ 18. Крf1 Сg3 19. Лxf2 Фh1+ 20. Крe2 Сxf2 21. Сd2 (сразу 21. Фxf2 хуже из-за 21…Фxc1 22. Кf3 Лae8) 21…Сh4 22. Фh3 Лae8+ 23. Крd3 (23. Кf3?? Фf1×; 23. Сe3? Фe1+ 24. Крd3 Сg5) 23…Фf1+ 24. Крc2 Сf2 25. Фf3 Фg1 (не помогает 25…Лe2 26. a4 Фe1 27. axb5 Сe3 28. Фxe3 Лxe3 29. Лxe1 Лxe1 30. bxa6 с выигрышем) 26. Сd5 (с идеей 26. Фd1, высвобождая ладью; возможно было 26. a4 с вариантом 26…Сe3 27. Сxe3 Лxe3 28. Кd2 Фxa1 29. Фxe3 bxa4 30. Сd5 a3 31. bxa3 Фxa3 32. Сb3) 26…c5 27. dxc5 Сxc5 28. b4 Сd6 29. a4 a5 30. axb5 (менее выгодно 30. bxa5 bxa4 31. Лxa4 Лb8 32. Лa1) 30…axb4 31. Лa6 bxc3 32. Кxc3 Сb4 33. b6 Сxc3 34. Сxc3 h6 (на 34…Лe3?? чёрные получали мат после 35. Фxf7+!) 35. b7 (с угрозой 36. Лg6) 35…Лe3 36. Сxf7+! Лxf7 37. b8Ф+ Крh7 38. Лxh6+ чёрные сдались ввиду неизбежного мата.
После нью-йоркского турнира Капабланка получил вызов на матч от Костича. Костич до этого свёл вничью четыре партии с Капабланкой, в том числе две на последнем турнире, хотя Капабланка всё равно считался явным фаворитом. Матч состоялся в Гаване в марте — апреле 1919 года; победителем признавался тот, кто первым выиграет восемь партий. Матч начался с пяти побед Капабланки подряд, после чего Костич признал себя побеждённым и сдал матч. В том же году Капабланка одержал победу на турнире в Гастингсе, посвящённом победе союзников в Первой мировой войне. В одиннадцати партиях он потерял пол-очка, сыграв вничью только с занявшим второе место Костичем.

### Завоевание титула чемпиона мира
Капабланка впервые бросил вызов Ласкеру ещё в 1911 году после победы в Сан-Себастьяне. В январе 1920 года в Гааге при посредничестве правления Голландского шахматного союза наконец было подписано соглашение о проведении матча. В июне того же года Ласкер, не желавший играть матч, опубликовал заявление, в котором сообщал, что отказывается от звания чемпиона мира и передаёт его Капабланке. По словам Ласкера, Капабланка завоевал звание, «не формальным вызовом, но своим выдающимся мастерством». Позднее Гавана выразила готовность предоставить 20 000 долларов США на проведение матча, пресса также настаивала, что чемпион мира не должен уступать титул без игры. Матч состоялся в Гаване в 1921 году. Было оговорено, что матч играется из 24 партий, при этом Ласкер отказался взять назад отречение, так что на момент начала матча стороны признавали чемпионом мира Капабланку. Ранее Ласкер заявлял, что даже в случае победы в матче откажется от титула в пользу более молодых мастеров, которые сами между собой определят достойнейшего. Тем не менее, пресса и шахматный мир в большинстве не признали отречение, поэтому, как правило, считается, что Капабланка завоевал звание чемпиона мира именно после победы в матче.
Василий Панов в книге «Капабланка» охарактеризовал этот матч так:

…Ласкер не находил щелей, каких ожидал, в шахматной броне кубинца и получал по дебюту в лучшем случае равную позицию. А когда Ласкер пытался с явным риском запутать Капабланку, тот не поддавался на заманчивые, но спорные продолжения и довольствовался сохранением незначительного превосходства, которое с точностью и неумолимостью робота ход за ходом наращивал до победы.

Поражение Ласкера, кроме сугубо игровых причин, объясняют внешахматными факторами. Капабланка был на двадцать лет моложе и имел несомненное преимущество из-за жаркого гаванского тропического климата. Кроме этого, согласие Ласкера вообще играть матч часто объясняют тем, что ему нужны были деньги, так как он потерял сбережения из-за войны. Сам Ласкер в книге «Мой матч с Капабланкой» неоднократно писал о том, как тяжело он переносил гаванский климат. Несмотря на это, Ласкер согласился посылать еженедельные заметки о ходе матча в голландскую газету, из которых впоследствии составил брошюру «Мой матч с Капабланкой».
Капабланка в тот период был в расцвете сил, а Ласкер проводил матч не на своём уровне. Кубинец выиграл пятую, десятую, одиннадцатую и четырнадцатую партии. После четырнадцатой партии, которую Ласкер проиграл в результате грубой одноходовой ошибки, при счёте +4 −0 =10 в пользу претендента Ласкер прекратил борьбу. В официальном отказе Ласкер не указывал причину сдачи матча.
В том же 1921 году, вскоре после матча, Капабланка женился на кубинке Глории Симони Бетанкур из города Камагуэй. От брака с Глорией у него было двое детей, которые родились в 1923 и 1925 годах.

### Чемпион мира

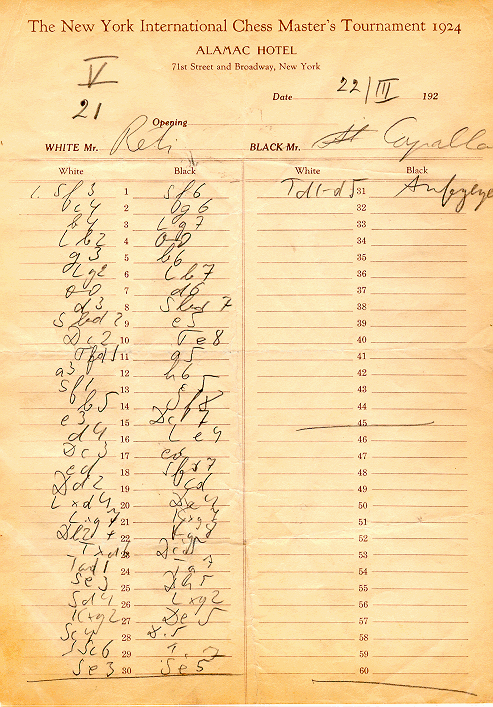
Бланк партии Рети — Капабланка (1924), в которой прервалась рекордная беспроигрышная серия.

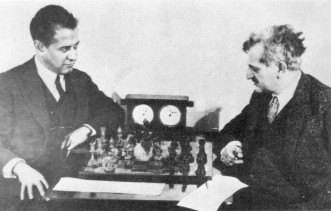
Капабланка играет с Ласкером на турнире в Москве в 1925 году.

1922 год для Капабланки начался с турне по США, где он выступал с сеансами одновременной игры. В Кливленде он дал сеанс на 103 досках, что стало мировым рекордом. При этом Капабланка сыграл вничью только одну партию, выиграв остальные. Своё превосходство над современниками Капабланка доказал в том же году победой на Лондонском международном турнире, где выступали почти все сильнейшие шахматисты мира, кроме Ласкера. Кубинец не проиграл ни одной партии и на полтора очка опередил Алехина. В 1923—1927 годах Капабланка участвовал только в четырёх турнирах. В Нью-Йоркском международном турнире 1924 года, перед началом которого он заболел гриппом и первые туры играл не в полную силу, кубинец занял второе место, отстав от Ласкера на полтора очка, но обыграв его в личной встрече. В пятом туре Капабланка проиграл Рети — это поражение стало единственным в турнире, но одновременно первым поражением в официальной партии за восемь лет (предыдущее было от Хайеса в 1916 году).
В 1925 году чемпион мира стал третьим на 1-м московском международном турнире. В турнире приняли участие одиннадцать советских и десять иностранных шахматистов, в том числе Капабланка и Ласкер. На старте Капабланка свёл несколько партий вничью, а в седьмом туре в партии с Ильиным-Женевским упустил сначала выигрыш, а потом и ничью. Через тур Капабланка проиграл Верлинскому. Накануне он ездил в Ленинград, где провёл утомительный сеанс одновременной игры. Примечательно, что в сеансе он проиграл одну из партий 14-летнему Михаилу Ботвиннику. Остаток турнира чемпион мира провёл очень сильно, а в 19-м туре обыграл будущего победителя — Боголюбова, ещё в дебюте пожертвовав фигуру. Другая победа, над Зубаревым, была удостоена первого приза за красоту. Во время визита в Москву Капабланка также проводил переговоры в Наркомате внешней торговли, дал сеанс одновременной игры высшим чиновникам, включая Ворошилова, Куйбышева и Крыленко, и снялся в роли самого себя в эпизоде фильма Всеволода Пудовкина «Шахматная горячка».
|   | a | b | c | d | e | f | g | h |   |
| - | --- | --- | --- | --- | --- | --- | --- | --- | - |
| 8 | a8 чёрная ладья · c8 чёрный слон · d8 чёрный ферзь · e8 чёрный король · h8 чёрная ладья · a7 чёрная пешка · b7 чёрная пешка · d7 чёрный конь · f7 чёрная пешка · g7 чёрная пешка · h7 чёрная пешка · e6 чёрная пешка · f6 чёрный конь · c5 чёрный слон · c4 белый слон · d4 белый конь · e4 белая пешка · c3 белый конь · e3 белый слон · a2 белая пешка · b2 белая пешка · f2 белая пешка · g2 белая пешка · h2 белая пешка · a1 белая ладья · d1 белый ферзь · e1 белый король · h1 белая ладья | a8 чёрная ладья · c8 чёрный слон · d8 чёрный ферзь · e8 чёрный король · h8 чёрная ладья · a7 чёрная пешка · b7 чёрная пешка · d7 чёрный конь · f7 чёрная пешка · g7 чёрная пешка · h7 чёрная пешка · e6 чёрная пешка · f6 чёрный конь · c5 чёрный слон · c4 белый слон · d4 белый конь · e4 белая пешка · c3 белый конь · e3 белый слон · a2 белая пешка · b2 белая пешка · f2 белая пешка · g2 белая пешка · h2 белая пешка · a1 белая ладья · d1 белый ферзь · e1 белый король · h1 белая ладья | a8 чёрная ладья · c8 чёрный слон · d8 чёрный ферзь · e8 чёрный король · h8 чёрная ладья · a7 чёрная пешка · b7 чёрная пешка · d7 чёрный конь · f7 чёрная пешка · g7 чёрная пешка · h7 чёрная пешка · e6 чёрная пешка · f6 чёрный конь · c5 чёрный слон · c4 белый слон · d4 белый конь · e4 белая пешка · c3 белый конь · e3 белый слон · a2 белая пешка · b2 белая пешка · f2 белая пешка · g2 белая пешка · h2 белая пешка · a1 белая ладья · d1 белый ферзь · e1 белый король · h1 белая ладья | a8 чёрная ладья · c8 чёрный слон · d8 чёрный ферзь · e8 чёрный король · h8 чёрная ладья · a7 чёрная пешка · b7 чёрная пешка · d7 чёрный конь · f7 чёрная пешка · g7 чёрная пешка · h7 чёрная пешка · e6 чёрная пешка · f6 чёрный конь · c5 чёрный слон · c4 белый слон · d4 белый конь · e4 белая пешка · c3 белый конь · e3 белый слон · a2 белая пешка · b2 белая пешка · f2 белая пешка · g2 белая пешка · h2 белая пешка · a1 белая ладья · d1 белый ферзь · e1 белый король · h1 белая ладья | a8 чёрная ладья · c8 чёрный слон · d8 чёрный ферзь · e8 чёрный король · h8 чёрная ладья · a7 чёрная пешка · b7 чёрная пешка · d7 чёрный конь · f7 чёрная пешка · g7 чёрная пешка · h7 чёрная пешка · e6 чёрная пешка · f6 чёрный конь · c5 чёрный слон · c4 белый слон · d4 белый конь · e4 белая пешка · c3 белый конь · e3 белый слон · a2 белая пешка · b2 белая пешка · f2 белая пешка · g2 белая пешка · h2 белая пешка · a1 белая ладья · d1 белый ферзь · e1 белый король · h1 белая ладья | a8 чёрная ладья · c8 чёрный слон · d8 чёрный ферзь · e8 чёрный король · h8 чёрная ладья · a7 чёрная пешка · b7 чёрная пешка · d7 чёрный конь · f7 чёрная пешка · g7 чёрная пешка · h7 чёрная пешка · e6 чёрная пешка · f6 чёрный конь · c5 чёрный слон · c4 белый слон · d4 белый конь · e4 белая пешка · c3 белый конь · e3 белый слон · a2 белая пешка · b2 белая пешка · f2 белая пешка · g2 белая пешка · h2 белая пешка · a1 белая ладья · d1 белый ферзь · e1 белый король · h1 белая ладья | a8 чёрная ладья · c8 чёрный слон · d8 чёрный ферзь · e8 чёрный король · h8 чёрная ладья · a7 чёрная пешка · b7 чёрная пешка · d7 чёрный конь · f7 чёрная пешка · g7 чёрная пешка · h7 чёрная пешка · e6 чёрная пешка · f6 чёрный конь · c5 чёрный слон · c4 белый слон · d4 белый конь · e4 белая пешка · c3 белый конь · e3 белый слон · a2 белая пешка · b2 белая пешка · f2 белая пешка · g2 белая пешка · h2 белая пешка · a1 белая ладья · d1 белый ферзь · e1 белый король · h1 белая ладья | a8 чёрная ладья · c8 чёрный слон · d8 чёрный ферзь · e8 чёрный король · h8 чёрная ладья · a7 чёрная пешка · b7 чёрная пешка · d7 чёрный конь · f7 чёрная пешка · g7 чёрная пешка · h7 чёрная пешка · e6 чёрная пешка · f6 чёрный конь · c5 чёрный слон · c4 белый слон · d4 белый конь · e4 белая пешка · c3 белый конь · e3 белый слон · a2 белая пешка · b2 белая пешка · f2 белая пешка · g2 белая пешка · h2 белая пешка · a1 белая ладья · d1 белый ферзь · e1 белый король · h1 белая ладья | 8 |
| 7 | a8 чёрная ладья · c8 чёрный слон · d8 чёрный ферзь · e8 чёрный король · h8 чёрная ладья · a7 чёрная пешка · b7 чёрная пешка · d7 чёрный конь · f7 чёрная пешка · g7 чёрная пешка · h7 чёрная пешка · e6 чёрная пешка · f6 чёрный конь · c5 чёрный слон · c4 белый слон · d4 белый конь · e4 белая пешка · c3 белый конь · e3 белый слон · a2 белая пешка · b2 белая пешка · f2 белая пешка · g2 белая пешка · h2 белая пешка · a1 белая ладья · d1 белый ферзь · e1 белый король · h1 белая ладья | a8 чёрная ладья · c8 чёрный слон · d8 чёрный ферзь · e8 чёрный король · h8 чёрная ладья · a7 чёрная пешка · b7 чёрная пешка · d7 чёрный конь · f7 чёрная пешка · g7 чёрная пешка · h7 чёрная пешка · e6 чёрная пешка · f6 чёрный конь · c5 чёрный слон · c4 белый слон · d4 белый конь · e4 белая пешка · c3 белый конь · e3 белый слон · a2 белая пешка · b2 белая пешка · f2 белая пешка · g2 белая пешка · h2 белая пешка · a1 белая ладья · d1 белый ферзь · e1 белый король · h1 белая ладья | a8 чёрная ладья · c8 чёрный слон · d8 чёрный ферзь · e8 чёрный король · h8 чёрная ладья · a7 чёрная пешка · b7 чёрная пешка · d7 чёрный конь · f7 чёрная пешка · g7 чёрная пешка · h7 чёрная пешка · e6 чёрная пешка · f6 чёрный конь · c5 чёрный слон · c4 белый слон · d4 белый конь · e4 белая пешка · c3 белый конь · e3 белый слон · a2 белая пешка · b2 белая пешка · f2 белая пешка · g2 белая пешка · h2 белая пешка · a1 белая ладья · d1 белый ферзь · e1 белый король · h1 белая ладья | a8 чёрная ладья · c8 чёрный слон · d8 чёрный ферзь · e8 чёрный король · h8 чёрная ладья · a7 чёрная пешка · b7 чёрная пешка · d7 чёрный конь · f7 чёрная пешка · g7 чёрная пешка · h7 чёрная пешка · e6 чёрная пешка · f6 чёрный конь · c5 чёрный слон · c4 белый слон · d4 белый конь · e4 белая пешка · c3 белый конь · e3 белый слон · a2 белая пешка · b2 белая пешка · f2 белая пешка · g2 белая пешка · h2 белая пешка · a1 белая ладья · d1 белый ферзь · e1 белый король · h1 белая ладья | a8 чёрная ладья · c8 чёрный слон · d8 чёрный ферзь · e8 чёрный король · h8 чёрная ладья · a7 чёрная пешка · b7 чёрная пешка · d7 чёрный конь · f7 чёрная пешка · g7 чёрная пешка · h7 чёрная пешка · e6 чёрная пешка · f6 чёрный конь · c5 чёрный слон · c4 белый слон · d4 белый конь · e4 белая пешка · c3 белый конь · e3 белый слон · a2 белая пешка · b2 белая пешка · f2 белая пешка · g2 белая пешка · h2 белая пешка · a1 белая ладья · d1 белый ферзь · e1 белый король · h1 белая ладья | a8 чёрная ладья · c8 чёрный слон · d8 чёрный ферзь · e8 чёрный король · h8 чёрная ладья · a7 чёрная пешка · b7 чёрная пешка · d7 чёрный конь · f7 чёрная пешка · g7 чёрная пешка · h7 чёрная пешка · e6 чёрная пешка · f6 чёрный конь · c5 чёрный слон · c4 белый слон · d4 белый конь · e4 белая пешка · c3 белый конь · e3 белый слон · a2 белая пешка · b2 белая пешка · f2 белая пешка · g2 белая пешка · h2 белая пешка · a1 белая ладья · d1 белый ферзь · e1 белый король · h1 белая ладья | a8 чёрная ладья · c8 чёрный слон · d8 чёрный ферзь · e8 чёрный король · h8 чёрная ладья · a7 чёрная пешка · b7 чёрная пешка · d7 чёрный конь · f7 чёрная пешка · g7 чёрная пешка · h7 чёрная пешка · e6 чёрная пешка · f6 чёрный конь · c5 чёрный слон · c4 белый слон · d4 белый конь · e4 белая пешка · c3 белый конь · e3 белый слон · a2 белая пешка · b2 белая пешка · f2 белая пешка · g2 белая пешка · h2 белая пешка · a1 белая ладья · d1 белый ферзь · e1 белый король · h1 белая ладья | a8 чёрная ладья · c8 чёрный слон · d8 чёрный ферзь · e8 чёрный король · h8 чёрная ладья · a7 чёрная пешка · b7 чёрная пешка · d7 чёрный конь · f7 чёрная пешка · g7 чёрная пешка · h7 чёрная пешка · e6 чёрная пешка · f6 чёрный конь · c5 чёрный слон · c4 белый слон · d4 белый конь · e4 белая пешка · c3 белый конь · e3 белый слон · a2 белая пешка · b2 белая пешка · f2 белая пешка · g2 белая пешка · h2 белая пешка · a1 белая ладья · d1 белый ферзь · e1 белый король · h1 белая ладья | 7 |
| 6 | a8 чёрная ладья · c8 чёрный слон · d8 чёрный ферзь · e8 чёрный король · h8 чёрная ладья · a7 чёрная пешка · b7 чёрная пешка · d7 чёрный конь · f7 чёрная пешка · g7 чёрная пешка · h7 чёрная пешка · e6 чёрная пешка · f6 чёрный конь · c5 чёрный слон · c4 белый слон · d4 белый конь · e4 белая пешка · c3 белый конь · e3 белый слон · a2 белая пешка · b2 белая пешка · f2 белая пешка · g2 белая пешка · h2 белая пешка · a1 белая ладья · d1 белый ферзь · e1 белый король · h1 белая ладья | a8 чёрная ладья · c8 чёрный слон · d8 чёрный ферзь · e8 чёрный король · h8 чёрная ладья · a7 чёрная пешка · b7 чёрная пешка · d7 чёрный конь · f7 чёрная пешка · g7 чёрная пешка · h7 чёрная пешка · e6 чёрная пешка · f6 чёрный конь · c5 чёрный слон · c4 белый слон · d4 белый конь · e4 белая пешка · c3 белый конь · e3 белый слон · a2 белая пешка · b2 белая пешка · f2 белая пешка · g2 белая пешка · h2 белая пешка · a1 белая ладья · d1 белый ферзь · e1 белый король · h1 белая ладья | a8 чёрная ладья · c8 чёрный слон · d8 чёрный ферзь · e8 чёрный король · h8 чёрная ладья · a7 чёрная пешка · b7 чёрная пешка · d7 чёрный конь · f7 чёрная пешка · g7 чёрная пешка · h7 чёрная пешка · e6 чёрная пешка · f6 чёрный конь · c5 чёрный слон · c4 белый слон · d4 белый конь · e4 белая пешка · c3 белый конь · e3 белый слон · a2 белая пешка · b2 белая пешка · f2 белая пешка · g2 белая пешка · h2 белая пешка · a1 белая ладья · d1 белый ферзь · e1 белый король · h1 белая ладья | a8 чёрная ладья · c8 чёрный слон · d8 чёрный ферзь · e8 чёрный король · h8 чёрная ладья · a7 чёрная пешка · b7 чёрная пешка · d7 чёрный конь · f7 чёрная пешка · g7 чёрная пешка · h7 чёрная пешка · e6 чёрная пешка · f6 чёрный конь · c5 чёрный слон · c4 белый слон · d4 белый конь · e4 белая пешка · c3 белый конь · e3 белый слон · a2 белая пешка · b2 белая пешка · f2 белая пешка · g2 белая пешка · h2 белая пешка · a1 белая ладья · d1 белый ферзь · e1 белый король · h1 белая ладья | a8 чёрная ладья · c8 чёрный слон · d8 чёрный ферзь · e8 чёрный король · h8 чёрная ладья · a7 чёрная пешка · b7 чёрная пешка · d7 чёрный конь · f7 чёрная пешка · g7 чёрная пешка · h7 чёрная пешка · e6 чёрная пешка · f6 чёрный конь · c5 чёрный слон · c4 белый слон · d4 белый конь · e4 белая пешка · c3 белый конь · e3 белый слон · a2 белая пешка · b2 белая пешка · f2 белая пешка · g2 белая пешка · h2 белая пешка · a1 белая ладья · d1 белый ферзь · e1 белый король · h1 белая ладья | a8 чёрная ладья · c8 чёрный слон · d8 чёрный ферзь · e8 чёрный король · h8 чёрная ладья · a7 чёрная пешка · b7 чёрная пешка · d7 чёрный конь · f7 чёрная пешка · g7 чёрная пешка · h7 чёрная пешка · e6 чёрная пешка · f6 чёрный конь · c5 чёрный слон · c4 белый слон · d4 белый конь · e4 белая пешка · c3 белый конь · e3 белый слон · a2 белая пешка · b2 белая пешка · f2 белая пешка · g2 белая пешка · h2 белая пешка · a1 белая ладья · d1 белый ферзь · e1 белый король · h1 белая ладья | a8 чёрная ладья · c8 чёрный слон · d8 чёрный ферзь · e8 чёрный король · h8 чёрная ладья · a7 чёрная пешка · b7 чёрная пешка · d7 чёрный конь · f7 чёрная пешка · g7 чёрная пешка · h7 чёрная пешка · e6 чёрная пешка · f6 чёрный конь · c5 чёрный слон · c4 белый слон · d4 белый конь · e4 белая пешка · c3 белый конь · e3 белый слон · a2 белая пешка · b2 белая пешка · f2 белая пешка · g2 белая пешка · h2 белая пешка · a1 белая ладья · d1 белый ферзь · e1 белый король · h1 белая ладья | a8 чёрная ладья · c8 чёрный слон · d8 чёрный ферзь · e8 чёрный король · h8 чёрная ладья · a7 чёрная пешка · b7 чёрная пешка · d7 чёрный конь · f7 чёрная пешка · g7 чёрная пешка · h7 чёрная пешка · e6 чёрная пешка · f6 чёрный конь · c5 чёрный слон · c4 белый слон · d4 белый конь · e4 белая пешка · c3 белый конь · e3 белый слон · a2 белая пешка · b2 белая пешка · f2 белая пешка · g2 белая пешка · h2 белая пешка · a1 белая ладья · d1 белый ферзь · e1 белый король · h1 белая ладья | 6 |
| 5 | a8 чёрная ладья · c8 чёрный слон · d8 чёрный ферзь · e8 чёрный король · h8 чёрная ладья · a7 чёрная пешка · b7 чёрная пешка · d7 чёрный конь · f7 чёрная пешка · g7 чёрная пешка · h7 чёрная пешка · e6 чёрная пешка · f6 чёрный конь · c5 чёрный слон · c4 белый слон · d4 белый конь · e4 белая пешка · c3 белый конь · e3 белый слон · a2 белая пешка · b2 белая пешка · f2 белая пешка · g2 белая пешка · h2 белая пешка · a1 белая ладья · d1 белый ферзь · e1 белый король · h1 белая ладья | a8 чёрная ладья · c8 чёрный слон · d8 чёрный ферзь · e8 чёрный король · h8 чёрная ладья · a7 чёрная пешка · b7 чёрная пешка · d7 чёрный конь · f7 чёрная пешка · g7 чёрная пешка · h7 чёрная пешка · e6 чёрная пешка · f6 чёрный конь · c5 чёрный слон · c4 белый слон · d4 белый конь · e4 белая пешка · c3 белый конь · e3 белый слон · a2 белая пешка · b2 белая пешка · f2 белая пешка · g2 белая пешка · h2 белая пешка · a1 белая ладья · d1 белый ферзь · e1 белый король · h1 белая ладья | a8 чёрная ладья · c8 чёрный слон · d8 чёрный ферзь · e8 чёрный король · h8 чёрная ладья · a7 чёрная пешка · b7 чёрная пешка · d7 чёрный конь · f7 чёрная пешка · g7 чёрная пешка · h7 чёрная пешка · e6 чёрная пешка · f6 чёрный конь · c5 чёрный слон · c4 белый слон · d4 белый конь · e4 белая пешка · c3 белый конь · e3 белый слон · a2 белая пешка · b2 белая пешка · f2 белая пешка · g2 белая пешка · h2 белая пешка · a1 белая ладья · d1 белый ферзь · e1 белый король · h1 белая ладья | a8 чёрная ладья · c8 чёрный слон · d8 чёрный ферзь · e8 чёрный король · h8 чёрная ладья · a7 чёрная пешка · b7 чёрная пешка · d7 чёрный конь · f7 чёрная пешка · g7 чёрная пешка · h7 чёрная пешка · e6 чёрная пешка · f6 чёрный конь · c5 чёрный слон · c4 белый слон · d4 белый конь · e4 белая пешка · c3 белый конь · e3 белый слон · a2 белая пешка · b2 белая пешка · f2 белая пешка · g2 белая пешка · h2 белая пешка · a1 белая ладья · d1 белый ферзь · e1 белый король · h1 белая ладья | a8 чёрная ладья · c8 чёрный слон · d8 чёрный ферзь · e8 чёрный король · h8 чёрная ладья · a7 чёрная пешка · b7 чёрная пешка · d7 чёрный конь · f7 чёрная пешка · g7 чёрная пешка · h7 чёрная пешка · e6 чёрная пешка · f6 чёрный конь · c5 чёрный слон · c4 белый слон · d4 белый конь · e4 белая пешка · c3 белый конь · e3 белый слон · a2 белая пешка · b2 белая пешка · f2 белая пешка · g2 белая пешка · h2 белая пешка · a1 белая ладья · d1 белый ферзь · e1 белый король · h1 белая ладья | a8 чёрная ладья · c8 чёрный слон · d8 чёрный ферзь · e8 чёрный король · h8 чёрная ладья · a7 чёрная пешка · b7 чёрная пешка · d7 чёрный конь · f7 чёрная пешка · g7 чёрная пешка · h7 чёрная пешка · e6 чёрная пешка · f6 чёрный конь · c5 чёрный слон · c4 белый слон · d4 белый конь · e4 белая пешка · c3 белый конь · e3 белый слон · a2 белая пешка · b2 белая пешка · f2 белая пешка · g2 белая пешка · h2 белая пешка · a1 белая ладья · d1 белый ферзь · e1 белый король · h1 белая ладья | a8 чёрная ладья · c8 чёрный слон · d8 чёрный ферзь · e8 чёрный король · h8 чёрная ладья · a7 чёрная пешка · b7 чёрная пешка · d7 чёрный конь · f7 чёрная пешка · g7 чёрная пешка · h7 чёрная пешка · e6 чёрная пешка · f6 чёрный конь · c5 чёрный слон · c4 белый слон · d4 белый конь · e4 белая пешка · c3 белый конь · e3 белый слон · a2 белая пешка · b2 белая пешка · f2 белая пешка · g2 белая пешка · h2 белая пешка · a1 белая ладья · d1 белый ферзь · e1 белый король · h1 белая ладья | a8 чёрная ладья · c8 чёрный слон · d8 чёрный ферзь · e8 чёрный король · h8 чёрная ладья · a7 чёрная пешка · b7 чёрная пешка · d7 чёрный конь · f7 чёрная пешка · g7 чёрная пешка · h7 чёрная пешка · e6 чёрная пешка · f6 чёрный конь · c5 чёрный слон · c4 белый слон · d4 белый конь · e4 белая пешка · c3 белый конь · e3 белый слон · a2 белая пешка · b2 белая пешка · f2 белая пешка · g2 белая пешка · h2 белая пешка · a1 белая ладья · d1 белый ферзь · e1 белый король · h1 белая ладья | 5 |
| 4 | a8 чёрная ладья · c8 чёрный слон · d8 чёрный ферзь · e8 чёрный король · h8 чёрная ладья · a7 чёрная пешка · b7 чёрная пешка · d7 чёрный конь · f7 чёрная пешка · g7 чёрная пешка · h7 чёрная пешка · e6 чёрная пешка · f6 чёрный конь · c5 чёрный слон · c4 белый слон · d4 белый конь · e4 белая пешка · c3 белый конь · e3 белый слон · a2 белая пешка · b2 белая пешка · f2 белая пешка · g2 белая пешка · h2 белая пешка · a1 белая ладья · d1 белый ферзь · e1 белый король · h1 белая ладья | a8 чёрная ладья · c8 чёрный слон · d8 чёрный ферзь · e8 чёрный король · h8 чёрная ладья · a7 чёрная пешка · b7 чёрная пешка · d7 чёрный конь · f7 чёрная пешка · g7 чёрная пешка · h7 чёрная пешка · e6 чёрная пешка · f6 чёрный конь · c5 чёрный слон · c4 белый слон · d4 белый конь · e4 белая пешка · c3 белый конь · e3 белый слон · a2 белая пешка · b2 белая пешка · f2 белая пешка · g2 белая пешка · h2 белая пешка · a1 белая ладья · d1 белый ферзь · e1 белый король · h1 белая ладья | a8 чёрная ладья · c8 чёрный слон · d8 чёрный ферзь · e8 чёрный король · h8 чёрная ладья · a7 чёрная пешка · b7 чёрная пешка · d7 чёрный конь · f7 чёрная пешка · g7 чёрная пешка · h7 чёрная пешка · e6 чёрная пешка · f6 чёрный конь · c5 чёрный слон · c4 белый слон · d4 белый конь · e4 белая пешка · c3 белый конь · e3 белый слон · a2 белая пешка · b2 белая пешка · f2 белая пешка · g2 белая пешка · h2 белая пешка · a1 белая ладья · d1 белый ферзь · e1 белый король · h1 белая ладья | a8 чёрная ладья · c8 чёрный слон · d8 чёрный ферзь · e8 чёрный король · h8 чёрная ладья · a7 чёрная пешка · b7 чёрная пешка · d7 чёрный конь · f7 чёрная пешка · g7 чёрная пешка · h7 чёрная пешка · e6 чёрная пешка · f6 чёрный конь · c5 чёрный слон · c4 белый слон · d4 белый конь · e4 белая пешка · c3 белый конь · e3 белый слон · a2 белая пешка · b2 белая пешка · f2 белая пешка · g2 белая пешка · h2 белая пешка · a1 белая ладья · d1 белый ферзь · e1 белый король · h1 белая ладья | a8 чёрная ладья · c8 чёрный слон · d8 чёрный ферзь · e8 чёрный король · h8 чёрная ладья · a7 чёрная пешка · b7 чёрная пешка · d7 чёрный конь · f7 чёрная пешка · g7 чёрная пешка · h7 чёрная пешка · e6 чёрная пешка · f6 чёрный конь · c5 чёрный слон · c4 белый слон · d4 белый конь · e4 белая пешка · c3 белый конь · e3 белый слон · a2 белая пешка · b2 белая пешка · f2 белая пешка · g2 белая пешка · h2 белая пешка · a1 белая ладья · d1 белый ферзь · e1 белый король · h1 белая ладья | a8 чёрная ладья · c8 чёрный слон · d8 чёрный ферзь · e8 чёрный король · h8 чёрная ладья · a7 чёрная пешка · b7 чёрная пешка · d7 чёрный конь · f7 чёрная пешка · g7 чёрная пешка · h7 чёрная пешка · e6 чёрная пешка · f6 чёрный конь · c5 чёрный слон · c4 белый слон · d4 белый конь · e4 белая пешка · c3 белый конь · e3 белый слон · a2 белая пешка · b2 белая пешка · f2 белая пешка · g2 белая пешка · h2 белая пешка · a1 белая ладья · d1 белый ферзь · e1 белый король · h1 белая ладья | a8 чёрная ладья · c8 чёрный слон · d8 чёрный ферзь · e8 чёрный король · h8 чёрная ладья · a7 чёрная пешка · b7 чёрная пешка · d7 чёрный конь · f7 чёрная пешка · g7 чёрная пешка · h7 чёрная пешка · e6 чёрная пешка · f6 чёрный конь · c5 чёрный слон · c4 белый слон · d4 белый конь · e4 белая пешка · c3 белый конь · e3 белый слон · a2 белая пешка · b2 белая пешка · f2 белая пешка · g2 белая пешка · h2 белая пешка · a1 белая ладья · d1 белый ферзь · e1 белый король · h1 белая ладья | a8 чёрная ладья · c8 чёрный слон · d8 чёрный ферзь · e8 чёрный король · h8 чёрная ладья · a7 чёрная пешка · b7 чёрная пешка · d7 чёрный конь · f7 чёрная пешка · g7 чёрная пешка · h7 чёрная пешка · e6 чёрная пешка · f6 чёрный конь · c5 чёрный слон · c4 белый слон · d4 белый конь · e4 белая пешка · c3 белый конь · e3 белый слон · a2 белая пешка · b2 белая пешка · f2 белая пешка · g2 белая пешка · h2 белая пешка · a1 белая ладья · d1 белый ферзь · e1 белый король · h1 белая ладья | 4 |
| 3 | a8 чёрная ладья · c8 чёрный слон · d8 чёрный ферзь · e8 чёрный король · h8 чёрная ладья · a7 чёрная пешка · b7 чёрная пешка · d7 чёрный конь · f7 чёрная пешка · g7 чёрная пешка · h7 чёрная пешка · e6 чёрная пешка · f6 чёрный конь · c5 чёрный слон · c4 белый слон · d4 белый конь · e4 белая пешка · c3 белый конь · e3 белый слон · a2 белая пешка · b2 белая пешка · f2 белая пешка · g2 белая пешка · h2 белая пешка · a1 белая ладья · d1 белый ферзь · e1 белый король · h1 белая ладья | a8 чёрная ладья · c8 чёрный слон · d8 чёрный ферзь · e8 чёрный король · h8 чёрная ладья · a7 чёрная пешка · b7 чёрная пешка · d7 чёрный конь · f7 чёрная пешка · g7 чёрная пешка · h7 чёрная пешка · e6 чёрная пешка · f6 чёрный конь · c5 чёрный слон · c4 белый слон · d4 белый конь · e4 белая пешка · c3 белый конь · e3 белый слон · a2 белая пешка · b2 белая пешка · f2 белая пешка · g2 белая пешка · h2 белая пешка · a1 белая ладья · d1 белый ферзь · e1 белый король · h1 белая ладья | a8 чёрная ладья · c8 чёрный слон · d8 чёрный ферзь · e8 чёрный король · h8 чёрная ладья · a7 чёрная пешка · b7 чёрная пешка · d7 чёрный конь · f7 чёрная пешка · g7 чёрная пешка · h7 чёрная пешка · e6 чёрная пешка · f6 чёрный конь · c5 чёрный слон · c4 белый слон · d4 белый конь · e4 белая пешка · c3 белый конь · e3 белый слон · a2 белая пешка · b2 белая пешка · f2 белая пешка · g2 белая пешка · h2 белая пешка · a1 белая ладья · d1 белый ферзь · e1 белый король · h1 белая ладья | a8 чёрная ладья · c8 чёрный слон · d8 чёрный ферзь · e8 чёрный король · h8 чёрная ладья · a7 чёрная пешка · b7 чёрная пешка · d7 чёрный конь · f7 чёрная пешка · g7 чёрная пешка · h7 чёрная пешка · e6 чёрная пешка · f6 чёрный конь · c5 чёрный слон · c4 белый слон · d4 белый конь · e4 белая пешка · c3 белый конь · e3 белый слон · a2 белая пешка · b2 белая пешка · f2 белая пешка · g2 белая пешка · h2 белая пешка · a1 белая ладья · d1 белый ферзь · e1 белый король · h1 белая ладья | a8 чёрная ладья · c8 чёрный слон · d8 чёрный ферзь · e8 чёрный король · h8 чёрная ладья · a7 чёрная пешка · b7 чёрная пешка · d7 чёрный конь · f7 чёрная пешка · g7 чёрная пешка · h7 чёрная пешка · e6 чёрная пешка · f6 чёрный конь · c5 чёрный слон · c4 белый слон · d4 белый конь · e4 белая пешка · c3 белый конь · e3 белый слон · a2 белая пешка · b2 белая пешка · f2 белая пешка · g2 белая пешка · h2 белая пешка · a1 белая ладья · d1 белый ферзь · e1 белый король · h1 белая ладья | a8 чёрная ладья · c8 чёрный слон · d8 чёрный ферзь · e8 чёрный король · h8 чёрная ладья · a7 чёрная пешка · b7 чёрная пешка · d7 чёрный конь · f7 чёрная пешка · g7 чёрная пешка · h7 чёрная пешка · e6 чёрная пешка · f6 чёрный конь · c5 чёрный слон · c4 белый слон · d4 белый конь · e4 белая пешка · c3 белый конь · e3 белый слон · a2 белая пешка · b2 белая пешка · f2 белая пешка · g2 белая пешка · h2 белая пешка · a1 белая ладья · d1 белый ферзь · e1 белый король · h1 белая ладья | a8 чёрная ладья · c8 чёрный слон · d8 чёрный ферзь · e8 чёрный король · h8 чёрная ладья · a7 чёрная пешка · b7 чёрная пешка · d7 чёрный конь · f7 чёрная пешка · g7 чёрная пешка · h7 чёрная пешка · e6 чёрная пешка · f6 чёрный конь · c5 чёрный слон · c4 белый слон · d4 белый конь · e4 белая пешка · c3 белый конь · e3 белый слон · a2 белая пешка · b2 белая пешка · f2 белая пешка · g2 белая пешка · h2 белая пешка · a1 белая ладья · d1 белый ферзь · e1 белый король · h1 белая ладья | a8 чёрная ладья · c8 чёрный слон · d8 чёрный ферзь · e8 чёрный король · h8 чёрная ладья · a7 чёрная пешка · b7 чёрная пешка · d7 чёрный конь · f7 чёрная пешка · g7 чёрная пешка · h7 чёрная пешка · e6 чёрная пешка · f6 чёрный конь · c5 чёрный слон · c4 белый слон · d4 белый конь · e4 белая пешка · c3 белый конь · e3 белый слон · a2 белая пешка · b2 белая пешка · f2 белая пешка · g2 белая пешка · h2 белая пешка · a1 белая ладья · d1 белый ферзь · e1 белый король · h1 белая ладья | 3 |
| 2 | a8 чёрная ладья · c8 чёрный слон · d8 чёрный ферзь · e8 чёрный король · h8 чёрная ладья · a7 чёрная пешка · b7 чёрная пешка · d7 чёрный конь · f7 чёрная пешка · g7 чёрная пешка · h7 чёрная пешка · e6 чёрная пешка · f6 чёрный конь · c5 чёрный слон · c4 белый слон · d4 белый конь · e4 белая пешка · c3 белый конь · e3 белый слон · a2 белая пешка · b2 белая пешка · f2 белая пешка · g2 белая пешка · h2 белая пешка · a1 белая ладья · d1 белый ферзь · e1 белый король · h1 белая ладья | a8 чёрная ладья · c8 чёрный слон · d8 чёрный ферзь · e8 чёрный король · h8 чёрная ладья · a7 чёрная пешка · b7 чёрная пешка · d7 чёрный конь · f7 чёрная пешка · g7 чёрная пешка · h7 чёрная пешка · e6 чёрная пешка · f6 чёрный конь · c5 чёрный слон · c4 белый слон · d4 белый конь · e4 белая пешка · c3 белый конь · e3 белый слон · a2 белая пешка · b2 белая пешка · f2 белая пешка · g2 белая пешка · h2 белая пешка · a1 белая ладья · d1 белый ферзь · e1 белый король · h1 белая ладья | a8 чёрная ладья · c8 чёрный слон · d8 чёрный ферзь · e8 чёрный король · h8 чёрная ладья · a7 чёрная пешка · b7 чёрная пешка · d7 чёрный конь · f7 чёрная пешка · g7 чёрная пешка · h7 чёрная пешка · e6 чёрная пешка · f6 чёрный конь · c5 чёрный слон · c4 белый слон · d4 белый конь · e4 белая пешка · c3 белый конь · e3 белый слон · a2 белая пешка · b2 белая пешка · f2 белая пешка · g2 белая пешка · h2 белая пешка · a1 белая ладья · d1 белый ферзь · e1 белый король · h1 белая ладья | a8 чёрная ладья · c8 чёрный слон · d8 чёрный ферзь · e8 чёрный король · h8 чёрная ладья · a7 чёрная пешка · b7 чёрная пешка · d7 чёрный конь · f7 чёрная пешка · g7 чёрная пешка · h7 чёрная пешка · e6 чёрная пешка · f6 чёрный конь · c5 чёрный слон · c4 белый слон · d4 белый конь · e4 белая пешка · c3 белый конь · e3 белый слон · a2 белая пешка · b2 белая пешка · f2 белая пешка · g2 белая пешка · h2 белая пешка · a1 белая ладья · d1 белый ферзь · e1 белый король · h1 белая ладья | a8 чёрная ладья · c8 чёрный слон · d8 чёрный ферзь · e8 чёрный король · h8 чёрная ладья · a7 чёрная пешка · b7 чёрная пешка · d7 чёрный конь · f7 чёрная пешка · g7 чёрная пешка · h7 чёрная пешка · e6 чёрная пешка · f6 чёрный конь · c5 чёрный слон · c4 белый слон · d4 белый конь · e4 белая пешка · c3 белый конь · e3 белый слон · a2 белая пешка · b2 белая пешка · f2 белая пешка · g2 белая пешка · h2 белая пешка · a1 белая ладья · d1 белый ферзь · e1 белый король · h1 белая ладья | a8 чёрная ладья · c8 чёрный слон · d8 чёрный ферзь · e8 чёрный король · h8 чёрная ладья · a7 чёрная пешка · b7 чёрная пешка · d7 чёрный конь · f7 чёрная пешка · g7 чёрная пешка · h7 чёрная пешка · e6 чёрная пешка · f6 чёрный конь · c5 чёрный слон · c4 белый слон · d4 белый конь · e4 белая пешка · c3 белый конь · e3 белый слон · a2 белая пешка · b2 белая пешка · f2 белая пешка · g2 белая пешка · h2 белая пешка · a1 белая ладья · d1 белый ферзь · e1 белый король · h1 белая ладья | a8 чёрная ладья · c8 чёрный слон · d8 чёрный ферзь · e8 чёрный король · h8 чёрная ладья · a7 чёрная пешка · b7 чёрная пешка · d7 чёрный конь · f7 чёрная пешка · g7 чёрная пешка · h7 чёрная пешка · e6 чёрная пешка · f6 чёрный конь · c5 чёрный слон · c4 белый слон · d4 белый конь · e4 белая пешка · c3 белый конь · e3 белый слон · a2 белая пешка · b2 белая пешка · f2 белая пешка · g2 белая пешка · h2 белая пешка · a1 белая ладья · d1 белый ферзь · e1 белый король · h1 белая ладья | a8 чёрная ладья · c8 чёрный слон · d8 чёрный ферзь · e8 чёрный король · h8 чёрная ладья · a7 чёрная пешка · b7 чёрная пешка · d7 чёрный конь · f7 чёрная пешка · g7 чёрная пешка · h7 чёрная пешка · e6 чёрная пешка · f6 чёрный конь · c5 чёрный слон · c4 белый слон · d4 белый конь · e4 белая пешка · c3 белый конь · e3 белый слон · a2 белая пешка · b2 белая пешка · f2 белая пешка · g2 белая пешка · h2 белая пешка · a1 белая ладья · d1 белый ферзь · e1 белый король · h1 белая ладья | 2 |
| 1 | a8 чёрная ладья · c8 чёрный слон · d8 чёрный ферзь · e8 чёрный король · h8 чёрная ладья · a7 чёрная пешка · b7 чёрная пешка · d7 чёрный конь · f7 чёрная пешка · g7 чёрная пешка · h7 чёрная пешка · e6 чёрная пешка · f6 чёрный конь · c5 чёрный слон · c4 белый слон · d4 белый конь · e4 белая пешка · c3 белый конь · e3 белый слон · a2 белая пешка · b2 белая пешка · f2 белая пешка · g2 белая пешка · h2 белая пешка · a1 белая ладья · d1 белый ферзь · e1 белый король · h1 белая ладья | a8 чёрная ладья · c8 чёрный слон · d8 чёрный ферзь · e8 чёрный король · h8 чёрная ладья · a7 чёрная пешка · b7 чёрная пешка · d7 чёрный конь · f7 чёрная пешка · g7 чёрная пешка · h7 чёрная пешка · e6 чёрная пешка · f6 чёрный конь · c5 чёрный слон · c4 белый слон · d4 белый конь · e4 белая пешка · c3 белый конь · e3 белый слон · a2 белая пешка · b2 белая пешка · f2 белая пешка · g2 белая пешка · h2 белая пешка · a1 белая ладья · d1 белый ферзь · e1 белый король · h1 белая ладья | a8 чёрная ладья · c8 чёрный слон · d8 чёрный ферзь · e8 чёрный король · h8 чёрная ладья · a7 чёрная пешка · b7 чёрная пешка · d7 чёрный конь · f7 чёрная пешка · g7 чёрная пешка · h7 чёрная пешка · e6 чёрная пешка · f6 чёрный конь · c5 чёрный слон · c4 белый слон · d4 белый конь · e4 белая пешка · c3 белый конь · e3 белый слон · a2 белая пешка · b2 белая пешка · f2 белая пешка · g2 белая пешка · h2 белая пешка · a1 белая ладья · d1 белый ферзь · e1 белый король · h1 белая ладья | a8 чёрная ладья · c8 чёрный слон · d8 чёрный ферзь · e8 чёрный король · h8 чёрная ладья · a7 чёрная пешка · b7 чёрная пешка · d7 чёрный конь · f7 чёрная пешка · g7 чёрная пешка · h7 чёрная пешка · e6 чёрная пешка · f6 чёрный конь · c5 чёрный слон · c4 белый слон · d4 белый конь · e4 белая пешка · c3 белый конь · e3 белый слон · a2 белая пешка · b2 белая пешка · f2 белая пешка · g2 белая пешка · h2 белая пешка · a1 белая ладья · d1 белый ферзь · e1 белый король · h1 белая ладья | a8 чёрная ладья · c8 чёрный слон · d8 чёрный ферзь · e8 чёрный король · h8 чёрная ладья · a7 чёрная пешка · b7 чёрная пешка · d7 чёрный конь · f7 чёрная пешка · g7 чёрная пешка · h7 чёрная пешка · e6 чёрная пешка · f6 чёрный конь · c5 чёрный слон · c4 белый слон · d4 белый конь · e4 белая пешка · c3 белый конь · e3 белый слон · a2 белая пешка · b2 белая пешка · f2 белая пешка · g2 белая пешка · h2 белая пешка · a1 белая ладья · d1 белый ферзь · e1 белый король · h1 белая ладья | a8 чёрная ладья · c8 чёрный слон · d8 чёрный ферзь · e8 чёрный король · h8 чёрная ладья · a7 чёрная пешка · b7 чёрная пешка · d7 чёрный конь · f7 чёрная пешка · g7 чёрная пешка · h7 чёрная пешка · e6 чёрная пешка · f6 чёрный конь · c5 чёрный слон · c4 белый слон · d4 белый конь · e4 белая пешка · c3 белый конь · e3 белый слон · a2 белая пешка · b2 белая пешка · f2 белая пешка · g2 белая пешка · h2 белая пешка · a1 белая ладья · d1 белый ферзь · e1 белый король · h1 белая ладья | a8 чёрная ладья · c8 чёрный слон · d8 чёрный ферзь · e8 чёрный король · h8 чёрная ладья · a7 чёрная пешка · b7 чёрная пешка · d7 чёрный конь · f7 чёрная пешка · g7 чёрная пешка · h7 чёрная пешка · e6 чёрная пешка · f6 чёрный конь · c5 чёрный слон · c4 белый слон · d4 белый конь · e4 белая пешка · c3 белый конь · e3 белый слон · a2 белая пешка · b2 белая пешка · f2 белая пешка · g2 белая пешка · h2 белая пешка · a1 белая ладья · d1 белый ферзь · e1 белый король · h1 белая ладья | a8 чёрная ладья · c8 чёрный слон · d8 чёрный ферзь · e8 чёрный король · h8 чёрная ладья · a7 чёрная пешка · b7 чёрная пешка · d7 чёрный конь · f7 чёрная пешка · g7 чёрная пешка · h7 чёрная пешка · e6 чёрная пешка · f6 чёрный конь · c5 чёрный слон · c4 белый слон · d4 белый конь · e4 белая пешка · c3 белый конь · e3 белый слон · a2 белая пешка · b2 белая пешка · f2 белая пешка · g2 белая пешка · h2 белая пешка · a1 белая ладья · d1 белый ферзь · e1 белый король · h1 белая ладья | 1 |
|   | a | b | c | d | e | f | g | h |   |

1. d4 d5 2. c4 e6 3. Кf3 dxc4 4. e4 c5 5. Сxc4 cxd4 6. Кxd4 Кf6 7. Кc3 Сc5 8. Сe3 Кbd7 По мнению Эйве и Принса, приемлемым продолжением для чёрных была рокировка (8. …0-0). Позже Боголюбов утверждал, что сознательно допустил жертву, так как при рокировке белые все равно получали лучшую позицию. Теперь же Капабланка жертвует фигуру.
9. Сxe6! fxe6 10. Кxe6 Фa5 Другое возможное продолжение — Фb6, однако после 11. Кxc5 Кxc5 12. Лc1 белые также выигрывают. 11. 0-0 Сxe3 12. fxe3 Крf7 13. Фb3 Крg6 14. Лf5 Фb6 15. Кf4+ Крh6 16. g4? Здесь белые могли выиграть после 16. Фf7 g6 17. Кe6 или 16. …g5 17. Лxg5 с быстрым матом. После хода в партии размен ферзей вынужден. g5 17. Фxb6 axb6 18. Лd1 Лg8? Чёрные возвращают белым долг. Если бы они сыграли 18. …gf 19. g5+ Крg7 20. gf+ Кxf6 с возможным продолжением 21. Лg5+ Крf7 22. ef h6, то они получали бы хорошие шансы на победу. 19. Кd5 Кxg4? Вторая подряд ошибка, чёрные попадают под «темп» Кe7. Сейчас следовало разменять коней. 20. Кe7 Лg7 21. Лd6+ Крh5 22. Лf3 Кf6 23. Лh3+ Крg4 24. Лg3+ Крh5 25. Кf5 Лg6 26. Кe7 Здесь Капабланка пропустил возможность эффектно закончить партию путём 26. Лh3+ Крg4 27. Крg2 с угрозой Кh6+ и различными матовыми вариантами. 26. …g4? Проигрывает. Боголюбов решает отдать материал, но в цейтноте не замечает возможности выкрутиться. Следовало играть 26. …Кc5! 27. К:g6 Кfxe4! 28. Лd8! Крxg6 29. Лg2 (на 29. Кxe4 Кxe4 30. Лg2 следует 30. …Лxa2!) 29. …Кe6 30. Лxc8 Лxc8 31. Кxe4 с вероятным ничейным исходом. 27. Кxg6 Крxg6 28. Лxg4+ Крf7 29. Лf4 Крg7 30. e5 Кe8 31. Лe6 Кc7 32. Лe7+ Чёрные сдались.
В 1926 году Капабланка выиграл небольшой двухкруговой турнир в американском Лейк-Хопатконге. В феврале — марте следующего года состоялся турнир в Нью-Йорке, который Эйве и Принс назвали «первой высшей точкой на жизненном пути» Капабланки. Помимо самого кубинца, в четырёхкруговом турнире участвовали пять шахматистов из числа сильнейших: Алехин, Нимцович, Видмар, Шпильман и Маршалл. В то же время не был приглашён Ласкер, а Боголюбов отказался, так как запросил дополнительный гонорар, которого не получил; отсутствие двух сильных игроков несколько снизило статус турнира. В итоге Капабланка одержал сверхубедительную победу, выиграв все микроматчи и не проиграв ни одной партии. Второй призёр Алехин отстал на 2½ очка. Однако в игре чемпиона отмечали «новый прагматизм»: он экономил силы, боролся за победу далеко не в каждой партии, а в конце турнира, став недосягаемым, сделал несколько «гроссмейстерских ничьих».
Ещё на лондонском турнире 1922 года по настоянию Капабланки был подписан т. н. «Лондонский протокол» (London Rules) — соглашение об условиях проведения матча на первенство мира. Согласно протоколу, матч должен был играться до 6 выигранных партий без учёта ничьих, а претендент был обязан обеспечить призовой фонд не менее чем в 10 000 долларов, из которых 20 % получал чемпион, а остальная сумма делилась между победителем и проигравшим в соотношении 60:40. Новый чемпион мира должен был защищать свой титул на тех же условиях. Под протоколом подписались Алехин, Рубинштейн, Боголюбов, Рети, Мароци, Видмар и Тартаковер. Шахматной общественностью «протокол» был принят неоднозначно. С одной стороны, это был первый случай, когда чемпион подписал документ, не дающий ему возможности уклониться от матча с любым обеспечившим условия претендентом, с другой — Капабланку обвиняли в том, что он «укрылся за золотым валом», поставив финансовые условия, практически непреодолимые для большинства реальных претендентов на чемпионское звание. Призовой фонд в 10 000 долларов (а фактически претендент должен был потратить примерно в полтора раза больше с учётом организационных расходов) в то время соответствовал доходу средней американской семьи за 6—8 лет, никто из сильнейших шахматистов мира не располагал такой суммой, поэтому для получения возможности сыграть матч с Капабланкой претендент должен был искать достаточно богатого спонсора. Рубинштейн, в том же году победивший в представительном турнире в Вене, вызвал Капабланку на матч, но не смог собрать достаточно средств.

### Потеря звания

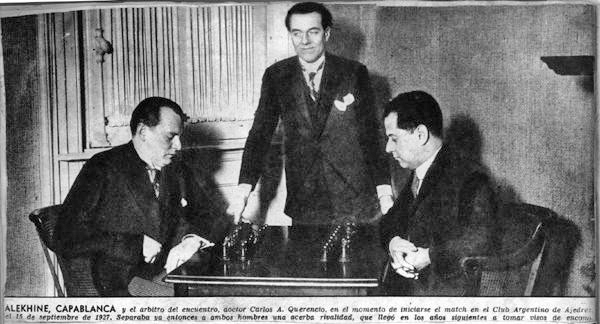
Слева направо: Алехин, арбитр Карлос Аугусто Керенсио, Капабланка.

Из всех претендентов лишь Александру Алехину удалось достать деньги для обеспечения призового фонда и вызвать Капабланку на матч за мировое первенство, который состоялся в 1927 году в Буэнос-Айресе. Фаворитом безусловно считался Капабланка: его турнирные успехи выглядели гораздо внушительнее, к тому же Алехин до того ни разу не выигрывал у Капабланки в турнирной партии.
Матч проходил на условиях Лондонского протокола и продолжался два с половиной месяца, всего было сыграно 34 партии. Алехин неожиданно для большинства прогнозистов выиграл первую партию. Капабланка отыгрался в третьей и вышел вперёд после победы в седьмой. В свою очередь Алехин одержал победу в одиннадцатой и двенадцатой партиях и после этого не упускал лидерство. Матч закончился со счётом +6 −3 =25 в пользу претендента.
Как одну из основных причин поражения многие указывают обычную для Капабланки небрежность в подготовке к соревнованиям. Он никогда не изучал стиль соперников, не работал над дебютами, и матч на первенство мира не стал исключением, в то время как Алехин тщательно готовился к матчу, что и проявилось во время поединка.

### Экс-чемпион
|   | a | b | c | d | e | f | g | h |   |
| - | --- | --- | --- | --- | --- | --- | --- | --- | - |
| 8 | b8 чёрный ферзь · c8 чёрная ладья · d8 чёрный конь · e8 чёрная ладья · f8 чёрный король · a7 белая ладья · b7 чёрная пешка · d7 чёрный слон · h7 чёрная пешка · b6 белая пешка · c6 чёрная пешка · e6 чёрная пешка · g6 чёрная пешка · h6 белая пешка · a5 белый конь · c5 белая пешка · d5 чёрная пешка · f5 чёрная пешка · g5 белая пешка · a4 белая ладья · d4 белая пешка · f4 белая пешка · d3 белый слон · e3 белая пешка · g2 белый король · a1 белый ферзь | b8 чёрный ферзь · c8 чёрная ладья · d8 чёрный конь · e8 чёрная ладья · f8 чёрный король · a7 белая ладья · b7 чёрная пешка · d7 чёрный слон · h7 чёрная пешка · b6 белая пешка · c6 чёрная пешка · e6 чёрная пешка · g6 чёрная пешка · h6 белая пешка · a5 белый конь · c5 белая пешка · d5 чёрная пешка · f5 чёрная пешка · g5 белая пешка · a4 белая ладья · d4 белая пешка · f4 белая пешка · d3 белый слон · e3 белая пешка · g2 белый король · a1 белый ферзь | b8 чёрный ферзь · c8 чёрная ладья · d8 чёрный конь · e8 чёрная ладья · f8 чёрный король · a7 белая ладья · b7 чёрная пешка · d7 чёрный слон · h7 чёрная пешка · b6 белая пешка · c6 чёрная пешка · e6 чёрная пешка · g6 чёрная пешка · h6 белая пешка · a5 белый конь · c5 белая пешка · d5 чёрная пешка · f5 чёрная пешка · g5 белая пешка · a4 белая ладья · d4 белая пешка · f4 белая пешка · d3 белый слон · e3 белая пешка · g2 белый король · a1 белый ферзь | b8 чёрный ферзь · c8 чёрная ладья · d8 чёрный конь · e8 чёрная ладья · f8 чёрный король · a7 белая ладья · b7 чёрная пешка · d7 чёрный слон · h7 чёрная пешка · b6 белая пешка · c6 чёрная пешка · e6 чёрная пешка · g6 чёрная пешка · h6 белая пешка · a5 белый конь · c5 белая пешка · d5 чёрная пешка · f5 чёрная пешка · g5 белая пешка · a4 белая ладья · d4 белая пешка · f4 белая пешка · d3 белый слон · e3 белая пешка · g2 белый король · a1 белый ферзь | b8 чёрный ферзь · c8 чёрная ладья · d8 чёрный конь · e8 чёрная ладья · f8 чёрный король · a7 белая ладья · b7 чёрная пешка · d7 чёрный слон · h7 чёрная пешка · b6 белая пешка · c6 чёрная пешка · e6 чёрная пешка · g6 чёрная пешка · h6 белая пешка · a5 белый конь · c5 белая пешка · d5 чёрная пешка · f5 чёрная пешка · g5 белая пешка · a4 белая ладья · d4 белая пешка · f4 белая пешка · d3 белый слон · e3 белая пешка · g2 белый король · a1 белый ферзь | b8 чёрный ферзь · c8 чёрная ладья · d8 чёрный конь · e8 чёрная ладья · f8 чёрный король · a7 белая ладья · b7 чёрная пешка · d7 чёрный слон · h7 чёрная пешка · b6 белая пешка · c6 чёрная пешка · e6 чёрная пешка · g6 чёрная пешка · h6 белая пешка · a5 белый конь · c5 белая пешка · d5 чёрная пешка · f5 чёрная пешка · g5 белая пешка · a4 белая ладья · d4 белая пешка · f4 белая пешка · d3 белый слон · e3 белая пешка · g2 белый король · a1 белый ферзь | b8 чёрный ферзь · c8 чёрная ладья · d8 чёрный конь · e8 чёрная ладья · f8 чёрный король · a7 белая ладья · b7 чёрная пешка · d7 чёрный слон · h7 чёрная пешка · b6 белая пешка · c6 чёрная пешка · e6 чёрная пешка · g6 чёрная пешка · h6 белая пешка · a5 белый конь · c5 белая пешка · d5 чёрная пешка · f5 чёрная пешка · g5 белая пешка · a4 белая ладья · d4 белая пешка · f4 белая пешка · d3 белый слон · e3 белая пешка · g2 белый король · a1 белый ферзь | b8 чёрный ферзь · c8 чёрная ладья · d8 чёрный конь · e8 чёрная ладья · f8 чёрный король · a7 белая ладья · b7 чёрная пешка · d7 чёрный слон · h7 чёрная пешка · b6 белая пешка · c6 чёрная пешка · e6 чёрная пешка · g6 чёрная пешка · h6 белая пешка · a5 белый конь · c5 белая пешка · d5 чёрная пешка · f5 чёрная пешка · g5 белая пешка · a4 белая ладья · d4 белая пешка · f4 белая пешка · d3 белый слон · e3 белая пешка · g2 белый король · a1 белый ферзь | 8 |
| 7 | b8 чёрный ферзь · c8 чёрная ладья · d8 чёрный конь · e8 чёрная ладья · f8 чёрный король · a7 белая ладья · b7 чёрная пешка · d7 чёрный слон · h7 чёрная пешка · b6 белая пешка · c6 чёрная пешка · e6 чёрная пешка · g6 чёрная пешка · h6 белая пешка · a5 белый конь · c5 белая пешка · d5 чёрная пешка · f5 чёрная пешка · g5 белая пешка · a4 белая ладья · d4 белая пешка · f4 белая пешка · d3 белый слон · e3 белая пешка · g2 белый король · a1 белый ферзь | b8 чёрный ферзь · c8 чёрная ладья · d8 чёрный конь · e8 чёрная ладья · f8 чёрный король · a7 белая ладья · b7 чёрная пешка · d7 чёрный слон · h7 чёрная пешка · b6 белая пешка · c6 чёрная пешка · e6 чёрная пешка · g6 чёрная пешка · h6 белая пешка · a5 белый конь · c5 белая пешка · d5 чёрная пешка · f5 чёрная пешка · g5 белая пешка · a4 белая ладья · d4 белая пешка · f4 белая пешка · d3 белый слон · e3 белая пешка · g2 белый король · a1 белый ферзь | b8 чёрный ферзь · c8 чёрная ладья · d8 чёрный конь · e8 чёрная ладья · f8 чёрный король · a7 белая ладья · b7 чёрная пешка · d7 чёрный слон · h7 чёрная пешка · b6 белая пешка · c6 чёрная пешка · e6 чёрная пешка · g6 чёрная пешка · h6 белая пешка · a5 белый конь · c5 белая пешка · d5 чёрная пешка · f5 чёрная пешка · g5 белая пешка · a4 белая ладья · d4 белая пешка · f4 белая пешка · d3 белый слон · e3 белая пешка · g2 белый король · a1 белый ферзь | b8 чёрный ферзь · c8 чёрная ладья · d8 чёрный конь · e8 чёрная ладья · f8 чёрный король · a7 белая ладья · b7 чёрная пешка · d7 чёрный слон · h7 чёрная пешка · b6 белая пешка · c6 чёрная пешка · e6 чёрная пешка · g6 чёрная пешка · h6 белая пешка · a5 белый конь · c5 белая пешка · d5 чёрная пешка · f5 чёрная пешка · g5 белая пешка · a4 белая ладья · d4 белая пешка · f4 белая пешка · d3 белый слон · e3 белая пешка · g2 белый король · a1 белый ферзь | b8 чёрный ферзь · c8 чёрная ладья · d8 чёрный конь · e8 чёрная ладья · f8 чёрный король · a7 белая ладья · b7 чёрная пешка · d7 чёрный слон · h7 чёрная пешка · b6 белая пешка · c6 чёрная пешка · e6 чёрная пешка · g6 чёрная пешка · h6 белая пешка · a5 белый конь · c5 белая пешка · d5 чёрная пешка · f5 чёрная пешка · g5 белая пешка · a4 белая ладья · d4 белая пешка · f4 белая пешка · d3 белый слон · e3 белая пешка · g2 белый король · a1 белый ферзь | b8 чёрный ферзь · c8 чёрная ладья · d8 чёрный конь · e8 чёрная ладья · f8 чёрный король · a7 белая ладья · b7 чёрная пешка · d7 чёрный слон · h7 чёрная пешка · b6 белая пешка · c6 чёрная пешка · e6 чёрная пешка · g6 чёрная пешка · h6 белая пешка · a5 белый конь · c5 белая пешка · d5 чёрная пешка · f5 чёрная пешка · g5 белая пешка · a4 белая ладья · d4 белая пешка · f4 белая пешка · d3 белый слон · e3 белая пешка · g2 белый король · a1 белый ферзь | b8 чёрный ферзь · c8 чёрная ладья · d8 чёрный конь · e8 чёрная ладья · f8 чёрный король · a7 белая ладья · b7 чёрная пешка · d7 чёрный слон · h7 чёрная пешка · b6 белая пешка · c6 чёрная пешка · e6 чёрная пешка · g6 чёрная пешка · h6 белая пешка · a5 белый конь · c5 белая пешка · d5 чёрная пешка · f5 чёрная пешка · g5 белая пешка · a4 белая ладья · d4 белая пешка · f4 белая пешка · d3 белый слон · e3 белая пешка · g2 белый король · a1 белый ферзь | b8 чёрный ферзь · c8 чёрная ладья · d8 чёрный конь · e8 чёрная ладья · f8 чёрный король · a7 белая ладья · b7 чёрная пешка · d7 чёрный слон · h7 чёрная пешка · b6 белая пешка · c6 чёрная пешка · e6 чёрная пешка · g6 чёрная пешка · h6 белая пешка · a5 белый конь · c5 белая пешка · d5 чёрная пешка · f5 чёрная пешка · g5 белая пешка · a4 белая ладья · d4 белая пешка · f4 белая пешка · d3 белый слон · e3 белая пешка · g2 белый король · a1 белый ферзь | 7 |
| 6 | b8 чёрный ферзь · c8 чёрная ладья · d8 чёрный конь · e8 чёрная ладья · f8 чёрный король · a7 белая ладья · b7 чёрная пешка · d7 чёрный слон · h7 чёрная пешка · b6 белая пешка · c6 чёрная пешка · e6 чёрная пешка · g6 чёрная пешка · h6 белая пешка · a5 белый конь · c5 белая пешка · d5 чёрная пешка · f5 чёрная пешка · g5 белая пешка · a4 белая ладья · d4 белая пешка · f4 белая пешка · d3 белый слон · e3 белая пешка · g2 белый король · a1 белый ферзь | b8 чёрный ферзь · c8 чёрная ладья · d8 чёрный конь · e8 чёрная ладья · f8 чёрный король · a7 белая ладья · b7 чёрная пешка · d7 чёрный слон · h7 чёрная пешка · b6 белая пешка · c6 чёрная пешка · e6 чёрная пешка · g6 чёрная пешка · h6 белая пешка · a5 белый конь · c5 белая пешка · d5 чёрная пешка · f5 чёрная пешка · g5 белая пешка · a4 белая ладья · d4 белая пешка · f4 белая пешка · d3 белый слон · e3 белая пешка · g2 белый король · a1 белый ферзь | b8 чёрный ферзь · c8 чёрная ладья · d8 чёрный конь · e8 чёрная ладья · f8 чёрный король · a7 белая ладья · b7 чёрная пешка · d7 чёрный слон · h7 чёрная пешка · b6 белая пешка · c6 чёрная пешка · e6 чёрная пешка · g6 чёрная пешка · h6 белая пешка · a5 белый конь · c5 белая пешка · d5 чёрная пешка · f5 чёрная пешка · g5 белая пешка · a4 белая ладья · d4 белая пешка · f4 белая пешка · d3 белый слон · e3 белая пешка · g2 белый король · a1 белый ферзь | b8 чёрный ферзь · c8 чёрная ладья · d8 чёрный конь · e8 чёрная ладья · f8 чёрный король · a7 белая ладья · b7 чёрная пешка · d7 чёрный слон · h7 чёрная пешка · b6 белая пешка · c6 чёрная пешка · e6 чёрная пешка · g6 чёрная пешка · h6 белая пешка · a5 белый конь · c5 белая пешка · d5 чёрная пешка · f5 чёрная пешка · g5 белая пешка · a4 белая ладья · d4 белая пешка · f4 белая пешка · d3 белый слон · e3 белая пешка · g2 белый король · a1 белый ферзь | b8 чёрный ферзь · c8 чёрная ладья · d8 чёрный конь · e8 чёрная ладья · f8 чёрный король · a7 белая ладья · b7 чёрная пешка · d7 чёрный слон · h7 чёрная пешка · b6 белая пешка · c6 чёрная пешка · e6 чёрная пешка · g6 чёрная пешка · h6 белая пешка · a5 белый конь · c5 белая пешка · d5 чёрная пешка · f5 чёрная пешка · g5 белая пешка · a4 белая ладья · d4 белая пешка · f4 белая пешка · d3 белый слон · e3 белая пешка · g2 белый король · a1 белый ферзь | b8 чёрный ферзь · c8 чёрная ладья · d8 чёрный конь · e8 чёрная ладья · f8 чёрный король · a7 белая ладья · b7 чёрная пешка · d7 чёрный слон · h7 чёрная пешка · b6 белая пешка · c6 чёрная пешка · e6 чёрная пешка · g6 чёрная пешка · h6 белая пешка · a5 белый конь · c5 белая пешка · d5 чёрная пешка · f5 чёрная пешка · g5 белая пешка · a4 белая ладья · d4 белая пешка · f4 белая пешка · d3 белый слон · e3 белая пешка · g2 белый король · a1 белый ферзь | b8 чёрный ферзь · c8 чёрная ладья · d8 чёрный конь · e8 чёрная ладья · f8 чёрный король · a7 белая ладья · b7 чёрная пешка · d7 чёрный слон · h7 чёрная пешка · b6 белая пешка · c6 чёрная пешка · e6 чёрная пешка · g6 чёрная пешка · h6 белая пешка · a5 белый конь · c5 белая пешка · d5 чёрная пешка · f5 чёрная пешка · g5 белая пешка · a4 белая ладья · d4 белая пешка · f4 белая пешка · d3 белый слон · e3 белая пешка · g2 белый король · a1 белый ферзь | b8 чёрный ферзь · c8 чёрная ладья · d8 чёрный конь · e8 чёрная ладья · f8 чёрный король · a7 белая ладья · b7 чёрная пешка · d7 чёрный слон · h7 чёрная пешка · b6 белая пешка · c6 чёрная пешка · e6 чёрная пешка · g6 чёрная пешка · h6 белая пешка · a5 белый конь · c5 белая пешка · d5 чёрная пешка · f5 чёрная пешка · g5 белая пешка · a4 белая ладья · d4 белая пешка · f4 белая пешка · d3 белый слон · e3 белая пешка · g2 белый король · a1 белый ферзь | 6 |
| 5 | b8 чёрный ферзь · c8 чёрная ладья · d8 чёрный конь · e8 чёрная ладья · f8 чёрный король · a7 белая ладья · b7 чёрная пешка · d7 чёрный слон · h7 чёрная пешка · b6 белая пешка · c6 чёрная пешка · e6 чёрная пешка · g6 чёрная пешка · h6 белая пешка · a5 белый конь · c5 белая пешка · d5 чёрная пешка · f5 чёрная пешка · g5 белая пешка · a4 белая ладья · d4 белая пешка · f4 белая пешка · d3 белый слон · e3 белая пешка · g2 белый король · a1 белый ферзь | b8 чёрный ферзь · c8 чёрная ладья · d8 чёрный конь · e8 чёрная ладья · f8 чёрный король · a7 белая ладья · b7 чёрная пешка · d7 чёрный слон · h7 чёрная пешка · b6 белая пешка · c6 чёрная пешка · e6 чёрная пешка · g6 чёрная пешка · h6 белая пешка · a5 белый конь · c5 белая пешка · d5 чёрная пешка · f5 чёрная пешка · g5 белая пешка · a4 белая ладья · d4 белая пешка · f4 белая пешка · d3 белый слон · e3 белая пешка · g2 белый король · a1 белый ферзь | b8 чёрный ферзь · c8 чёрная ладья · d8 чёрный конь · e8 чёрная ладья · f8 чёрный король · a7 белая ладья · b7 чёрная пешка · d7 чёрный слон · h7 чёрная пешка · b6 белая пешка · c6 чёрная пешка · e6 чёрная пешка · g6 чёрная пешка · h6 белая пешка · a5 белый конь · c5 белая пешка · d5 чёрная пешка · f5 чёрная пешка · g5 белая пешка · a4 белая ладья · d4 белая пешка · f4 белая пешка · d3 белый слон · e3 белая пешка · g2 белый король · a1 белый ферзь | b8 чёрный ферзь · c8 чёрная ладья · d8 чёрный конь · e8 чёрная ладья · f8 чёрный король · a7 белая ладья · b7 чёрная пешка · d7 чёрный слон · h7 чёрная пешка · b6 белая пешка · c6 чёрная пешка · e6 чёрная пешка · g6 чёрная пешка · h6 белая пешка · a5 белый конь · c5 белая пешка · d5 чёрная пешка · f5 чёрная пешка · g5 белая пешка · a4 белая ладья · d4 белая пешка · f4 белая пешка · d3 белый слон · e3 белая пешка · g2 белый король · a1 белый ферзь | b8 чёрный ферзь · c8 чёрная ладья · d8 чёрный конь · e8 чёрная ладья · f8 чёрный король · a7 белая ладья · b7 чёрная пешка · d7 чёрный слон · h7 чёрная пешка · b6 белая пешка · c6 чёрная пешка · e6 чёрная пешка · g6 чёрная пешка · h6 белая пешка · a5 белый конь · c5 белая пешка · d5 чёрная пешка · f5 чёрная пешка · g5 белая пешка · a4 белая ладья · d4 белая пешка · f4 белая пешка · d3 белый слон · e3 белая пешка · g2 белый король · a1 белый ферзь | b8 чёрный ферзь · c8 чёрная ладья · d8 чёрный конь · e8 чёрная ладья · f8 чёрный король · a7 белая ладья · b7 чёрная пешка · d7 чёрный слон · h7 чёрная пешка · b6 белая пешка · c6 чёрная пешка · e6 чёрная пешка · g6 чёрная пешка · h6 белая пешка · a5 белый конь · c5 белая пешка · d5 чёрная пешка · f5 чёрная пешка · g5 белая пешка · a4 белая ладья · d4 белая пешка · f4 белая пешка · d3 белый слон · e3 белая пешка · g2 белый король · a1 белый ферзь | b8 чёрный ферзь · c8 чёрная ладья · d8 чёрный конь · e8 чёрная ладья · f8 чёрный король · a7 белая ладья · b7 чёрная пешка · d7 чёрный слон · h7 чёрная пешка · b6 белая пешка · c6 чёрная пешка · e6 чёрная пешка · g6 чёрная пешка · h6 белая пешка · a5 белый конь · c5 белая пешка · d5 чёрная пешка · f5 чёрная пешка · g5 белая пешка · a4 белая ладья · d4 белая пешка · f4 белая пешка · d3 белый слон · e3 белая пешка · g2 белый король · a1 белый ферзь | b8 чёрный ферзь · c8 чёрная ладья · d8 чёрный конь · e8 чёрная ладья · f8 чёрный король · a7 белая ладья · b7 чёрная пешка · d7 чёрный слон · h7 чёрная пешка · b6 белая пешка · c6 чёрная пешка · e6 чёрная пешка · g6 чёрная пешка · h6 белая пешка · a5 белый конь · c5 белая пешка · d5 чёрная пешка · f5 чёрная пешка · g5 белая пешка · a4 белая ладья · d4 белая пешка · f4 белая пешка · d3 белый слон · e3 белая пешка · g2 белый король · a1 белый ферзь | 5 |
| 4 | b8 чёрный ферзь · c8 чёрная ладья · d8 чёрный конь · e8 чёрная ладья · f8 чёрный король · a7 белая ладья · b7 чёрная пешка · d7 чёрный слон · h7 чёрная пешка · b6 белая пешка · c6 чёрная пешка · e6 чёрная пешка · g6 чёрная пешка · h6 белая пешка · a5 белый конь · c5 белая пешка · d5 чёрная пешка · f5 чёрная пешка · g5 белая пешка · a4 белая ладья · d4 белая пешка · f4 белая пешка · d3 белый слон · e3 белая пешка · g2 белый король · a1 белый ферзь | b8 чёрный ферзь · c8 чёрная ладья · d8 чёрный конь · e8 чёрная ладья · f8 чёрный король · a7 белая ладья · b7 чёрная пешка · d7 чёрный слон · h7 чёрная пешка · b6 белая пешка · c6 чёрная пешка · e6 чёрная пешка · g6 чёрная пешка · h6 белая пешка · a5 белый конь · c5 белая пешка · d5 чёрная пешка · f5 чёрная пешка · g5 белая пешка · a4 белая ладья · d4 белая пешка · f4 белая пешка · d3 белый слон · e3 белая пешка · g2 белый король · a1 белый ферзь | b8 чёрный ферзь · c8 чёрная ладья · d8 чёрный конь · e8 чёрная ладья · f8 чёрный король · a7 белая ладья · b7 чёрная пешка · d7 чёрный слон · h7 чёрная пешка · b6 белая пешка · c6 чёрная пешка · e6 чёрная пешка · g6 чёрная пешка · h6 белая пешка · a5 белый конь · c5 белая пешка · d5 чёрная пешка · f5 чёрная пешка · g5 белая пешка · a4 белая ладья · d4 белая пешка · f4 белая пешка · d3 белый слон · e3 белая пешка · g2 белый король · a1 белый ферзь | b8 чёрный ферзь · c8 чёрная ладья · d8 чёрный конь · e8 чёрная ладья · f8 чёрный король · a7 белая ладья · b7 чёрная пешка · d7 чёрный слон · h7 чёрная пешка · b6 белая пешка · c6 чёрная пешка · e6 чёрная пешка · g6 чёрная пешка · h6 белая пешка · a5 белый конь · c5 белая пешка · d5 чёрная пешка · f5 чёрная пешка · g5 белая пешка · a4 белая ладья · d4 белая пешка · f4 белая пешка · d3 белый слон · e3 белая пешка · g2 белый король · a1 белый ферзь | b8 чёрный ферзь · c8 чёрная ладья · d8 чёрный конь · e8 чёрная ладья · f8 чёрный король · a7 белая ладья · b7 чёрная пешка · d7 чёрный слон · h7 чёрная пешка · b6 белая пешка · c6 чёрная пешка · e6 чёрная пешка · g6 чёрная пешка · h6 белая пешка · a5 белый конь · c5 белая пешка · d5 чёрная пешка · f5 чёрная пешка · g5 белая пешка · a4 белая ладья · d4 белая пешка · f4 белая пешка · d3 белый слон · e3 белая пешка · g2 белый король · a1 белый ферзь | b8 чёрный ферзь · c8 чёрная ладья · d8 чёрный конь · e8 чёрная ладья · f8 чёрный король · a7 белая ладья · b7 чёрная пешка · d7 чёрный слон · h7 чёрная пешка · b6 белая пешка · c6 чёрная пешка · e6 чёрная пешка · g6 чёрная пешка · h6 белая пешка · a5 белый конь · c5 белая пешка · d5 чёрная пешка · f5 чёрная пешка · g5 белая пешка · a4 белая ладья · d4 белая пешка · f4 белая пешка · d3 белый слон · e3 белая пешка · g2 белый король · a1 белый ферзь | b8 чёрный ферзь · c8 чёрная ладья · d8 чёрный конь · e8 чёрная ладья · f8 чёрный король · a7 белая ладья · b7 чёрная пешка · d7 чёрный слон · h7 чёрная пешка · b6 белая пешка · c6 чёрная пешка · e6 чёрная пешка · g6 чёрная пешка · h6 белая пешка · a5 белый конь · c5 белая пешка · d5 чёрная пешка · f5 чёрная пешка · g5 белая пешка · a4 белая ладья · d4 белая пешка · f4 белая пешка · d3 белый слон · e3 белая пешка · g2 белый король · a1 белый ферзь | b8 чёрный ферзь · c8 чёрная ладья · d8 чёрный конь · e8 чёрная ладья · f8 чёрный король · a7 белая ладья · b7 чёрная пешка · d7 чёрный слон · h7 чёрная пешка · b6 белая пешка · c6 чёрная пешка · e6 чёрная пешка · g6 чёрная пешка · h6 белая пешка · a5 белый конь · c5 белая пешка · d5 чёрная пешка · f5 чёрная пешка · g5 белая пешка · a4 белая ладья · d4 белая пешка · f4 белая пешка · d3 белый слон · e3 белая пешка · g2 белый король · a1 белый ферзь | 4 |
| 3 | b8 чёрный ферзь · c8 чёрная ладья · d8 чёрный конь · e8 чёрная ладья · f8 чёрный король · a7 белая ладья · b7 чёрная пешка · d7 чёрный слон · h7 чёрная пешка · b6 белая пешка · c6 чёрная пешка · e6 чёрная пешка · g6 чёрная пешка · h6 белая пешка · a5 белый конь · c5 белая пешка · d5 чёрная пешка · f5 чёрная пешка · g5 белая пешка · a4 белая ладья · d4 белая пешка · f4 белая пешка · d3 белый слон · e3 белая пешка · g2 белый король · a1 белый ферзь | b8 чёрный ферзь · c8 чёрная ладья · d8 чёрный конь · e8 чёрная ладья · f8 чёрный король · a7 белая ладья · b7 чёрная пешка · d7 чёрный слон · h7 чёрная пешка · b6 белая пешка · c6 чёрная пешка · e6 чёрная пешка · g6 чёрная пешка · h6 белая пешка · a5 белый конь · c5 белая пешка · d5 чёрная пешка · f5 чёрная пешка · g5 белая пешка · a4 белая ладья · d4 белая пешка · f4 белая пешка · d3 белый слон · e3 белая пешка · g2 белый король · a1 белый ферзь | b8 чёрный ферзь · c8 чёрная ладья · d8 чёрный конь · e8 чёрная ладья · f8 чёрный король · a7 белая ладья · b7 чёрная пешка · d7 чёрный слон · h7 чёрная пешка · b6 белая пешка · c6 чёрная пешка · e6 чёрная пешка · g6 чёрная пешка · h6 белая пешка · a5 белый конь · c5 белая пешка · d5 чёрная пешка · f5 чёрная пешка · g5 белая пешка · a4 белая ладья · d4 белая пешка · f4 белая пешка · d3 белый слон · e3 белая пешка · g2 белый король · a1 белый ферзь | b8 чёрный ферзь · c8 чёрная ладья · d8 чёрный конь · e8 чёрная ладья · f8 чёрный король · a7 белая ладья · b7 чёрная пешка · d7 чёрный слон · h7 чёрная пешка · b6 белая пешка · c6 чёрная пешка · e6 чёрная пешка · g6 чёрная пешка · h6 белая пешка · a5 белый конь · c5 белая пешка · d5 чёрная пешка · f5 чёрная пешка · g5 белая пешка · a4 белая ладья · d4 белая пешка · f4 белая пешка · d3 белый слон · e3 белая пешка · g2 белый король · a1 белый ферзь | b8 чёрный ферзь · c8 чёрная ладья · d8 чёрный конь · e8 чёрная ладья · f8 чёрный король · a7 белая ладья · b7 чёрная пешка · d7 чёрный слон · h7 чёрная пешка · b6 белая пешка · c6 чёрная пешка · e6 чёрная пешка · g6 чёрная пешка · h6 белая пешка · a5 белый конь · c5 белая пешка · d5 чёрная пешка · f5 чёрная пешка · g5 белая пешка · a4 белая ладья · d4 белая пешка · f4 белая пешка · d3 белый слон · e3 белая пешка · g2 белый король · a1 белый ферзь | b8 чёрный ферзь · c8 чёрная ладья · d8 чёрный конь · e8 чёрная ладья · f8 чёрный король · a7 белая ладья · b7 чёрная пешка · d7 чёрный слон · h7 чёрная пешка · b6 белая пешка · c6 чёрная пешка · e6 чёрная пешка · g6 чёрная пешка · h6 белая пешка · a5 белый конь · c5 белая пешка · d5 чёрная пешка · f5 чёрная пешка · g5 белая пешка · a4 белая ладья · d4 белая пешка · f4 белая пешка · d3 белый слон · e3 белая пешка · g2 белый король · a1 белый ферзь | b8 чёрный ферзь · c8 чёрная ладья · d8 чёрный конь · e8 чёрная ладья · f8 чёрный король · a7 белая ладья · b7 чёрная пешка · d7 чёрный слон · h7 чёрная пешка · b6 белая пешка · c6 чёрная пешка · e6 чёрная пешка · g6 чёрная пешка · h6 белая пешка · a5 белый конь · c5 белая пешка · d5 чёрная пешка · f5 чёрная пешка · g5 белая пешка · a4 белая ладья · d4 белая пешка · f4 белая пешка · d3 белый слон · e3 белая пешка · g2 белый король · a1 белый ферзь | b8 чёрный ферзь · c8 чёрная ладья · d8 чёрный конь · e8 чёрная ладья · f8 чёрный король · a7 белая ладья · b7 чёрная пешка · d7 чёрный слон · h7 чёрная пешка · b6 белая пешка · c6 чёрная пешка · e6 чёрная пешка · g6 чёрная пешка · h6 белая пешка · a5 белый конь · c5 белая пешка · d5 чёрная пешка · f5 чёрная пешка · g5 белая пешка · a4 белая ладья · d4 белая пешка · f4 белая пешка · d3 белый слон · e3 белая пешка · g2 белый король · a1 белый ферзь | 3 |
| 2 | b8 чёрный ферзь · c8 чёрная ладья · d8 чёрный конь · e8 чёрная ладья · f8 чёрный король · a7 белая ладья · b7 чёрная пешка · d7 чёрный слон · h7 чёрная пешка · b6 белая пешка · c6 чёрная пешка · e6 чёрная пешка · g6 чёрная пешка · h6 белая пешка · a5 белый конь · c5 белая пешка · d5 чёрная пешка · f5 чёрная пешка · g5 белая пешка · a4 белая ладья · d4 белая пешка · f4 белая пешка · d3 белый слон · e3 белая пешка · g2 белый король · a1 белый ферзь | b8 чёрный ферзь · c8 чёрная ладья · d8 чёрный конь · e8 чёрная ладья · f8 чёрный король · a7 белая ладья · b7 чёрная пешка · d7 чёрный слон · h7 чёрная пешка · b6 белая пешка · c6 чёрная пешка · e6 чёрная пешка · g6 чёрная пешка · h6 белая пешка · a5 белый конь · c5 белая пешка · d5 чёрная пешка · f5 чёрная пешка · g5 белая пешка · a4 белая ладья · d4 белая пешка · f4 белая пешка · d3 белый слон · e3 белая пешка · g2 белый король · a1 белый ферзь | b8 чёрный ферзь · c8 чёрная ладья · d8 чёрный конь · e8 чёрная ладья · f8 чёрный король · a7 белая ладья · b7 чёрная пешка · d7 чёрный слон · h7 чёрная пешка · b6 белая пешка · c6 чёрная пешка · e6 чёрная пешка · g6 чёрная пешка · h6 белая пешка · a5 белый конь · c5 белая пешка · d5 чёрная пешка · f5 чёрная пешка · g5 белая пешка · a4 белая ладья · d4 белая пешка · f4 белая пешка · d3 белый слон · e3 белая пешка · g2 белый король · a1 белый ферзь | b8 чёрный ферзь · c8 чёрная ладья · d8 чёрный конь · e8 чёрная ладья · f8 чёрный король · a7 белая ладья · b7 чёрная пешка · d7 чёрный слон · h7 чёрная пешка · b6 белая пешка · c6 чёрная пешка · e6 чёрная пешка · g6 чёрная пешка · h6 белая пешка · a5 белый конь · c5 белая пешка · d5 чёрная пешка · f5 чёрная пешка · g5 белая пешка · a4 белая ладья · d4 белая пешка · f4 белая пешка · d3 белый слон · e3 белая пешка · g2 белый король · a1 белый ферзь | b8 чёрный ферзь · c8 чёрная ладья · d8 чёрный конь · e8 чёрная ладья · f8 чёрный король · a7 белая ладья · b7 чёрная пешка · d7 чёрный слон · h7 чёрная пешка · b6 белая пешка · c6 чёрная пешка · e6 чёрная пешка · g6 чёрная пешка · h6 белая пешка · a5 белый конь · c5 белая пешка · d5 чёрная пешка · f5 чёрная пешка · g5 белая пешка · a4 белая ладья · d4 белая пешка · f4 белая пешка · d3 белый слон · e3 белая пешка · g2 белый король · a1 белый ферзь | b8 чёрный ферзь · c8 чёрная ладья · d8 чёрный конь · e8 чёрная ладья · f8 чёрный король · a7 белая ладья · b7 чёрная пешка · d7 чёрный слон · h7 чёрная пешка · b6 белая пешка · c6 чёрная пешка · e6 чёрная пешка · g6 чёрная пешка · h6 белая пешка · a5 белый конь · c5 белая пешка · d5 чёрная пешка · f5 чёрная пешка · g5 белая пешка · a4 белая ладья · d4 белая пешка · f4 белая пешка · d3 белый слон · e3 белая пешка · g2 белый король · a1 белый ферзь | b8 чёрный ферзь · c8 чёрная ладья · d8 чёрный конь · e8 чёрная ладья · f8 чёрный король · a7 белая ладья · b7 чёрная пешка · d7 чёрный слон · h7 чёрная пешка · b6 белая пешка · c6 чёрная пешка · e6 чёрная пешка · g6 чёрная пешка · h6 белая пешка · a5 белый конь · c5 белая пешка · d5 чёрная пешка · f5 чёрная пешка · g5 белая пешка · a4 белая ладья · d4 белая пешка · f4 белая пешка · d3 белый слон · e3 белая пешка · g2 белый король · a1 белый ферзь | b8 чёрный ферзь · c8 чёрная ладья · d8 чёрный конь · e8 чёрная ладья · f8 чёрный король · a7 белая ладья · b7 чёрная пешка · d7 чёрный слон · h7 чёрная пешка · b6 белая пешка · c6 чёрная пешка · e6 чёрная пешка · g6 чёрная пешка · h6 белая пешка · a5 белый конь · c5 белая пешка · d5 чёрная пешка · f5 чёрная пешка · g5 белая пешка · a4 белая ладья · d4 белая пешка · f4 белая пешка · d3 белый слон · e3 белая пешка · g2 белый король · a1 белый ферзь | 2 |
| 1 | b8 чёрный ферзь · c8 чёрная ладья · d8 чёрный конь · e8 чёрная ладья · f8 чёрный король · a7 белая ладья · b7 чёрная пешка · d7 чёрный слон · h7 чёрная пешка · b6 белая пешка · c6 чёрная пешка · e6 чёрная пешка · g6 чёрная пешка · h6 белая пешка · a5 белый конь · c5 белая пешка · d5 чёрная пешка · f5 чёрная пешка · g5 белая пешка · a4 белая ладья · d4 белая пешка · f4 белая пешка · d3 белый слон · e3 белая пешка · g2 белый король · a1 белый ферзь | b8 чёрный ферзь · c8 чёрная ладья · d8 чёрный конь · e8 чёрная ладья · f8 чёрный король · a7 белая ладья · b7 чёрная пешка · d7 чёрный слон · h7 чёрная пешка · b6 белая пешка · c6 чёрная пешка · e6 чёрная пешка · g6 чёрная пешка · h6 белая пешка · a5 белый конь · c5 белая пешка · d5 чёрная пешка · f5 чёрная пешка · g5 белая пешка · a4 белая ладья · d4 белая пешка · f4 белая пешка · d3 белый слон · e3 белая пешка · g2 белый король · a1 белый ферзь | b8 чёрный ферзь · c8 чёрная ладья · d8 чёрный конь · e8 чёрная ладья · f8 чёрный король · a7 белая ладья · b7 чёрная пешка · d7 чёрный слон · h7 чёрная пешка · b6 белая пешка · c6 чёрная пешка · e6 чёрная пешка · g6 чёрная пешка · h6 белая пешка · a5 белый конь · c5 белая пешка · d5 чёрная пешка · f5 чёрная пешка · g5 белая пешка · a4 белая ладья · d4 белая пешка · f4 белая пешка · d3 белый слон · e3 белая пешка · g2 белый король · a1 белый ферзь | b8 чёрный ферзь · c8 чёрная ладья · d8 чёрный конь · e8 чёрная ладья · f8 чёрный король · a7 белая ладья · b7 чёрная пешка · d7 чёрный слон · h7 чёрная пешка · b6 белая пешка · c6 чёрная пешка · e6 чёрная пешка · g6 чёрная пешка · h6 белая пешка · a5 белый конь · c5 белая пешка · d5 чёрная пешка · f5 чёрная пешка · g5 белая пешка · a4 белая ладья · d4 белая пешка · f4 белая пешка · d3 белый слон · e3 белая пешка · g2 белый король · a1 белый ферзь | b8 чёрный ферзь · c8 чёрная ладья · d8 чёрный конь · e8 чёрная ладья · f8 чёрный король · a7 белая ладья · b7 чёрная пешка · d7 чёрный слон · h7 чёрная пешка · b6 белая пешка · c6 чёрная пешка · e6 чёрная пешка · g6 чёрная пешка · h6 белая пешка · a5 белый конь · c5 белая пешка · d5 чёрная пешка · f5 чёрная пешка · g5 белая пешка · a4 белая ладья · d4 белая пешка · f4 белая пешка · d3 белый слон · e3 белая пешка · g2 белый король · a1 белый ферзь | b8 чёрный ферзь · c8 чёрная ладья · d8 чёрный конь · e8 чёрная ладья · f8 чёрный король · a7 белая ладья · b7 чёрная пешка · d7 чёрный слон · h7 чёрная пешка · b6 белая пешка · c6 чёрная пешка · e6 чёрная пешка · g6 чёрная пешка · h6 белая пешка · a5 белый конь · c5 белая пешка · d5 чёрная пешка · f5 чёрная пешка · g5 белая пешка · a4 белая ладья · d4 белая пешка · f4 белая пешка · d3 белый слон · e3 белая пешка · g2 белый король · a1 белый ферзь | b8 чёрный ферзь · c8 чёрная ладья · d8 чёрный конь · e8 чёрная ладья · f8 чёрный король · a7 белая ладья · b7 чёрная пешка · d7 чёрный слон · h7 чёрная пешка · b6 белая пешка · c6 чёрная пешка · e6 чёрная пешка · g6 чёрная пешка · h6 белая пешка · a5 белый конь · c5 белая пешка · d5 чёрная пешка · f5 чёрная пешка · g5 белая пешка · a4 белая ладья · d4 белая пешка · f4 белая пешка · d3 белый слон · e3 белая пешка · g2 белый король · a1 белый ферзь | b8 чёрный ферзь · c8 чёрная ладья · d8 чёрный конь · e8 чёрная ладья · f8 чёрный король · a7 белая ладья · b7 чёрная пешка · d7 чёрный слон · h7 чёрная пешка · b6 белая пешка · c6 чёрная пешка · e6 чёрная пешка · g6 чёрная пешка · h6 белая пешка · a5 белый конь · c5 белая пешка · d5 чёрная пешка · f5 чёрная пешка · g5 белая пешка · a4 белая ладья · d4 белая пешка · f4 белая пешка · d3 белый слон · e3 белая пешка · g2 белый король · a1 белый ферзь | 1 |
|   | a | b | c | d | e | f | g | h |   |

Чёрные играли слабо и позволили себя зажать по всей доске. Капабланка изящно заканчивает партию: 55. Сa6! bxa6. 56. Лxd7 Лe7. 57. Лxd8+ Лxd8. 58. Кxc6 Чёрные сдались.
После 1927 года в спортивной карьере Капабланки начался новый этап, он стал чаще выступать в соревнованиях, отчасти и для того, чтобы доказать, что именно он должен играть матч на первенство мира (матч-реванш) с Алехиным. В 1928—1931 годах Капабланка участвовал в 11 турнирах, занимая первые или вторые места, и выиграл матч у М. Эйве в Голландии (1931, +2 −0 =8). Он занял 1-е место в Берлине (1928), дважды в Будапеште (1928 и 1929), в Рамсгейте и Барселоне (1929), Гастингсе (1929/1930), Нью-Йорке (1931); 2-е — в Бад-Киссингене (1928), Карлсбаде (1929), Гастингсе (1930/1931). В то же время большая часть этих побед была одержана в турнирах с небольшим количеством действительно сильных соперников; исключением был двухкруговой турнир в Берлине, который Капабланка прошёл без поражений, опередив Нимцовича на полтора очка и единственный раз в жизни обыграв Рубинштейна. В Бад-Киссингене кубинец на очко отстал от Боголюбова, но победа Капабланки в личной встрече, где он переиграл соперника в окончании, имела большой резонанс. На крупном турнире в Карлсбаде Капабланка за шесть туров до конца лидировал вместе со Шпильманом, но на финише потерпел два поражения, в том числе зевнул фигуру в партии с Земишем на девятом ходу. В итоге турнир выиграл Нимцович. В целом период после поражения от Алехина ознаменовал спад в игре Капабланки, он начал чередовать блестящие партии и неожиданные для игрока топ-уровня ошибки.
После победы в матче Алехин заявлял, что готов играть матч-реванш по правилам Лондонского протокола (в том числе с условием о том, что претендент обеспечит призовой фонд в 10 000 долларов). В начале 1928 года Капабланка предложил сначала Алехину, а потом первому президенту созданной за четыре года до этого ФИДЕ Рюэбу проект изменений к «Лондонскому протоколу». Основным изменением должно было стать ограничение общего количества партий в матче до 16. Таким образом, победителем становился тот, кто первым одержит шесть побед, а если после шестнадцати партий никому это не удалось — то тот, кто к этому моменту наберёт больше очков. Без ограничения по количеству партий, по мнению Капабланки, матч превращался в соревнование на выносливость. Предложение Капабланки в итоге не было принято. В 1929 году Алехин сыграл матч с Боголюбовым, в котором одержал убедительную победу. Безуспешные попытки Капабланки добиться матча-реванша привели только к ухудшению отношений между бывшим и действующим чемпионом. До ноттингемского турнира 1936 года они не выступали вместе.
Хотя Алехин и отказался играть по изменённой формуле с Капабланкой, его матч с Боголюбовым уже был ограничен тридцатью партиями. Последующие матчи за мировое первенство также большей частью игрались с лимитом общего числа партий, хотя сокращение до того количества, которое предлагал Капабланка, произошло гораздо позже его смерти, в матче между Каспаровым и Крамником в 2000 году. Регламент этого матча предполагал 16 партий с классическим контролем времени.
С 1932 года по конец 1934 года (традиционный рождественский турнир в Гастингсе) Капабланка не выступал в соревнованиях, ограничиваясь лёгкими партиями в Манхэттенском клубе. После возвращения экс-чемпион начал с четвёртого места в Гастингсе (1934/1935), где из девяти партий проиграл сразу две. Московский международный турнир 1935 года Капабланка закончил на четвёртом месте, на очко отстав от Ботвинника и Флора и на пол-очка — от 66-летнего Ласкера, третье место которого в столь представительном соревновании в таком возрасте расценивалось как «биологическое чудо». К тому же Ласкер во второй и последний раз в жизни выиграл у Капабланки в личной встрече. Через полтора месяца Капабланка занял второе место в Маргейте, через год в том же Маргейте он повторил этот результат.

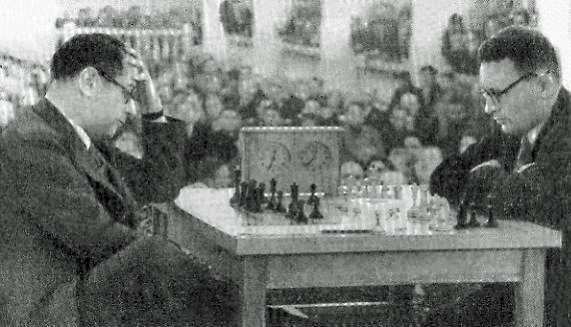
Капабланка и Ботвинник

Но в том же 1936 году Капабланка вновь добился крупных успехов. Сначала он выиграл 3-й московский международный турнир, где десять шахматистов играли в два круга. Кубинец не потерпел ни одного поражения и на очко обошёл Ботвинника. Третий призёр Флор отстал сразу на 3½ очка. В определённом роде решающей стала личная встреча Капабланки и Ботвинника в седьмом туре, в которой советский шахматист долгое время имел выигрышную позицию, но в итоге допустил несколько ошибок и упустил даже ничью. Вторая жена Хосе Рауля Капабланки О. Е. Капабланка-Кларк (в девичестве — Чубарова) сообщила доктору исторических наук А. Сизоненко в Нью-Йорке в январе 1991 года, что после возвращения с Московского турнира 1936 года Капабланка рассказывал ей, что один из туров из-за портьеры наблюдал Сталин. После тура Капабланку представили Сталину. Кубинец пожаловался, что советские участники играют с ним в полную силу, а с лидером турнира советским гроссмейстером Михаилом Ботвинником не в полную силу. Сталин заявил, что этого больше не будет. После этого ситуация резко изменилась.
Затем Капабланка разделил с Ботвинником первое место в турнире в Ноттингеме, обойдя Эйве, Ласкера и Алехина. Ноттингем стал первым турниром, в котором Капабланка сыграл с Алехиным уже после того, как он утратил звание чемпиона мира (годом ранее Алехин был побеждён Эйве). Победа, одержанная в этой партии, была особенно важна для кубинца. Московский и ноттингемский турниры также стали единственными турнирами, в которых Капабланка занял место выше Ласкера.
В 1934 году Капабланка познакомился с Ольгой Чагодаевой, русской эмигранткой, а в 1938 году они поженились. Уже с середины 1930-х годов Ольга постоянно ездила с Капабланкой на соревнования, хотя сама шахматами никогда не занималась. После оформления развода с первой женой её влиятельные родственники добились понижения Капабланки по службе до должности атташе по коммерческим делам в посольстве Кубы в Нью-Йорке.

### Последние годы жизни
В конце 1930-х годов Капабланка принял участие в нескольких турнирах. На двухкруговом турнире, прошедшем в сентябре 1937 года в австрийских городах Земмеринг и Баден, он поделил 3—4-е места с Решевским, отстав от Кереса на полтора очка. При этом в четырнадцати партиях он одержал всего две победы при одиннадцати ничьих и одном поражении (от Элисказеса). На этом турнире Капабланка допустил слишком много нехарактерных для себя технических ошибок, которые несколько раз не позволили ему использовать выгодную позицию или лишнюю пешку. При этом Капабланка не терял надежды вернуть звание чемпиона мира: он говорил о планах вызвать на матч победителя матча-реванша между Алехиным и Эйве, который должен был пройти в конце года. В следующем году он выиграл двухкруговой турнир в Париже со сравнительно слабым составом.
Самой крупной неудачей в карьере Капабланки стал АВРО-турнир 1938 года. В двухкруговом турнире с участием восьми сильнейших шахматистов мира Капабланка занял предпоследнее место и впервые в жизни набрал в турнире менее половины очков. Частично это объясняется тяжёлыми условиями, которые давали преимущество более молодым и физически готовым спортсменам (перед каждым туром участники переезжали в новый город). Другая причина — ухудшение здоровья кубинца, который начал страдать от артериальной гипертензии; по свидетельству Ольги Чагодаевой, в ходе турнира Капабланка перенёс инфаркт. Однако при этом Капабланка в целом заметно уступал по игре и соперникам, и самому себе периода расцвета.
В 1939 году Капабланка поделил с Флором 2—3-е места на турнире в Маргейте, на очко отстав от Кереса. В том же году он возглавлял сборную Кубы на Всемирной шахматной олимпиаде в Буэнос-Айресе. Капабланка не проиграл ни одной партии и показал лучший результат на 1-й доске, а сборная вышла в главный финал, но там заняла место в нижней половине таблицы. За сборную Франции играл Алехин, а за сборную Эстонии — Керес, но ни тот, ни другой не сыграли с Капабланкой. Когда Куба играла с Францией, Капабланка пропустил матч.
На олимпиаде в Буэнос-Айресе Капабланка, достигший хорошей спортивной формы, вновь вызвал Алехина на матч-реванш в Аргентине. Его поддержал президент Аргентинской шахматной федерации Карлос Керенсио. Алехин отказался, ответив, что он является военнообязанным и должен быть мобилизован во французскую армию из-за начавшейся во время олимпиады Второй мировой войны. В 1941 году Алехин был готов приехать на Кубу, и Капабланка просил кубинское правительство профинансировать матч и поездку Алехина на Кубу, но получил отказ. Ещё раньше, в 1938 году, правительство обещало Капабланке кредит на проведение матча-реванша, но так и не выделило денег. Не имея собственных средств, Капабланка был вынужден отказаться от идеи проведения матча и вернулся в Нью-Йорк, где работал в кубинском консульстве.

### Смерть и похороны

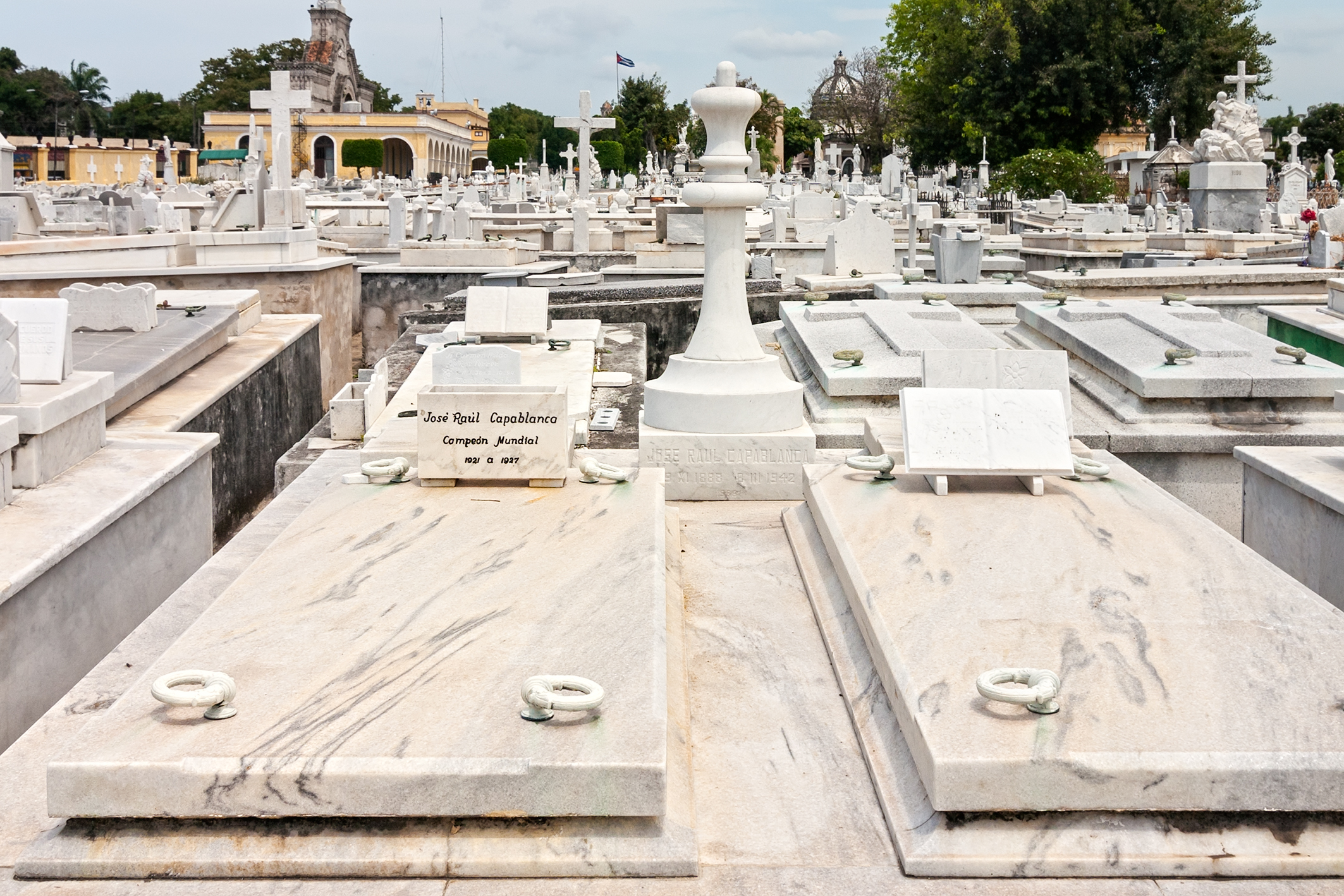
Могила Капабланки на кладбище имени Христофора Колумба

Ещё в конце 1930-х годов начала давать знать о себе наследственная предрасположенность к сосудистым заболеваниям. Здоровье экс-чемпиона пошатнулось, ему всё труднее было выдерживать многочасовое напряжение. В субботу, 7 марта 1942 года, когда Капабланка наблюдал за игрой в Манхэттенском шахматном клубе, который он часто посещал, ему внезапно стало плохо, и он потерял сознание. Капабланка был доставлен в больницу «Маунт Синай». Вечером следующего дня он скончался. Причиной смерти было определено кровоизлияние в мозг, вызванное артериальной гипертензией. В том же госпитале чуть более чем за год до этого, 11 января 1941 года, скончался Эмануил Ласкер.
Два дня тело Капабланки находилось в Нью-Йорке, куда из Вашингтона приехали на церемонию прощания кубинские дипломаты, затем оно было перевезено в Гавану. Поминальная церемония прошла в Капитолии, в ней приняли участие высшие должностные лица государства, затем тысячи людей сопровождали траурный кортеж до кладбища Колон. Президент Кубы Фульхенсио Батиста лично участвовал в организации церемонии.

## Личная жизнь
Капабланка был очень известен и популярен по всему миру, благодаря чему о нём осталось множество воспоминаний. Большинство вспоминают Капабланку как чрезвычайно воспитанного, вежливого, очень приятного и лёгкого в общении человека. Даже с соперниками он всегда был очень доброжелателен. Он прекрасно одевался, в любой обстановке держался спокойно и непринуждённо, его не смущало внимание публики. Капабланка хорошо разбирался в театре, музыке, балете, изобразительном искусстве, увлекался теннисом. По воспоминаниям, неожиданно быстро выиграв выставочную партию у Бернштейна (см. диаграмму выше), он воскликнул «Вот хорошо! Я ещё успею попасть на балет!» Помимо родного испанского языка, кубинец свободно владел английским, французским и немецким.
Благодаря своей славе, а также образованности и элегантности в общении Капабланка пользовался успехом у женщин. В 1921 году он женился на кубинке Глории Симони Бетанкур, которая была на пять лет моложе него (родилась 19 апреля 1893 года). Глория родила Капабланке двоих детей: старшего, сына, родители назвали Хосе Рауль (родился 2 января 1923 года), дочь — Глорией (родилась 23 июня 1925 года), передав, таким образом, детям свои имена. Капабланка любил своих детей и был заботливым отцом. Перед поездкой на московский турнир в 1925 году он оставил на случай своего невозвращения письмо, изложив в нём самые главные принципы, которых должен был, по его мнению, придерживаться его сын в жизни, в том числе он напутствовал его стать юристом.
Первый брак de facto распался через несколько лет. Капабланка много путешествовал, имел романы с другими женщинами. У Глории также был любовник. В 1934 Капабланка познакомился с Ольгой Чагодаевой (урождённая Чубарова) — русской эмигранткой, первый муж которой был белым офицером. По одной версии, встреча произошла на вечеринке у общего знакомого, по другой — на приёме в кубинском консульстве. Хотя Капабланка всё ещё был женат, они стали жить вместе. Ольга сопровождала мужа в его поездках на турниры. После четырёхлетней совместной жизни с Ольгой Капабланка получил развод и вступил в новый брак в 1938 году, за три недели до АВРО-турнира.
Ольга пережила мужа более чем на полвека — она умерла в 1994 году, в возрасте 95 лет. Она оставила воспоминания о Капабланке, а перед смертью передала его бумаги Манхэттенскому шахматному клубу. Ольга ещё дважды вышла замуж, её последним мужем был адмирал Джозеф Кларк, участник Второй мировой и Корейской войн.

## Творчество и наследие

### Классические шахматы
В игре Капабланки обычно отмечают точность, интуицию, тонкое понимание позиции, быстроту расчёта вариантов, техничность в реализации материального и позиционного перевеса и точную игру в эндшпиле. По словам Ласкера, «его [Капабланки] идеал — побеждать путём маневрирования. Гениальность Капабланки проявляется в нащупывании слабых пунктов позиции противника. Малейшая слабость не укроется от его зоркого глаза». Впрочем, Роберт Фишер возражал против объявления Капабланки величайшим мастером эндшпиля, он говорил, что Капабланка решал исход партии ещё в миттельшпиле, просто противник не всегда понимал это.
На пике своей шахматной карьеры кубинец приобрёл репутацию «шахматной машины в образе человека», виртуоза шахматной техники, безошибочно использующего малейшие позиционные преимущества. Капабланка входит практически во все рейтинги сильнейших шахматистов в истории. В книге гроссмейстера Кина и математика Дивинского «Warriors of the Mind» (1989) Капабланка занимает пятое место; изобретатель шахматного рейтинга Арпад Эло в 1978 году составил виртуальный рейтинг-лист, в котором Капабланка был на первом месте с рейтингом 2725 (рейтинг высчитывался на основе результатов за лучшие пять последовательных лет выступлений). Фишер и Ананд, когда им предлагали составить свою десятку величайших шахматистов, также включили в неё Капабланку.
Как современники, так и шахматисты последующих поколений часто говорили о гениальности Капабланки даже в сравнении с другими великими шахматистами. Эта гениальность проявлялась в том, что мастерство и шахматное чутьё, которые другие приобретали упорным трудом и долгим изучением теории, у Капабланки казались врождёнными, он крайне мало занимался шахматами, почти не готовился к ответственным играм, но при этом в игре превосходил всех современников. По мнению Крамника, Капабланка был в шахматах тем же, чем Моцарт в музыке. Рети в своей книге «Мастера шахматной доски» проводит параллели между Капабланкой и Рубинштейном, который также считался мастером позиционной игры и эндшпиля, а также претендентом на матч с Ласкером. Рети писал, что Капабланку можно сравнить с носителем языка, а Рубинштейна, который научился играть лишь в 18 лет, — с искусным оратором, выступающим на неродном языке. Игра Рубинштейна более глубока, но в ней случаются необъяснимые грубые ошибки, в то время как игра Капабланки проста и естественна. В то же время одной из главных причин поражения от Алехина называют самоуверенность и слабую подготовку кубинца, который рассчитывал исключительно на интуицию и собственное мастерство за доской, в то время как Алехин серьёзно готовился к матчу и целенаправленно изучал противника, его манеру игры, сильные и слабые стороны.
Возможно, наиболее развёрнутая критика стиля Капабланки принадлежит Александру Алехину, изучавшему манеру игры соперника перед матчем на первенство мира 1927 года. Алехин писал, что Капабланка играет дебют излишне осторожно, что, впрочем, не даёт противнику шанса выиграть за счёт дебютных новинок:

Инстинкт самосохранения, которому служит утончённейшая интуиция Капабланки, сразу же обрекает на неудачу всякую попытку добиться перевеса в партии против него, применив в дебюте новое продолжение… наоборот, в подобных случаях он проявляет максимум своих сил и всегда находит единственно правильное продолжение.

Ярче всего, по мнению Алехина, талант Капабланки проявляется в миттельшпиле, однако, по словам Алехина, в этой стадии партии кубинца могут подводить именно те способности, которые создали ему славу непобедимого, — интуиция и быстрота схватывания позиции:

Наряду с очевидными преимуществами, которые даёт быстрота схватывания — способность почти одновременно видеть целый ряд тактических моментов, имеющихся в каждом сложном положении (экономичность мышления и вследствие этого вера в себя), с ним связана некоторая опасность: шахматист может прийти к ошибочному выводу, что те хорошие ходы, которые он при знакомстве с положением видит сразу, обязательно наилучшие, вследствие чего его творчество столько же теряет в глубине, сколько выигрывает в лёгкости.

Эндшпильную технику Капабланки Алехин находил недостаточной для шахматиста такого уровня, говоря, что наибольшее количество ошибок Капабланка допускает именно в конце партии.
В отличие от своего предшественника на шахматном троне Ласкера, Капабланка не признавал в шахматах психологического элемента. Он говорил: «Когда садишься за доску, надо думать только о позиции, а не о противнике. Рассматривать ли шахматы как науку, или искусство, или спорт, всё равно психология к ним не имеет никакого отношения и только стоит на пути к настоящим шахматам».
К числу новых для того времени стратегических приёмов, разработанных Капабланкой, можно отнести выключение лёгкой фигуры соперника из игры с последующим развитием активности на другом фланге, использование открытых линий, захват ключевых пунктов позиции и так далее. Ботвинник отмечал высказывание Капабланки, что в шахматах имеют значение только материал и контроль полей, и делал вывод, что позиционная игра по Капабланке может быть описана как «контроль полей».
Распространённое мнение, согласно которому Капабланка совершенно не интересовался дебютной теорией, восходит в первую очередь к раннему периоду кубинца и некоторым высказываниям в «Моей шахматной карьере», а также объясняется тем, что теории почти не уделено места в учебниках за авторством Капабланки. В своих излюбленных дебютах ферзевом гамбите и новоиндийской защите Капабланка много анализировал долговременные стратегии игры за оба цвета. Его именем называют вариант 1. d4 d5 2. c4 e6 3. Кc3 Кf6 4. Сg5 Сe7 5. e3 0-0 6. Кf3 Кbd7 7. Лc1 c6 8. Сd3 dc 9. Сxc4 Кd5 в ферзевом гамбите и 1. d4 Кf6 2. c4 e6 3. Кf3 b6 4. Сg5 Сb7 5. Кc3 Сe7 6. e3 Кe4 в новоиндийской защите.

### Шахматная композиция
|   | a | b | c | d | e | f | g | h |   |
| - | --- | --- | --- | --- | --- | --- | --- | --- | - |
| 8 | h7 чёрная ладья · c6 чёрная пешка · f6 чёрная пешка · g6 чёрная пешка · c5 чёрная пешка · g5 чёрная пешка · a4 чёрный король · g4 чёрная пешка · d3 белый король · e3 белый конь · g3 чёрная пешка · b1 белая ладья | h7 чёрная ладья · c6 чёрная пешка · f6 чёрная пешка · g6 чёрная пешка · c5 чёрная пешка · g5 чёрная пешка · a4 чёрный король · g4 чёрная пешка · d3 белый король · e3 белый конь · g3 чёрная пешка · b1 белая ладья | h7 чёрная ладья · c6 чёрная пешка · f6 чёрная пешка · g6 чёрная пешка · c5 чёрная пешка · g5 чёрная пешка · a4 чёрный король · g4 чёрная пешка · d3 белый король · e3 белый конь · g3 чёрная пешка · b1 белая ладья | h7 чёрная ладья · c6 чёрная пешка · f6 чёрная пешка · g6 чёрная пешка · c5 чёрная пешка · g5 чёрная пешка · a4 чёрный король · g4 чёрная пешка · d3 белый король · e3 белый конь · g3 чёрная пешка · b1 белая ладья | h7 чёрная ладья · c6 чёрная пешка · f6 чёрная пешка · g6 чёрная пешка · c5 чёрная пешка · g5 чёрная пешка · a4 чёрный король · g4 чёрная пешка · d3 белый король · e3 белый конь · g3 чёрная пешка · b1 белая ладья | h7 чёрная ладья · c6 чёрная пешка · f6 чёрная пешка · g6 чёрная пешка · c5 чёрная пешка · g5 чёрная пешка · a4 чёрный король · g4 чёрная пешка · d3 белый король · e3 белый конь · g3 чёрная пешка · b1 белая ладья | h7 чёрная ладья · c6 чёрная пешка · f6 чёрная пешка · g6 чёрная пешка · c5 чёрная пешка · g5 чёрная пешка · a4 чёрный король · g4 чёрная пешка · d3 белый король · e3 белый конь · g3 чёрная пешка · b1 белая ладья | h7 чёрная ладья · c6 чёрная пешка · f6 чёрная пешка · g6 чёрная пешка · c5 чёрная пешка · g5 чёрная пешка · a4 чёрный король · g4 чёрная пешка · d3 белый король · e3 белый конь · g3 чёрная пешка · b1 белая ладья | 8 |
| 7 | h7 чёрная ладья · c6 чёрная пешка · f6 чёрная пешка · g6 чёрная пешка · c5 чёрная пешка · g5 чёрная пешка · a4 чёрный король · g4 чёрная пешка · d3 белый король · e3 белый конь · g3 чёрная пешка · b1 белая ладья | h7 чёрная ладья · c6 чёрная пешка · f6 чёрная пешка · g6 чёрная пешка · c5 чёрная пешка · g5 чёрная пешка · a4 чёрный король · g4 чёрная пешка · d3 белый король · e3 белый конь · g3 чёрная пешка · b1 белая ладья | h7 чёрная ладья · c6 чёрная пешка · f6 чёрная пешка · g6 чёрная пешка · c5 чёрная пешка · g5 чёрная пешка · a4 чёрный король · g4 чёрная пешка · d3 белый король · e3 белый конь · g3 чёрная пешка · b1 белая ладья | h7 чёрная ладья · c6 чёрная пешка · f6 чёрная пешка · g6 чёрная пешка · c5 чёрная пешка · g5 чёрная пешка · a4 чёрный король · g4 чёрная пешка · d3 белый король · e3 белый конь · g3 чёрная пешка · b1 белая ладья | h7 чёрная ладья · c6 чёрная пешка · f6 чёрная пешка · g6 чёрная пешка · c5 чёрная пешка · g5 чёрная пешка · a4 чёрный король · g4 чёрная пешка · d3 белый король · e3 белый конь · g3 чёрная пешка · b1 белая ладья | h7 чёрная ладья · c6 чёрная пешка · f6 чёрная пешка · g6 чёрная пешка · c5 чёрная пешка · g5 чёрная пешка · a4 чёрный король · g4 чёрная пешка · d3 белый король · e3 белый конь · g3 чёрная пешка · b1 белая ладья | h7 чёрная ладья · c6 чёрная пешка · f6 чёрная пешка · g6 чёрная пешка · c5 чёрная пешка · g5 чёрная пешка · a4 чёрный король · g4 чёрная пешка · d3 белый король · e3 белый конь · g3 чёрная пешка · b1 белая ладья | h7 чёрная ладья · c6 чёрная пешка · f6 чёрная пешка · g6 чёрная пешка · c5 чёрная пешка · g5 чёрная пешка · a4 чёрный король · g4 чёрная пешка · d3 белый король · e3 белый конь · g3 чёрная пешка · b1 белая ладья | 7 |
| 6 | h7 чёрная ладья · c6 чёрная пешка · f6 чёрная пешка · g6 чёрная пешка · c5 чёрная пешка · g5 чёрная пешка · a4 чёрный король · g4 чёрная пешка · d3 белый король · e3 белый конь · g3 чёрная пешка · b1 белая ладья | h7 чёрная ладья · c6 чёрная пешка · f6 чёрная пешка · g6 чёрная пешка · c5 чёрная пешка · g5 чёрная пешка · a4 чёрный король · g4 чёрная пешка · d3 белый король · e3 белый конь · g3 чёрная пешка · b1 белая ладья | h7 чёрная ладья · c6 чёрная пешка · f6 чёрная пешка · g6 чёрная пешка · c5 чёрная пешка · g5 чёрная пешка · a4 чёрный король · g4 чёрная пешка · d3 белый король · e3 белый конь · g3 чёрная пешка · b1 белая ладья | h7 чёрная ладья · c6 чёрная пешка · f6 чёрная пешка · g6 чёрная пешка · c5 чёрная пешка · g5 чёрная пешка · a4 чёрный король · g4 чёрная пешка · d3 белый король · e3 белый конь · g3 чёрная пешка · b1 белая ладья | h7 чёрная ладья · c6 чёрная пешка · f6 чёрная пешка · g6 чёрная пешка · c5 чёрная пешка · g5 чёрная пешка · a4 чёрный король · g4 чёрная пешка · d3 белый король · e3 белый конь · g3 чёрная пешка · b1 белая ладья | h7 чёрная ладья · c6 чёрная пешка · f6 чёрная пешка · g6 чёрная пешка · c5 чёрная пешка · g5 чёрная пешка · a4 чёрный король · g4 чёрная пешка · d3 белый король · e3 белый конь · g3 чёрная пешка · b1 белая ладья | h7 чёрная ладья · c6 чёрная пешка · f6 чёрная пешка · g6 чёрная пешка · c5 чёрная пешка · g5 чёрная пешка · a4 чёрный король · g4 чёрная пешка · d3 белый король · e3 белый конь · g3 чёрная пешка · b1 белая ладья | h7 чёрная ладья · c6 чёрная пешка · f6 чёрная пешка · g6 чёрная пешка · c5 чёрная пешка · g5 чёрная пешка · a4 чёрный король · g4 чёрная пешка · d3 белый король · e3 белый конь · g3 чёрная пешка · b1 белая ладья | 6 |
| 5 | h7 чёрная ладья · c6 чёрная пешка · f6 чёрная пешка · g6 чёрная пешка · c5 чёрная пешка · g5 чёрная пешка · a4 чёрный король · g4 чёрная пешка · d3 белый король · e3 белый конь · g3 чёрная пешка · b1 белая ладья | h7 чёрная ладья · c6 чёрная пешка · f6 чёрная пешка · g6 чёрная пешка · c5 чёрная пешка · g5 чёрная пешка · a4 чёрный король · g4 чёрная пешка · d3 белый король · e3 белый конь · g3 чёрная пешка · b1 белая ладья | h7 чёрная ладья · c6 чёрная пешка · f6 чёрная пешка · g6 чёрная пешка · c5 чёрная пешка · g5 чёрная пешка · a4 чёрный король · g4 чёрная пешка · d3 белый король · e3 белый конь · g3 чёрная пешка · b1 белая ладья | h7 чёрная ладья · c6 чёрная пешка · f6 чёрная пешка · g6 чёрная пешка · c5 чёрная пешка · g5 чёрная пешка · a4 чёрный король · g4 чёрная пешка · d3 белый король · e3 белый конь · g3 чёрная пешка · b1 белая ладья | h7 чёрная ладья · c6 чёрная пешка · f6 чёрная пешка · g6 чёрная пешка · c5 чёрная пешка · g5 чёрная пешка · a4 чёрный король · g4 чёрная пешка · d3 белый король · e3 белый конь · g3 чёрная пешка · b1 белая ладья | h7 чёрная ладья · c6 чёрная пешка · f6 чёрная пешка · g6 чёрная пешка · c5 чёрная пешка · g5 чёрная пешка · a4 чёрный король · g4 чёрная пешка · d3 белый король · e3 белый конь · g3 чёрная пешка · b1 белая ладья | h7 чёрная ладья · c6 чёрная пешка · f6 чёрная пешка · g6 чёрная пешка · c5 чёрная пешка · g5 чёрная пешка · a4 чёрный король · g4 чёрная пешка · d3 белый король · e3 белый конь · g3 чёрная пешка · b1 белая ладья | h7 чёрная ладья · c6 чёрная пешка · f6 чёрная пешка · g6 чёрная пешка · c5 чёрная пешка · g5 чёрная пешка · a4 чёрный король · g4 чёрная пешка · d3 белый король · e3 белый конь · g3 чёрная пешка · b1 белая ладья | 5 |
| 4 | h7 чёрная ладья · c6 чёрная пешка · f6 чёрная пешка · g6 чёрная пешка · c5 чёрная пешка · g5 чёрная пешка · a4 чёрный король · g4 чёрная пешка · d3 белый король · e3 белый конь · g3 чёрная пешка · b1 белая ладья | h7 чёрная ладья · c6 чёрная пешка · f6 чёрная пешка · g6 чёрная пешка · c5 чёрная пешка · g5 чёрная пешка · a4 чёрный король · g4 чёрная пешка · d3 белый король · e3 белый конь · g3 чёрная пешка · b1 белая ладья | h7 чёрная ладья · c6 чёрная пешка · f6 чёрная пешка · g6 чёрная пешка · c5 чёрная пешка · g5 чёрная пешка · a4 чёрный король · g4 чёрная пешка · d3 белый король · e3 белый конь · g3 чёрная пешка · b1 белая ладья | h7 чёрная ладья · c6 чёрная пешка · f6 чёрная пешка · g6 чёрная пешка · c5 чёрная пешка · g5 чёрная пешка · a4 чёрный король · g4 чёрная пешка · d3 белый король · e3 белый конь · g3 чёрная пешка · b1 белая ладья | h7 чёрная ладья · c6 чёрная пешка · f6 чёрная пешка · g6 чёрная пешка · c5 чёрная пешка · g5 чёрная пешка · a4 чёрный король · g4 чёрная пешка · d3 белый король · e3 белый конь · g3 чёрная пешка · b1 белая ладья | h7 чёрная ладья · c6 чёрная пешка · f6 чёрная пешка · g6 чёрная пешка · c5 чёрная пешка · g5 чёрная пешка · a4 чёрный король · g4 чёрная пешка · d3 белый король · e3 белый конь · g3 чёрная пешка · b1 белая ладья | h7 чёрная ладья · c6 чёрная пешка · f6 чёрная пешка · g6 чёрная пешка · c5 чёрная пешка · g5 чёрная пешка · a4 чёрный король · g4 чёрная пешка · d3 белый король · e3 белый конь · g3 чёрная пешка · b1 белая ладья | h7 чёрная ладья · c6 чёрная пешка · f6 чёрная пешка · g6 чёрная пешка · c5 чёрная пешка · g5 чёрная пешка · a4 чёрный король · g4 чёрная пешка · d3 белый король · e3 белый конь · g3 чёрная пешка · b1 белая ладья | 4 |
| 3 | h7 чёрная ладья · c6 чёрная пешка · f6 чёрная пешка · g6 чёрная пешка · c5 чёрная пешка · g5 чёрная пешка · a4 чёрный король · g4 чёрная пешка · d3 белый король · e3 белый конь · g3 чёрная пешка · b1 белая ладья | h7 чёрная ладья · c6 чёрная пешка · f6 чёрная пешка · g6 чёрная пешка · c5 чёрная пешка · g5 чёрная пешка · a4 чёрный король · g4 чёрная пешка · d3 белый король · e3 белый конь · g3 чёрная пешка · b1 белая ладья | h7 чёрная ладья · c6 чёрная пешка · f6 чёрная пешка · g6 чёрная пешка · c5 чёрная пешка · g5 чёрная пешка · a4 чёрный король · g4 чёрная пешка · d3 белый король · e3 белый конь · g3 чёрная пешка · b1 белая ладья | h7 чёрная ладья · c6 чёрная пешка · f6 чёрная пешка · g6 чёрная пешка · c5 чёрная пешка · g5 чёрная пешка · a4 чёрный король · g4 чёрная пешка · d3 белый король · e3 белый конь · g3 чёрная пешка · b1 белая ладья | h7 чёрная ладья · c6 чёрная пешка · f6 чёрная пешка · g6 чёрная пешка · c5 чёрная пешка · g5 чёрная пешка · a4 чёрный король · g4 чёрная пешка · d3 белый король · e3 белый конь · g3 чёрная пешка · b1 белая ладья | h7 чёрная ладья · c6 чёрная пешка · f6 чёрная пешка · g6 чёрная пешка · c5 чёрная пешка · g5 чёрная пешка · a4 чёрный король · g4 чёрная пешка · d3 белый король · e3 белый конь · g3 чёрная пешка · b1 белая ладья | h7 чёрная ладья · c6 чёрная пешка · f6 чёрная пешка · g6 чёрная пешка · c5 чёрная пешка · g5 чёрная пешка · a4 чёрный король · g4 чёрная пешка · d3 белый король · e3 белый конь · g3 чёрная пешка · b1 белая ладья | h7 чёрная ладья · c6 чёрная пешка · f6 чёрная пешка · g6 чёрная пешка · c5 чёрная пешка · g5 чёрная пешка · a4 чёрный король · g4 чёрная пешка · d3 белый король · e3 белый конь · g3 чёрная пешка · b1 белая ладья | 3 |
| 2 | h7 чёрная ладья · c6 чёрная пешка · f6 чёрная пешка · g6 чёрная пешка · c5 чёрная пешка · g5 чёрная пешка · a4 чёрный король · g4 чёрная пешка · d3 белый король · e3 белый конь · g3 чёрная пешка · b1 белая ладья | h7 чёрная ладья · c6 чёрная пешка · f6 чёрная пешка · g6 чёрная пешка · c5 чёрная пешка · g5 чёрная пешка · a4 чёрный король · g4 чёрная пешка · d3 белый король · e3 белый конь · g3 чёрная пешка · b1 белая ладья | h7 чёрная ладья · c6 чёрная пешка · f6 чёрная пешка · g6 чёрная пешка · c5 чёрная пешка · g5 чёрная пешка · a4 чёрный король · g4 чёрная пешка · d3 белый король · e3 белый конь · g3 чёрная пешка · b1 белая ладья | h7 чёрная ладья · c6 чёрная пешка · f6 чёрная пешка · g6 чёрная пешка · c5 чёрная пешка · g5 чёрная пешка · a4 чёрный король · g4 чёрная пешка · d3 белый король · e3 белый конь · g3 чёрная пешка · b1 белая ладья | h7 чёрная ладья · c6 чёрная пешка · f6 чёрная пешка · g6 чёрная пешка · c5 чёрная пешка · g5 чёрная пешка · a4 чёрный король · g4 чёрная пешка · d3 белый король · e3 белый конь · g3 чёрная пешка · b1 белая ладья | h7 чёрная ладья · c6 чёрная пешка · f6 чёрная пешка · g6 чёрная пешка · c5 чёрная пешка · g5 чёрная пешка · a4 чёрный король · g4 чёрная пешка · d3 белый король · e3 белый конь · g3 чёрная пешка · b1 белая ладья | h7 чёрная ладья · c6 чёрная пешка · f6 чёрная пешка · g6 чёрная пешка · c5 чёрная пешка · g5 чёрная пешка · a4 чёрный король · g4 чёрная пешка · d3 белый король · e3 белый конь · g3 чёрная пешка · b1 белая ладья | h7 чёрная ладья · c6 чёрная пешка · f6 чёрная пешка · g6 чёрная пешка · c5 чёрная пешка · g5 чёрная пешка · a4 чёрный король · g4 чёрная пешка · d3 белый король · e3 белый конь · g3 чёрная пешка · b1 белая ладья | 2 |
| 1 | h7 чёрная ладья · c6 чёрная пешка · f6 чёрная пешка · g6 чёрная пешка · c5 чёрная пешка · g5 чёрная пешка · a4 чёрный король · g4 чёрная пешка · d3 белый король · e3 белый конь · g3 чёрная пешка · b1 белая ладья | h7 чёрная ладья · c6 чёрная пешка · f6 чёрная пешка · g6 чёрная пешка · c5 чёрная пешка · g5 чёрная пешка · a4 чёрный король · g4 чёрная пешка · d3 белый король · e3 белый конь · g3 чёрная пешка · b1 белая ладья | h7 чёрная ладья · c6 чёрная пешка · f6 чёрная пешка · g6 чёрная пешка · c5 чёрная пешка · g5 чёрная пешка · a4 чёрный король · g4 чёрная пешка · d3 белый король · e3 белый конь · g3 чёрная пешка · b1 белая ладья | h7 чёрная ладья · c6 чёрная пешка · f6 чёрная пешка · g6 чёрная пешка · c5 чёрная пешка · g5 чёрная пешка · a4 чёрный король · g4 чёрная пешка · d3 белый король · e3 белый конь · g3 чёрная пешка · b1 белая ладья | h7 чёрная ладья · c6 чёрная пешка · f6 чёрная пешка · g6 чёрная пешка · c5 чёрная пешка · g5 чёрная пешка · a4 чёрный король · g4 чёрная пешка · d3 белый король · e3 белый конь · g3 чёрная пешка · b1 белая ладья | h7 чёрная ладья · c6 чёрная пешка · f6 чёрная пешка · g6 чёрная пешка · c5 чёрная пешка · g5 чёрная пешка · a4 чёрный король · g4 чёрная пешка · d3 белый король · e3 белый конь · g3 чёрная пешка · b1 белая ладья | h7 чёрная ладья · c6 чёрная пешка · f6 чёрная пешка · g6 чёрная пешка · c5 чёрная пешка · g5 чёрная пешка · a4 чёрный король · g4 чёрная пешка · d3 белый король · e3 белый конь · g3 чёрная пешка · b1 белая ладья | h7 чёрная ладья · c6 чёрная пешка · f6 чёрная пешка · g6 чёрная пешка · c5 чёрная пешка · g5 чёрная пешка · a4 чёрный король · g4 чёрная пешка · d3 белый король · e3 белый конь · g3 чёрная пешка · b1 белая ладья | 1 |
|   | a | b | c | d | e | f | g | h |   |

За всю свою шахматную карьеру Капабланка придумал только один этюд. Во время международного турнира в Москве его спросили, почему он — виртуоз эндшпиля — не составляет этюдов. На это Капабланка ответил, что в молодости составил один этюд, который никто не смог решить. После этого Капабланка перестал интересоваться шахматной композицией и бросил сочинять этюды, так как не видел смысла составлять задачи, если они никому не под силу.
Авторское решение:
1. Крс4 Кра5 2. Кр: с5 Кра6 3. Кр: с6 Кра7 4. Кd5 Лh2 5. Кс3 f5 6. Лb7+ Крa6 7. Лb6+ Крa5 8. Лb5+ Крa6 9. Лb4 Крa7 10. Кb5+ Крb8 11. Кd6+ Крa8 12. Кc4 Лa2 13. Крc7 Лa7+ 14. Крc8 Лa6 15. Лb8+ Крa7 16. Лb7+ Крa8 17. Кb6+ Л:b6 18. Л:b6 Крa7 19. Лb2 f4 20. Крc7 Крa6 21. Крc6 Крa5 22. Крc5 Крa4 23. Крc4 Крa3 24. Лg2 с победой.
Однако впоследствии советский шахматный композитор Генрих Каспарян обнаружил, чёрные могли достигнуть ничьей путём 13…g2!. Кроме того, советский мастер Николай Новотельнов нашёл ещё одну неточность в авторском решении — вместо 6…Крa6? к спасению вело 6…Крa8.

### Преподавание и литературная деятельность
Когда в 1917—1918 годах Капабланка жил на Кубе, он дал несколько частных уроков девочке, проявившей шахматный талант. Этой девочкой была Мария Тереса Мора, впоследствии дважды участвовавшая в женских чемпионатах мира и ставшая первым в Латинской Америке международным мастером. Как сам Капабланка писал впоследствии, чтобы понятно объяснить ребёнку некоторые тонкости шахматной теории, ему пришлось заняться серьёзным исследованием дебютов, что очень помогло и в собственной подготовке, поскольку в этот период дебютная теория была одним из его слабых мест.
Мария-Тереса Мора оказалась единственным человеком, кому Капабланка давал уроки, однако он также оставил несколько книг, ориентированных на обучение начинающих шахматистов; эти книги отличаются ясностью и логичностью изложения. Одну из них, «Учебник шахматной игры», Ботвинник считал лучшей книгой о шахматах из всех, которые когда-либо были написаны. Капабланка считал шахматы отличным средством для воспитания и развития интеллекта и полагал, что обучение шахматной игре должно быть введено в школах начиная с 10-летнего возраста.
В 1920 году Капабланка опубликовал автобиографию «Моя шахматная карьера» («My Chess Career»), которая начинается с рассказа о знакомстве автора с шахматами и заканчивается турниром в Гастингсе 1919 года. Книга вышла в тот момент, когда Капабланка стремился убедить общественное мнение в необходимости своего матча с Ласкером, и автор прямо писал, что хочет, чтобы матч прошёл в возможно короткие сроки. Помимо этого, Капабланку критиковали за большое количество похвал в собственный адрес, хотя Эдвард Уинтер замечает, что эти похвалы уравновешены определённым количеством критики.

### Проект реформы шахмат
|   | a               | b               | c                     | d               | e               | f                | g               | h                 | i               | j               |   |  |
| 8 | a8 чёрная ладья | b8 чёрный конь  | c8 чёрный архиепископ | d8 чёрный слон  | e8 чёрный ферзь | f8 чёрный король | g8 чёрный слон  | h8 чёрный канцлер | i8 чёрный конь  | j8 чёрная ладья | 8 |  |
| 7 | a7 чёрная пешка | b7 чёрная пешка | c7 чёрная пешка       | d7 чёрная пешка | e7 чёрная пешка | f7 чёрная пешка  | g7 чёрная пешка | h7 чёрная пешка   | i7 чёрная пешка | j7 чёрная пешка | 7 |  |
| 6 | a6              | b6              | c6                    | d6              | e6              | f6               | g6              | h6                | i6              | j6              | 6 |  |
| 5 | a5              | b5              | c5                    | d5              | e5              | f5               | g5              | h5                | i5              | j5              | 5 |  |
| 4 | a4              | b4              | c4                    | d4              | e4              | f4               | g4              | h4                | i4              | j4              | 4 |  |
| 3 | a3              | b3              | c3                    | d3              | e3              | f3               | g3              | h3                | i3              | j3              | 3 |  |
| 2 | a2 белая пешка  | b2 белая пешка  | c2 белая пешка        | d2 белая пешка  | e2 белая пешка  | f2 белая пешка   | g2 белая пешка  | h2 белая пешка    | i2 белая пешка  | j2 белая пешка  | 2 |  |
| 1 | a1 белая ладья  | b1 белый конь   | c1 белый архиепископ  | d1 белый слон   | e1 белый ферзь  | f1 белый король  | g1 белый слон   | h1 белый канцлер  | i1 белый конь   | j1 белая ладья  | 1 |  |
|   | a               | b               | c                     | d               | e               | f                | g               | h                 | i               | j               |   |  |

Во второй половине 1920-х годов Капабланка увлёкся разработкой новых, улучшенных шахмат. Он считал, что из-за прогресса ведущих игроков шахматам в скором времени угрожает ничейная смерть, поэтому необходимо изменить правила, чтобы усложнить игру и дезавуировать значительную часть теоретических наработок прошлого. Объективно говоря, у Капабланки были основания для опасений, поскольку доля ничьих в партиях ведущих шахматистов в этот период действительно быстро росла. Если в матчах на первенство мира XIX — начала XX века число ничьих почти никогда не превышало трети от общего числа партий, то в неоконченном матче Капабланки с Ласкером ничьих было в 2,5 раза больше (10/4), а в матче с Алехиным — почти втрое больше (25/9), чем результативных партий.
Было предложено несколько вариантов новых шахмат. Капабланка предлагал добавить в комплект две новые комбинированные фигуры — канцлера (объединяет ходы ладьи и коня) и архиепископа (объединяет ходы слона и коня), увеличить число пешек до 10 у каждой стороны и играть этими комплектами на увеличенной до 8×10 или даже 10×10 доске. Другой вариант предполагал лишь увеличение доски и числа обычных фигур: игра шла на доске размером 16×12, а игроки получали по два комплекта обычных фигур и пешек, ходящих по обычным правилам; лишь первый ход пешки мог быть сделан сразу на шестую горизонталь. По этим правилам даже был сыгран экспериментальный матч между Капабланкой и Мароци. Впоследствии Капабланка охладел к идее реформации; предполагаемая ничейная смерть шахмат так и не наступила, а, кроме того, проведя некоторое количество экспериментальных игр в новые шахматы, он убедился, что расширение доски и увеличение числа фигур значительно удлиняет партию.

## Увековечение памяти

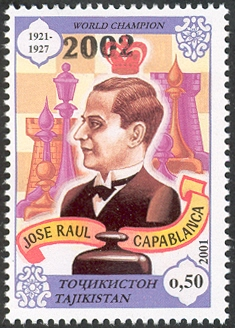
Почтовая марка Таджикистана

С 1962 года почти каждый год на Кубе проходит мемориал Капабланки. Первые восемь турниров прошли в Гаване, следующие одиннадцать — в Сьенфуэгосе, затем место проведения много раз менялось. Начиная с 2001 года Мемориал снова проходит в Гаване. Победу в первом турнире одержал Найдорф, в разные годы его выигрывали Корчной, Смыслов (трижды), Майлс (трижды), Иванчук (трижды).
В 1951 году на Кубе была выпущена серия из семи почтовых марок, посвящённая тридцатилетию победы Капабланки в матче на первенство мира  (Sc #463-465, C44-C46, E14). Позже Капабланка неоднократно фигурировал на кубинских марках, в частности, в 1982 году в честь сорокалетия со дня его смерти вышла серия из четырёх марок  (Sc #2560-3), а в 1988 году, в год его столетнего юбилея, — ещё одна серия  (Sc #3043-8; 3049a-3054a). Также марки с портретом Капабланки издавались в Бенине  (Sc #1136), Гвинее-Бисау  (Sc #741), Камбодже  (Mi #796), Лаосе, Мозамбике, Нигере  (Sc #1025f), Таджикистане, Чаде  (Sc #430) и на Британских Виргинских островах. В Югославии выходила марка с позицией из партии Капабланка — Ласкер, сыгранной на нью-йоркском турнире 1924 года  (Sc #302); при этом в позиции допущена ошибка: не на том поле стоит чёрный слон.

## Статистика выступлений
| Дата    | Соревнование                                        | Место | Результат                             | Результат             | Примечания |
| ------- | --------------------------------------------------- | ----- | ------------------------------------- | --------------------- | --- |
| 1901    | Матч с Хуаном Корсо                                 | —     | Победа — 7:5 или 7:6                  | +4 −2 =6 или +4 −3 =6 | Матч игрался до четырёх побед. |
| 1909    | Матч с Фрэнком Маршаллом                            | —     | Победа — 15:8                         | +8 −1 =14             | Матч игрался до восьми побед. |
| 1910    | Нью-Йорк                                            | 2     | 9½ из 12                              | +8 −1 =3              | 1-е место — Маршалл (10). |
| 1911    | Сан-Себастьян                                       | 1     | 9½ из 14                              | +6 −1 =7              | 2—3-е места — Рубинштейн и Видмар (по 9), 4-е — Маршалл (8½). Приз за красоту за победу над Бернштейном. |
| 1913    | Нью-Йорк                                            | 1     | 11 из 13                              | +10 −1 =2             | 2-е место — Маршалл (10½), 3-е — Яффе (9½), 4-е — Яновский (9). |
| 1913    | Гавана                                              | 2     | 10 из 14                              | +8 −2 =4              | 1-е место — Маршалл (10½), 3-е — Яновский (9). Турнир проходил в два круга. |
| 1913    | Нью-Йорк                                            | 1     | 13 из 13                              | +13 −0 =0             | |
| 1914    | Санкт-Петербург                                     | 2     | 13 из 18, в том числе 5 из 8 в финале | +10 −2 =6             | 1-е место — Ласкер (13½), 3-е — Алехин (10), 4-е — Тарраш (8½), 5-е — Маршалл (8). Турнир состоял из предварительного кругового турнира для 11 игроков и финального турнира в два круга для пяти лучших шахматистов, результаты предварительного турнира и финала суммировались. |
| 1914    | Нью-Йорк                                            | 1     | 11 из 11                              | +11 −0 =0             | 2-е место — Дурас (8½). |
| 1915    | Нью-Йорк                                            | 1     | 13 из 14                              | +12 −0 =2             | 2-е место — Маршалл (12). Турнир проходил в два круга. |
| 1916    | Нью-Йорк                                            | 1     | 14 из 17, в том числе 2 из 4 в финале | +12 −1 =4             | 2-е место — Яновский (11). Всего участвовало 14 человек, использовалась схема петербургского турнира с финалом в один круг. |
| 1918    | Нью-Йорк                                            | 1     | 10½ из 12                             | +9 −0 =3              | 2-е место — Костич (9), 3-е — Маршалл (7). Турнир проходил в два круга. |
| 1919    | Матч с Бориславом Костичем                          | —     | Победа — 5:0                          | +5 −0 =0              | Матч игрался до восьми побед, Костич сдал матч, проиграв первые пять партий. |
| 1919    | Гастингс                                            | 1     | 10½ из 11                             | +10 −0 =1             | 2-е место — Костич (9½), 3—4-е — Томас и Ейтс. |
| 1921    | Матч за звание чемпиона мира с Эмануилом Ласкером   | —     | Победа — 9:5                          | +4 −0 =10             | Всего должно было состояться 24 партии; после 14 партий Ласкер сдал матч. |
| 1922    | Лондон                                              | 1     | 13 из 15                              | +11 −0 =4             | 2-е место — Алехин (11½), 3-е — Видмар (11), 4-е — Рубинштейн (10½), 5-е — Боголюбов (9). |
| 1924    | Нью-Йорк                                            | 2     | 14½ из 20                             | +10 −1 =9             | 1-е место — Ласкер (16), 3-е — Алехин (12), 4-е — Маршалл (11), 5-е — Рети (10½). Турнир проходил в два круга. |
| 1925    | Москва                                              | 3     | 13½ из 20                             | +9 −2 =9              | 1-е место — Боголюбов (15½), 2-е — Ласкер (14), 4-е — Маршалл (12½). |
| 1926    | Лейк-Хопатконг                                      | 1     | 6 из 8                                | +4 −0 =4              | Другие результаты: Купчик — 5, Мароци — 4½, Маршалл — 3, Эдуард Ласкер — 1½. Турнир проходил в два круга. |
| 1927    | Нью-Йорк                                            | 1     | 14 из 20                              | +8 −0 =12             | Другие результаты: Алехин — 11½, Нимцович — 10½, Видмар — 10, Шпильман — 8, Маршалл — 6. Турнир проходил в четыре круга. |
| 1927    | Матч за звание чемпиона мира с Александром Алехиным | —     | Поражение — 15½:18½                   | +3 −6 =25             | Матч игрался до шести побед. |
| 1928    | Бад-Киссинген                                       | 2     | 7 из 11                               | +4 −1 =6              | 1-е место — Боголюбов (8), 3—4-е — Эйве и Рубинштейн (6½). |
| 1928    | Будапешт                                            | 1     | 7 из 9                                | +5 −0 =4              | 2-е место — Маршалл (6), 3—4-е — Кмох и Шпильман (5). |
| 1928    | Берлин                                              | 1     | 8½ из 12                              | +5 −0 =7              | 2-е место — Нимцович (7), 3-е — Шпильман (6½). Турнир проходил в два круга. |
| 1929    | Рамсгейт                                            | 1     | 5½ из 7                               | +4 −0 =3              | 2—3-е места — Менчик и Рубинштейн (5). |
| 1929    | Карлсбад                                            | 2—3   | 14½ из 21                             | +10 −2 =9             | Поделил со Шпильманом. 1-е место — Нимцович (15), 4-е — Рубинштейн (13½). |
| 1929    | Будапешт                                            | 1     | 10½ из 13                             | +8 −0 =5              | 2-е место — Рубинштейн (9½). |
| 1929    | Барселона                                           | 1     | 13½ из 14                             | +13 −0 =1             | 2-е место — Тартаковер (11½). |
| 1929—30 | Гастингс                                            | 1     | 6½ из 9                               | +4 −0 =5              | 2-е место — Видмар (6½). |
| 1930—31 | Гастингс                                            | 2     | 6½ из 9                               | +5 −1 =3              | 1-е место — Эйве (7). |
| 1931    | Нью-Йорк                                            | 1     | 10 из 11                              | +9 −0 =2              | 2-е место — Кэжден (8½). |
| 1932    | Матч с Эйве                                         | —     | Победа — 6:4                          | +2 −0 =8              | |
| 1934—35 | Гастингс                                            | 4     | 5½ из 9                               | +4 −2 =3              | 1—3-е места — Томас, Эйве и Флор (6½). |
| 1935    | Маргейт                                             | 2     | 7 из 9                                | +6 −1 =2              | 1-е место — Решевский (7½). |
| 1935    | Москва                                              | 4     | 12 из 19                              | +7 −2 =10             | 1—2-е места — Ботвинник и Флор (13), 3-е — Ласкер (12½). |
| 1936    | Москва                                              | 1     | 13 из 18                              | +8 −0 =10             | 2-е место — Ботвинник (12), 3-е — Флор (9½), 4-е — Лилиенталь (9). |
| 1936    | Маргейт                                             | 2     | 7 из 9                                | +5 −0 =4              | 1-е место — Флор (7½). |
| 1936    | Ноттингем                                           | 1—2   | 10 из 14                              | +7 −1 =6              | Поделил с Ботвинником. 3—5-е места — Эйве, Файн и Решевский (9½), 6-е — Алехин (9). |
| 1937    | Земмеринг                                           | 3—4   | 7½ из 14                              | +2 −1 =11             | Поделил с Решевским. 1-е место — Керес (9), 2-е — Файн (8). |
| 1938    | Париж                                               | 1     | 8 из 10                               | +6 −0 =4              | 2-е место — Россолимо (7½). Турнир проходил в два круга. |
| 1938    | АВРО-турнир, десять городов в Нидерландах           | 7     | 6 из 14                               | +2 −4 =8              | Предпоследнее место из восьми участников. Турнир проходил в два круга. |
| 1939    | Маргейт                                             | 2—3   | 6½ из 9                               | +4 −0 =5              | Поделил с Флором. 1-е место — Керес (7½). |
| 1939    | 8-я Шахматная олимпиада                             | —     | 11½ из 16                             | +7 −0 =9              | Сборная Кубы заняла 11-е место из 16 команд в финальном турнире, Капабланка получил приз за лучший результат на первой доске. |

## Книги
- Havana 1913. Единственный турнирный сборник под редакцией Капабланки и единственная книга, написанная им на испанском языке.
- Капабланка, Хозе Рауль. Основы шахматной игры = англ. Chess Fundamentals / перевод с английского Д. М. Горфинкеля с предисловием С. О. Вайнштейна. — Петроград: Жизнь искусства, 1924. — 162 с. — 2000 экз.
  - Другие издания:
    - Капабланка, Хозе Рауль. Основы шахматной игры = англ. Chess Fundamentals / перевод с третьего английского издания под редакцией и с предисловием С. П. Симсона. — М.: Современные проблемы, 1924. — 254 с. — 5000 экз.
    - Капабланка, Хозе Рауль. Основы шахматной игры = англ. Chess Fundamentals / перевод с английского Д. М. Горфинкеля с предисловием С. О. Вайнштейна. — 7 изд.. — М.—Л.: Государственное издательство, 1930. — 136 с. — 5000 экз.
- Капабланка, Хосе Рауль. Моя шахматная карьера / перевод под редакцией А. А. Смирнова с приложением двух его статей: 1. Капабланка и его шахматный стиль. 2. Шахматная деятельность Капабланки с 1920 по 1924 г.. — Л.: Academia, 1924. — 228 с. — 4000 экз.
  - Другие издания: Капабланка, Хосе Рауль. Моя шахматная карьера = англ. My Chess Career / перевод с английского В. И. Нейштадта. — М.: Издательство Высшего совета физической культуры, 1926. — 179 с. — 5000 экз.
- A Primer of Chess. Первое издание 1935 год с предисловием Бенджамина Андерсона, перевод на русский «Учебник шахматной игры», 1936 год.
- The World’s Championship Chess Match between José Raul Capablanca and Dr. Emanuel Lasker, with an introduction, the scores of all the games annotated by the champion, together with statistical matter and the biographies of the two masters, 1921. В 1977 году переиздано вместе с партиями матча с Алехиным 1927 года с примечаниями Ейтса и Уинтера как World’s Championship Matches, 1921 and 1927.
- Last Lectures. Первое издание 1966 год, перевод на русский «Последние шахматные лекции», изд. «Физкультура и спорт», 1976 год.

## Кинофильмы
- «Шахматная горячка» (1925) — фильм Всеволода Пудовкина, в котором роль Капабланки сыграл сам Капабланка. Фильм снимался в 1925 году, во время Московского международного турнира, и Капабланка согласился сыграть самого себя в эпизоде.
- «Капабланка» (1987) — советско-кубинский фильм, в роли Капабланки — Сесар Эвора[119].